# Arquitectura de España

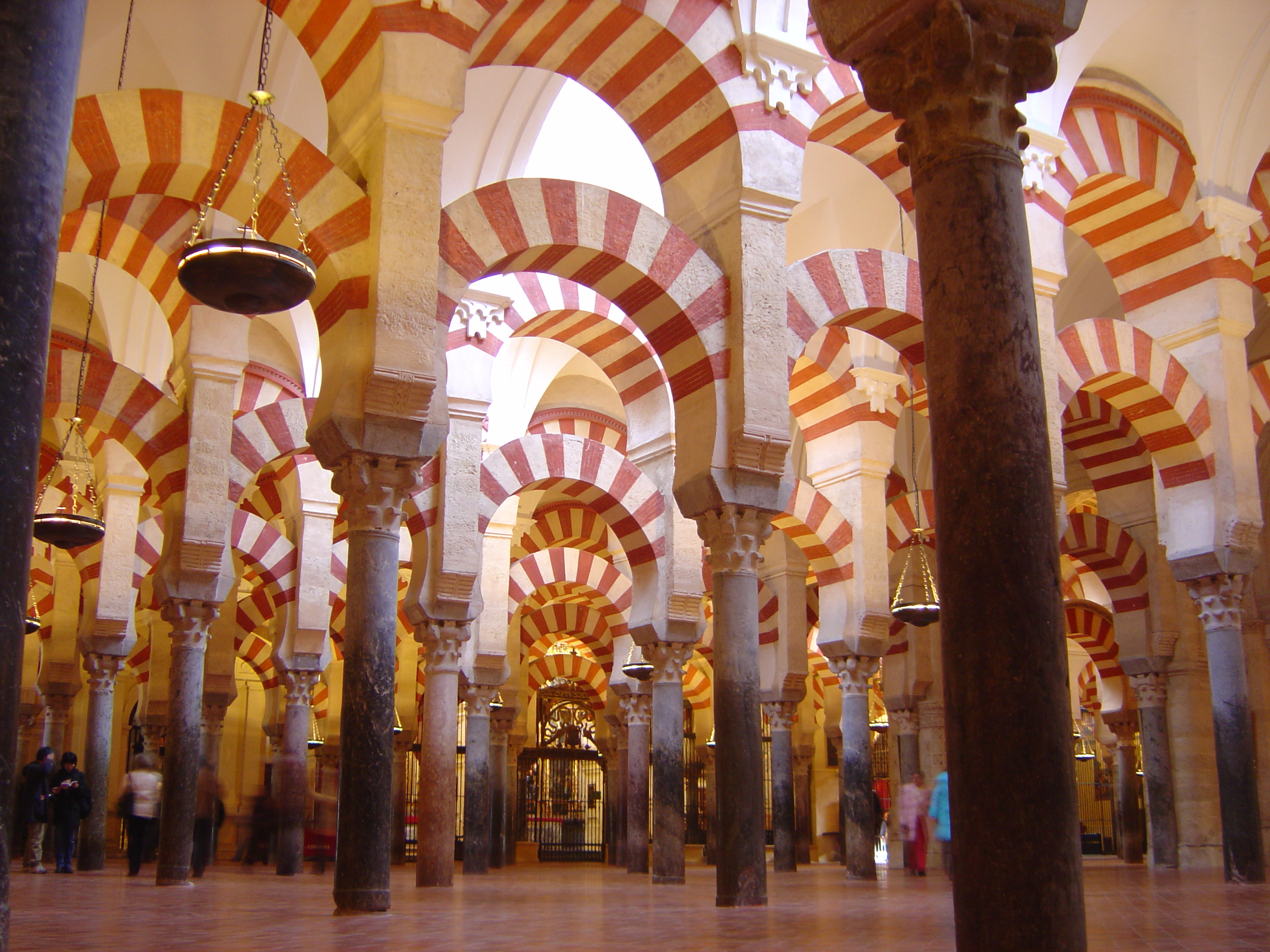
Mezquita de Córdoba.

Por arquitectura de España se entiende la existente en lo que actualmente es el territorio español y la realizada por arquitectos españoles en el mundo. Debido a la amplitud temporal y geográfica que tiene la historia de España, la arquitectura española ha tenido multitud de influencias y manifestaciones.
Incluso desde antes de los poblados que pudieron describir las fuentes romanas (como los de iberos, celtíberos, cántabros...), existen en la península ibérica vestigios de formas arquitectónicas comparables a otros ejemplos de las culturas mediterráneas y semejantes a los de Europa del norte.
Un auténtico desarrollo vino con la llegada de los romanos, que dejaron atrás algunos de sus monumentos más impresionantes en Hispania. La llegada de los vándalos, suevos y visigodos ocasionó una profunda decadencia en las técnicas romanas pero también el aporte de técnicas constructivas más austeras de vinculación religiosa, al igual como ocurrió en el resto de occidente. La invasión musulmana en el año 711 supuso un cambio radical en los siguientes ocho siglos y llevó a grandes avances en la cultura, incluyendo la arquitectura. Córdoba, capital de la dinastía Omeya y Granada, de la nazarí, fueron centros culturales de extraordinaria importancia.
En los reinos cristianos surgieron gradualmente y se desarrollaron estilos propios, inicialmente aislados de las influencias europeas y más tarde integrados en las grandes corrientes arquitectónicas europeas románica y gótica, las cuales llegaron a alcanzar un auge extraordinario, con numerosas muestras religiosas y civiles a lo largo de todo el territorio. Simultáneamente se desarrolló el estilo mudéjar, del siglo XII al XVII, que se caracterizó por una mezcla de corrientes culturales de herencia estructural europea y decoración árabe.
Hacia finales del siglo XV y antes de colonizar América hispana con la arquitectura colonial y barroca, en España se experimentó con la arquitectura renacentista, desarrollada principalmente por arquitectos locales (Pedro Machuca, Gaspar de Vega, Juan Bautista de Toledo, Juan de Herrera, Andrés de Vandelvira...). El barroco español se caracteriza sobre todo por el exuberante churrigueresco, distinguiéndose de las influencias internacionales posteriores, y dando sus obras más importantes en desarrollo en el Imperio español americano, principalmente misiones, catedrales y arquitectura pública. El estilo colonial, que se mantuvo durante siglos, aún tiene una gran influencia en Cuba, México, Centroamérica y los países del Pacífico sudamericano. El neoclasicismo tuvo su cumbre en el trabajo de Juan de Villanueva y sus discípulos.
El siglo XIX tuvo dos facetas: el esfuerzo en ingeniería para alcanzar un nuevo lenguaje y mejoras estructurales con hierro y vidrio como principales materiales, y la corriente académica que primero se enfocó en el historicismo y el eclecticismo y más tarde en los regionalismos. La entrada del modernismo en las corrientes académicas produjo figuras como Antonio Gaudí en la arquitectura del siglo XX. El Estilo Internacional fue liderado por grupos como el GATEPAC.
España está sufriendo una verdadera revolución técnica dentro de la arquitectura contemporánea y arquitectos españoles como Rafael Moneo, Santiago Calatrava y Ricardo Bofill se han convertido en referentes internacionales.
Por la relevancia artística de muchas de las estructuras arquitectónicas de España, incluyendo partes enteras de ciudades, han sido designadas Patrimonio de la Humanidad. El país posee el quinto puesto en número de lugares declarados Patrimonio de la Humanidad por la Unesco, superado solamente por Italia, China, Alemania y Francia.

## Prehistoria

### Arquitectura megalítica

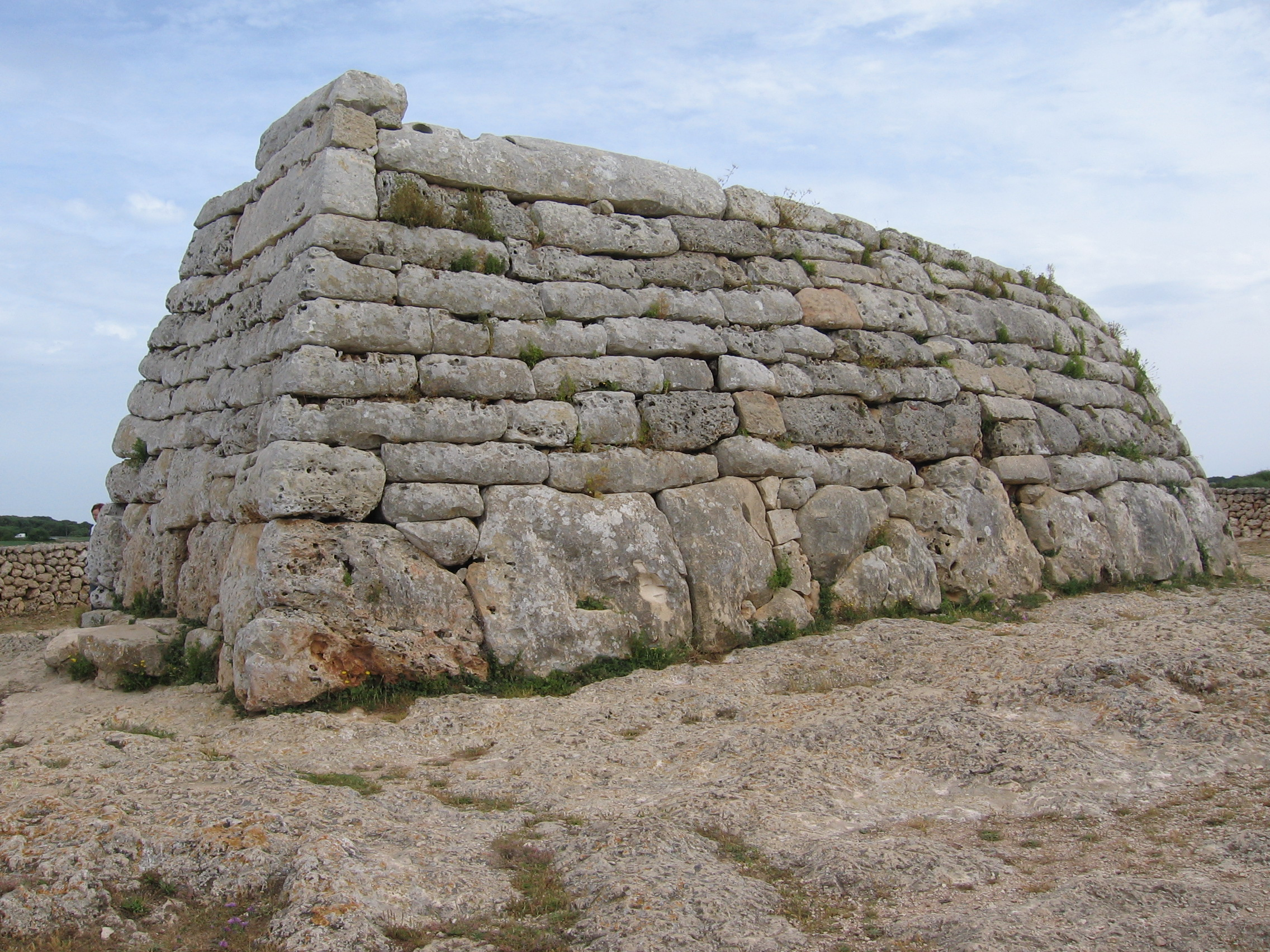
Naveta des Tudons en Menorca.

Durante la Edad de Piedra el megalito más extendido en la península ibérica era el dolmen. Los planos de estas cámaras funerarias solían ser seudocírculos o trapezoides, formados por enormes piedras hincadas en el suelo y otras que las cubrían, formando un techo. Según iba evolucionando la tipología, apareció una entrada en el corredor llamada dromos, que gradualmente fue tomando importancia hasta ser tan ancho como la cámara. En el estado más avanzado, eran comunes techos abovedados y falsas cúpulas. El complejo de Antequera contiene los dólmenes más grandes de Europa. El mejor conservado, la Cueva de Menga, tiene 25m de profundidad, cuatro metros de alto y fue construido con 32 megalitos. En la actualidad, en el interior se ha descubierto un pozo, cuyo origen es desconocido.
En la Edad de Bronce, los ejemplos mejor conservados están en las Islas Baleares, donde aparecen tres tipos de construcciones: la taula, en forma de T, el talayot y la naveta. Los talayots eran torres de defensa troncocónicas o troncopiramidales. Solían tener un pilar central. Las navetas eran construcciones realizadas con grandes piedras y su forma era similar a los cascos de los barcos.

### Arquitectura íbera y céltica

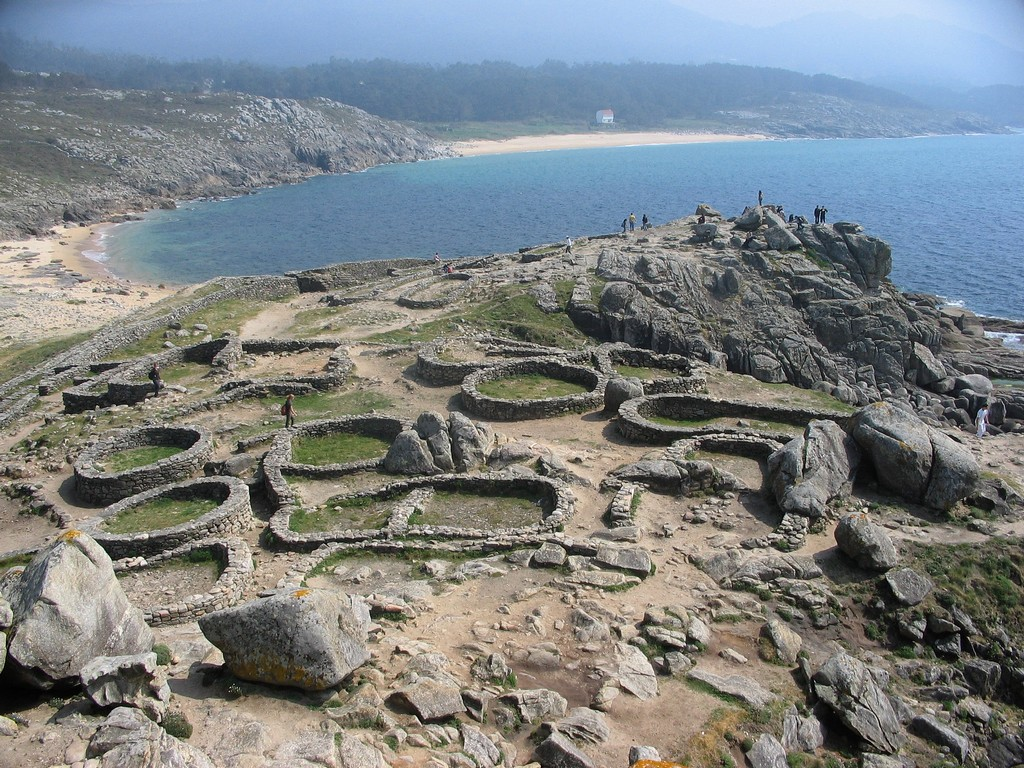
Asentamiento castreño en Galicia: Castro de Baroña.

La cultura castreña, surgida en el norte y centro peninsular y relacionada directa o indirectamente con los pueblos celtas, desarrolló unas construcciones características llamadas castros. Son pueblos amurallados, habitualmente situados en lo alto de una colina o un monte. Existen asentamientos castreños a lo largo de toda la región cantábrica y en la meseta. Abundan especialmente en el valle del Duero y en Galicia. Ejemplos notables son Las Cogotas Y Ulaca en (Ávila) y el Castro de Santa Trega (Pontevedra).
Las casas en los castros tienen de unos 3,5 a 5 m de longitud y son generalmente circulares, existiendo algunas rectangulares, de piedra y con techos de paja, con una columna central. Sus calles eran generalmente regulares, sugiriendo algún tipo de organización central.
Las ciudades construidas por los arévacos están relacionadas con la cultura íbera, cuyas ciudades tuvieron un desarrollo urbano notable, como Numancia. Otras son más primitivas y a menudo excavadas en la roca, como Termantia.

## Época romana

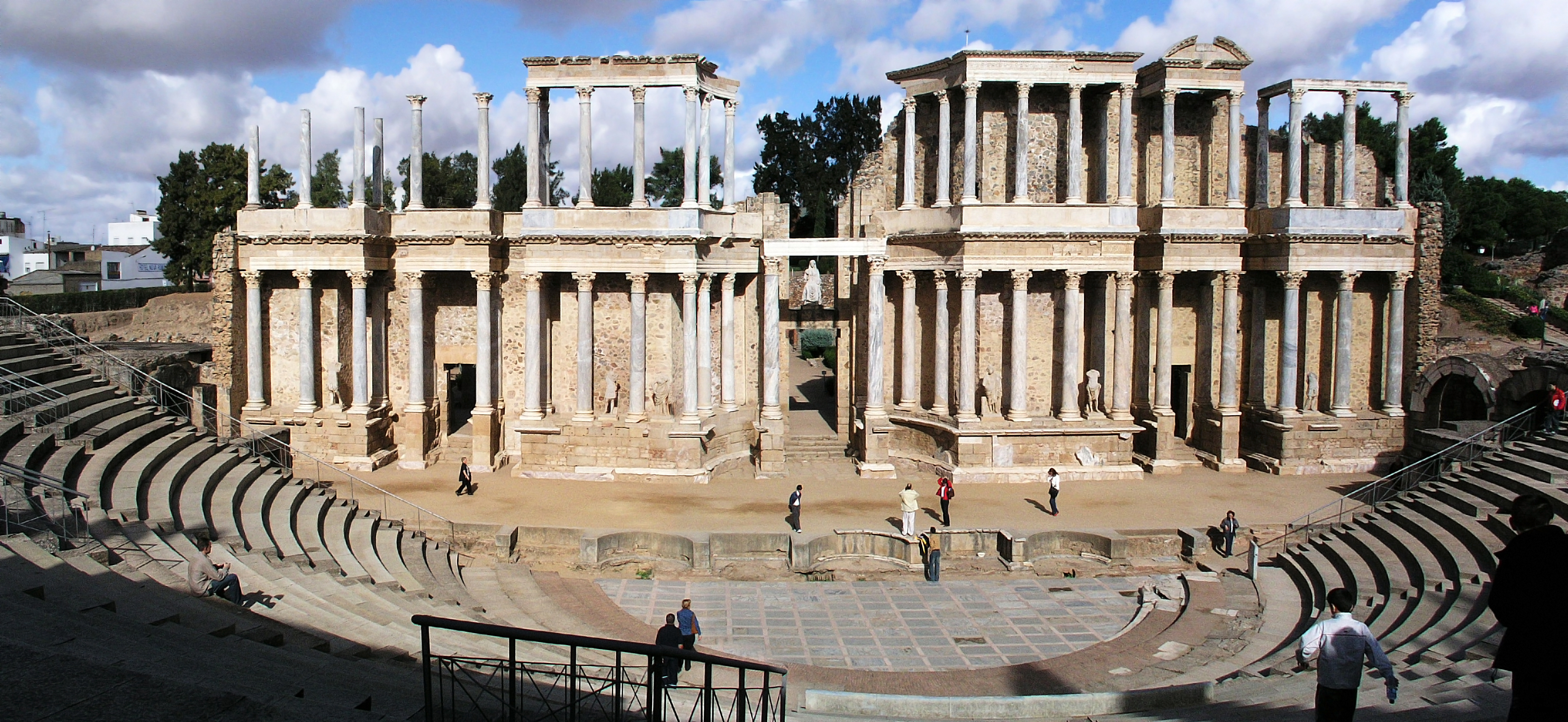
Teatro romano en Mérida.

### Desarrollo urbano
La conquista romana de Hispania, comenzada en el 218 a. C., supuso una romanización casi completa de la península ibérica. La cultura romana fue asumida profundamente por la población: antiguos campamentos militares y asentamientos iberos, fenicios y griegos fueron transformados en grandes ciudades, como por ejemplo Augusta Emerita en la Lusitania, Corduba, Itálica, Hispalis, Gades en la Bética, Tarraco, Carthago Nova, Caesar Augusta, Asturica Augusta, Legio Septima Gemina y Lucus Augusti en la Tarraconensis, unidas por una compleja red de carreteras. El desarrollo de la construcción incluye algunos monumentos de calidad comparable a los de la capital, Roma.

### Construcciones

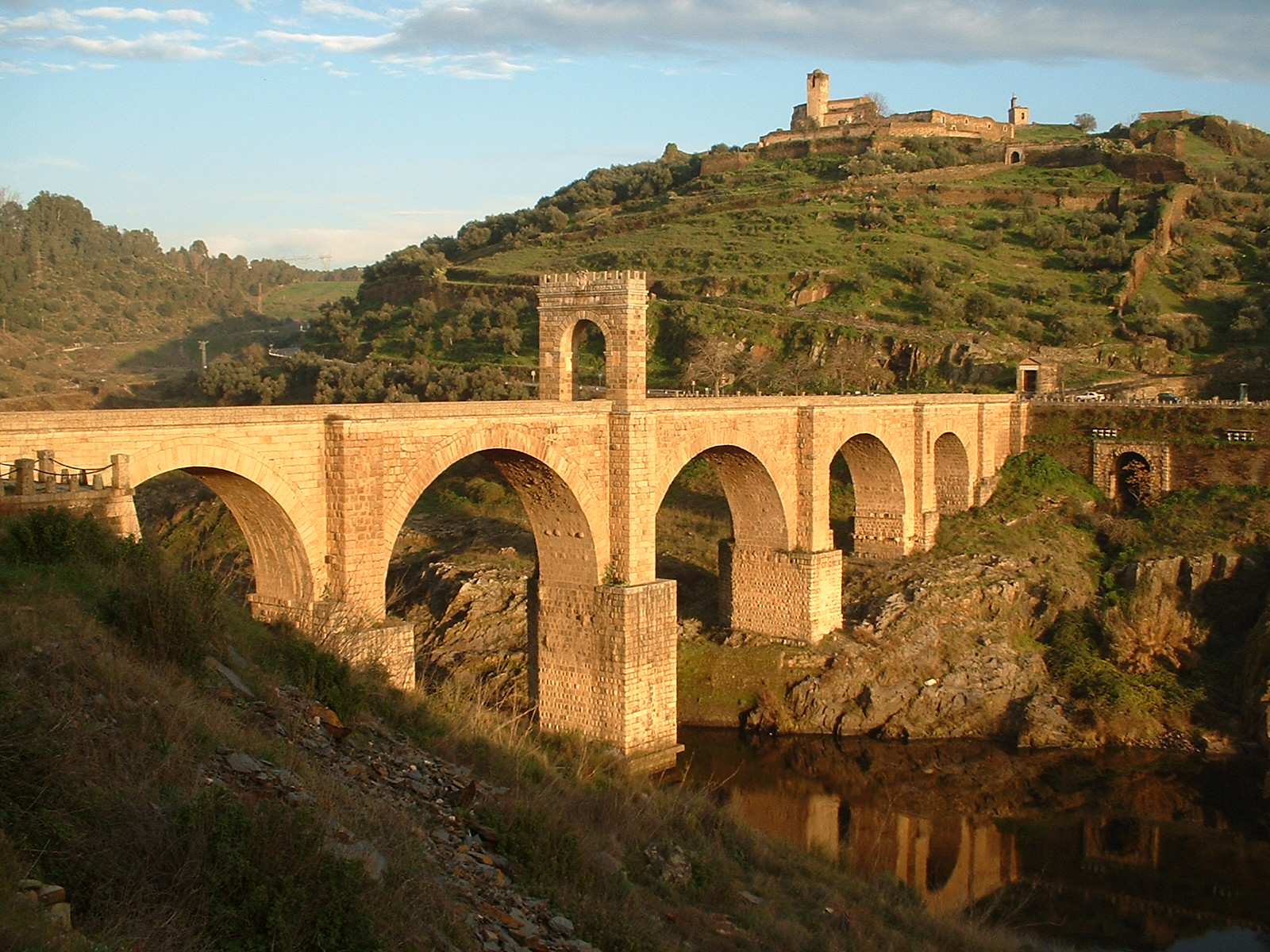
Puente de Alcántara, Cáceres.

La ingeniería civil está representada por imponentes construcciones como el Acueducto de Segovia o el Acueducto de los Milagros de Mérida, puentes como los de Alcántara sobre el Tajo, el de Córdoba sobre el Guadalquivir o el de Mérida sobre el Guadiana. También se construyeron faros como el que aún está en uso en La Coruña, la Torre de Hércules. Las construcciones civiles se vieron impulsadas sobre todo bajo el emperador Trajano (98 d. C. – 117 d. C.).
La arquitectura lúdica está representada por edificios como los teatros de Mérida, Cartagena, Sagunto, Tiermes o Cádiz, los anfiteatros de Mérida, Itálica, Tarraco y Segóbriga y los circos de Mérida, Córdoba, Toledo, Sagunto y muchos otros.
La arquitectura religiosa también se extendió por la península como se puede ver en los templos de Córdoba, Vich, Mérida (Diana y Marte) y Talavera la Vieja, entre otros. Los principales monumentos funerarios son las torres de los Escipiones de Tarragona, el dístilo de Zalamea de la Serena y los mausoleos de la familia Atilii en Sádaba y Fabara. Arcos de triunfo se pueden encontrar en Cáparra, Bará y Medinaceli.

## Arquitectura prerrománica
El término prerrománico se refiere al arte cristiano tras la antigüedad clásica y antes del arte románico. Cubre realizaciones artísticas muy diversas, puesto que fueron realizadas en siglos distintos y por culturas diferentes. El territorio español tiene una gran variedad en arquitectura prerrománica: alguna de sus ramas, como el arte asturiano, llegaron a un gran nivel de refinamiento para su época y contexto cultural.

### Arquitectura visigoda

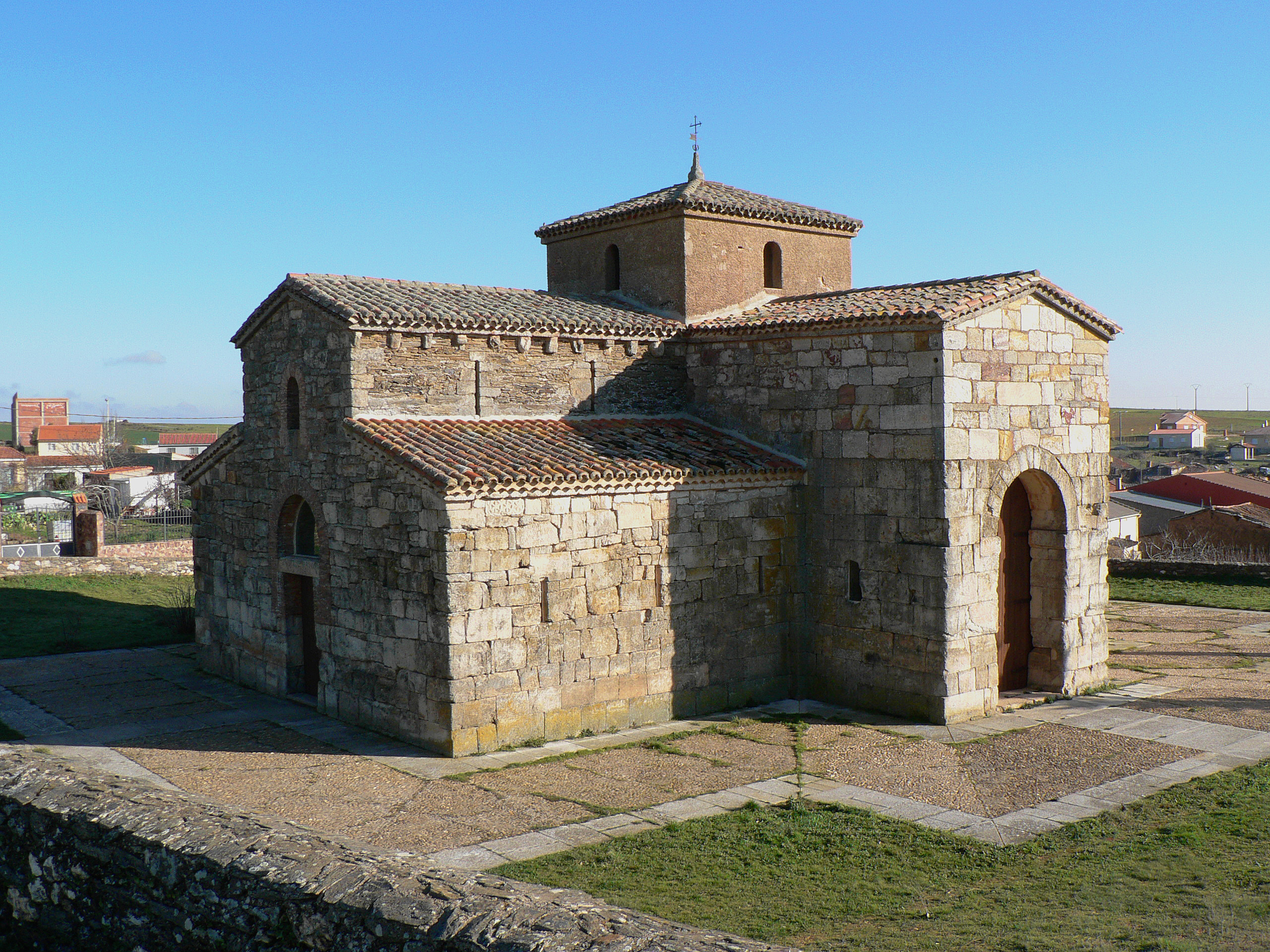
San Pedro de la Nave, en Zamora.

Del siglo VI cabe mencionar los restos de la basílica de Cabeza de Griego, en Cuenca y la pequeña iglesia de San Cugat del Vallés, en Barcelona. Esta, aunque muy deteriorada, muestra claramente una planta de nave única que termina en un ábside. Del siglo siguiente son las de San Pedro de la Nave, San Juan de Baños, Santa María de Quintanilla de las Viñas, cuya traza se repetirá luego en otros templos posteriores pertenecientes al «estilo de repoblación» o al estilo «mozárabe». Por lo demás, en esta época se sigue básicamente la tradición paleocristiana en la arquitectura religiosa. Como edificios más representativos pueden relacionarse los siguientes:
- Iglesia de San Pedro de la Nave en San Pedro de la Nave-Almendra (Zamora);
- Iglesia de Santa Comba de Bande (Orense);
- Iglesia de San Juan Bautista de Baños de Cerrato (Palencia);
- Cripta de San Antolín en la catedral de Palencia (Palencia);
- Iglesia de San Pedro de la Mata de Sonseca (Toledo);
- Ermita de Santa María de Quintanilla de las Viñas (Burgos).

### Arquitectura asturiana

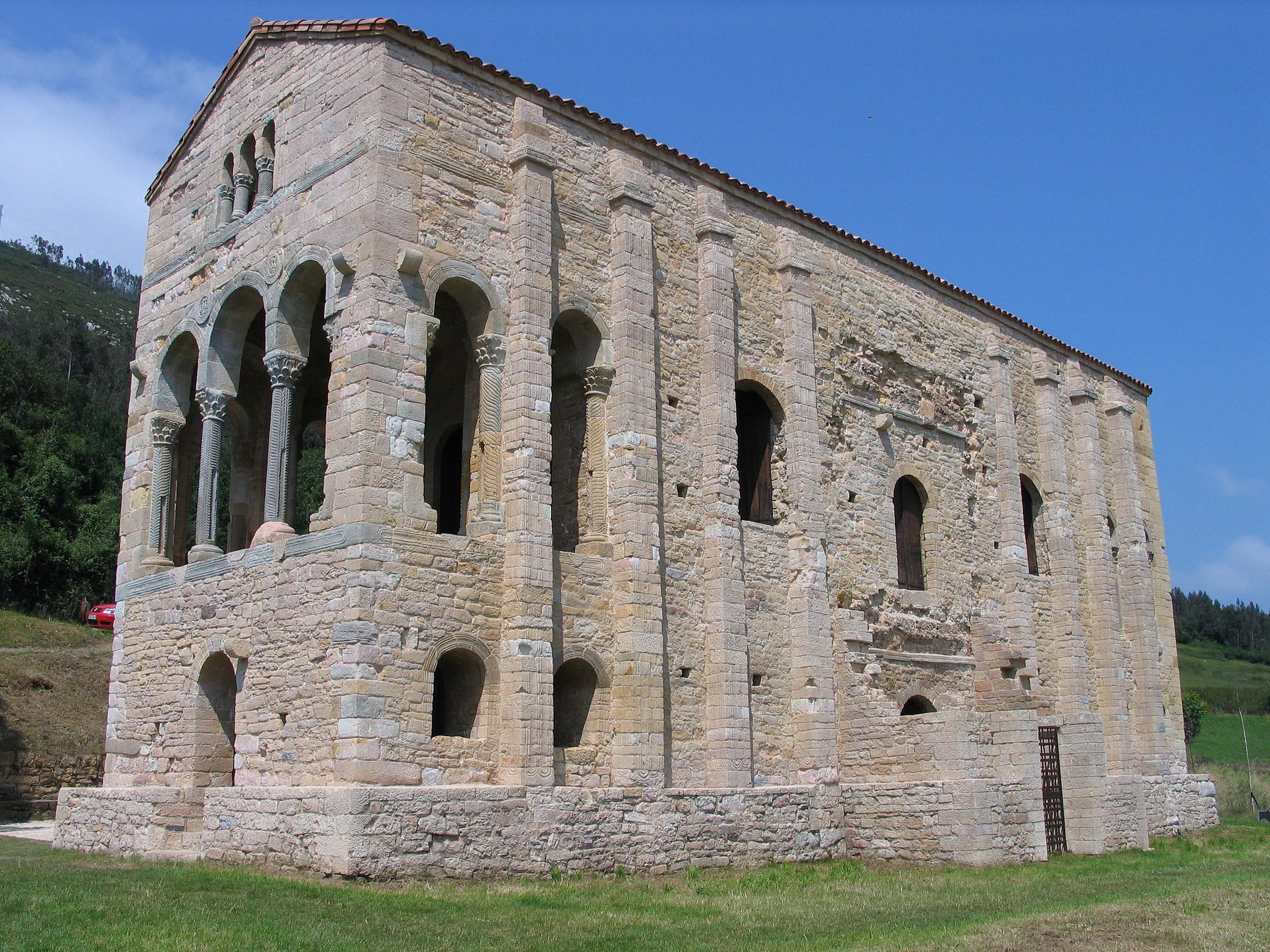
Santa María del Naranco, Asturias.

El Reino de Asturias aparece en 718, cuando las tribus astures, reunidas en asamblea, deciden nombrar a Don Pelayo su jefe. Pelayo reunió a las tribus locales y a los refugiados visigodos bajo sus órdenes con la intención de restaurar progresivamente el orden godo.
El prerrománico asturiano es un estilo singular, que, combinando elementos de otros estilos, como el visigodo y las tradiciones locales, creó y desarrolló su propia personalidad y características, alcanzando un notable nivel de refinamiento, no solo en cuanto a la construcción, sino también en cuanto a la estética.
En cuanto a su evolución, el prerromano asturiano siguió una «evolución estilística claramente asociada a la evolución política del reino, sus etapas marcadas con nitidez». Fue principalmente una arquitectura de la corte y se distinguen cinco etapas: primer periodo (737–791) desde el reino de Favila al de Bermudo I de Asturias. El segundo periodo incluye los reinos de Alfonso II de Asturias (791–842), entrando en una etapa de definición estilística. Estos dos periodos se incluyen dentro del llamado prerramirense. La iglesia más importante es la de San Julián de los Prados, en Oviedo, con un sistema de volúmenes interesante y un programa de frescos iconográficos interesantes, estrechamente relacionados con las pinturas murales romanas. Las celosías y las ventanas trifoliadas en el ábside aparecen por primera vez en esta etapa. La Cámara Santa de la Catedral de Oviedo, San Pedro de Nora y Santa María de Bendones también pertenecen al prerramirense.
El tercer periodo comprende los reinos de Ramiro I (842–850) y Ordoño I (850–866). Es el llamado ramirense y es considerado como la culminación de este estilo, debido al trabajo de un arquitecto desconocido que trajo nuevos estilos ornamentales y estructuras, como la bóveda de cañón y el uso consistente de arcos transversales y contrafuertes, acercando el estilo a los logros obtenidos por la arquitectura románica dos siglos más tarde. Algunos autores han señalado una inexplicable influencia siria en la ornamentación. En este periodo florecieron la mayoría de las obras maestras de este estilo: los pabellones del palacio del Monte Naranco (Santa María del Naranco y San Miguel de Lillo) y la iglesia de Santa Cristina de Lena.
Un cuarto periodo se extiende durante el reinado de Alfonso III (866–910), en el que se detecta la llegada de una fuerte influencia mozárabe a la arquitectura asturiana, expandiéndose el uso del arco de herradura. Una quinta y última etapa coincide con el traslado de la corte a León, con lo que deja de hablarse propiamente de Reino de Asturias, prefiriéndose el término Reino de León. El prerrománico entra en la fase que puede denominarse arte de repoblación.

### Arquitectura mozárabe

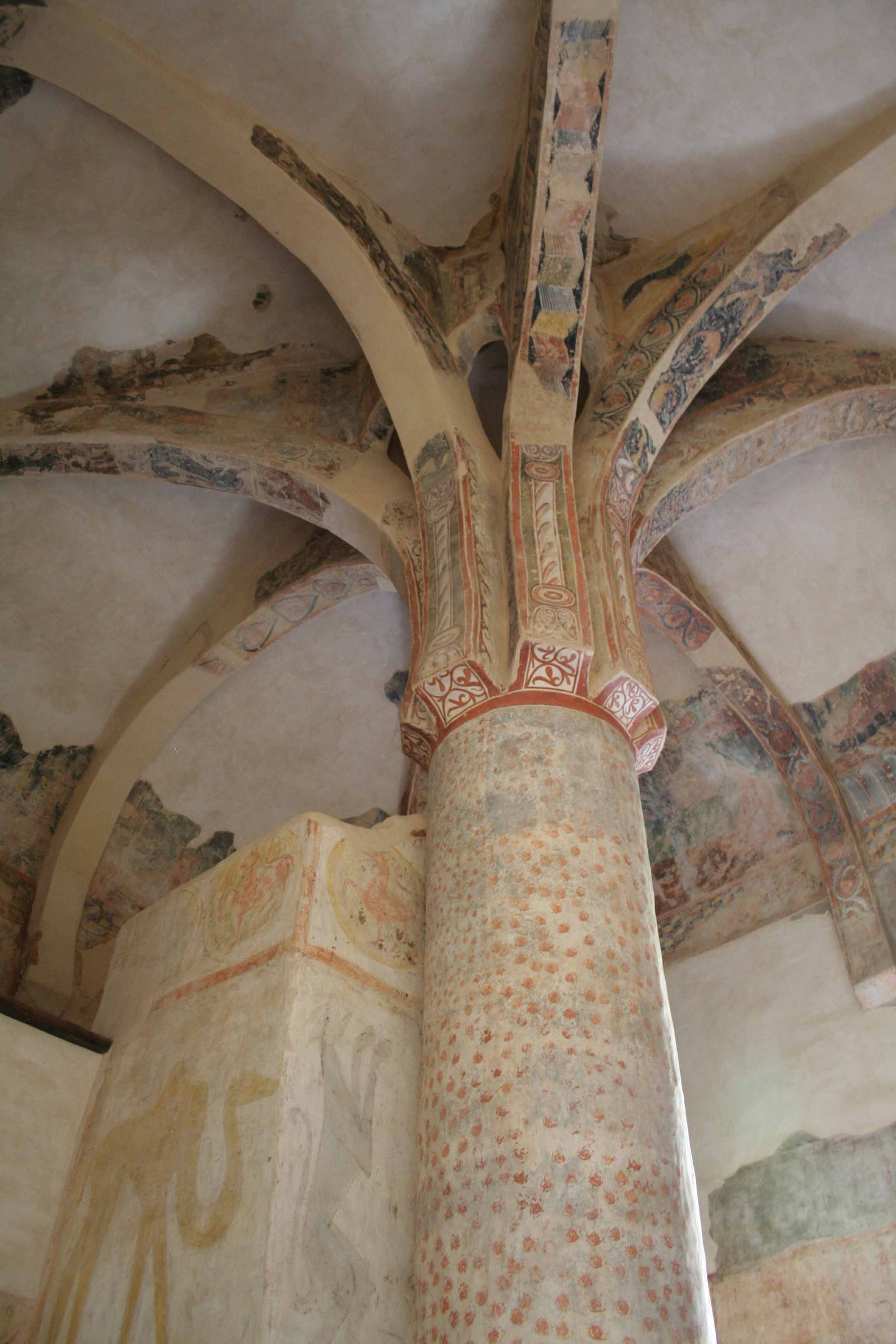
San Baudelio de Berlanga.

La arquitectura mozárabe fue llevada a cabo por los mozárabes, cristianos que vivían en la España musulmana desde la invasión árabe (711) hasta finales del siglo XI, y que mantuvieron su personalidad diferenciada también frente a los cristianos de los reinos del norte, a los que fueron emigrando en oleadas sucesivas o siendo incorporados por la Reconquista. Un ejemplo de esta arquitectura es la iglesia de Bobastro, un templo rupestre que se encuentra en el lugar conocido como Mesas de Villaverde, en Ardales (Málaga), de la que solo quedan algunas ruinas. Otro edificio representante de esta arquitectura es la iglesia de Santa María de Melque, situada en las proximidades de La Puebla de Montalbán (Toledo). Con respecto a este templo se duda en su filiación estilística, pues comparte rasgos visigodos con otros más propiamente mozárabes, no estando tampoco clara su datación. La ermita de San Baudelio de Berlanga presenta una tipología inédita, incluyendo en su planta rectangular una tribuna sobre una pequeña sala hipóstila, a la manera de las mezquitas, y siendo sustentada su cubierta por un único pilar central con forma de palmera. Tanto dicho pilar como los muros interiores están profusamente decorados con frescos representando escenas de caza y animales exóticos. Se puede establecer cierta conexión tipológica como templo iniciático, ya en época románica, con la iglesia de Santa María de Eunate y las demás construcciones templarias de planta centralizada, como la de Torres del Río o la Vera Cruz de Segovia.
Como ya se ha dicho, la identificación con lo mozárabe de construcciones en los reinos cristianos del norte peninsular es problemática.

### Arquitectura de repoblación o leonesa

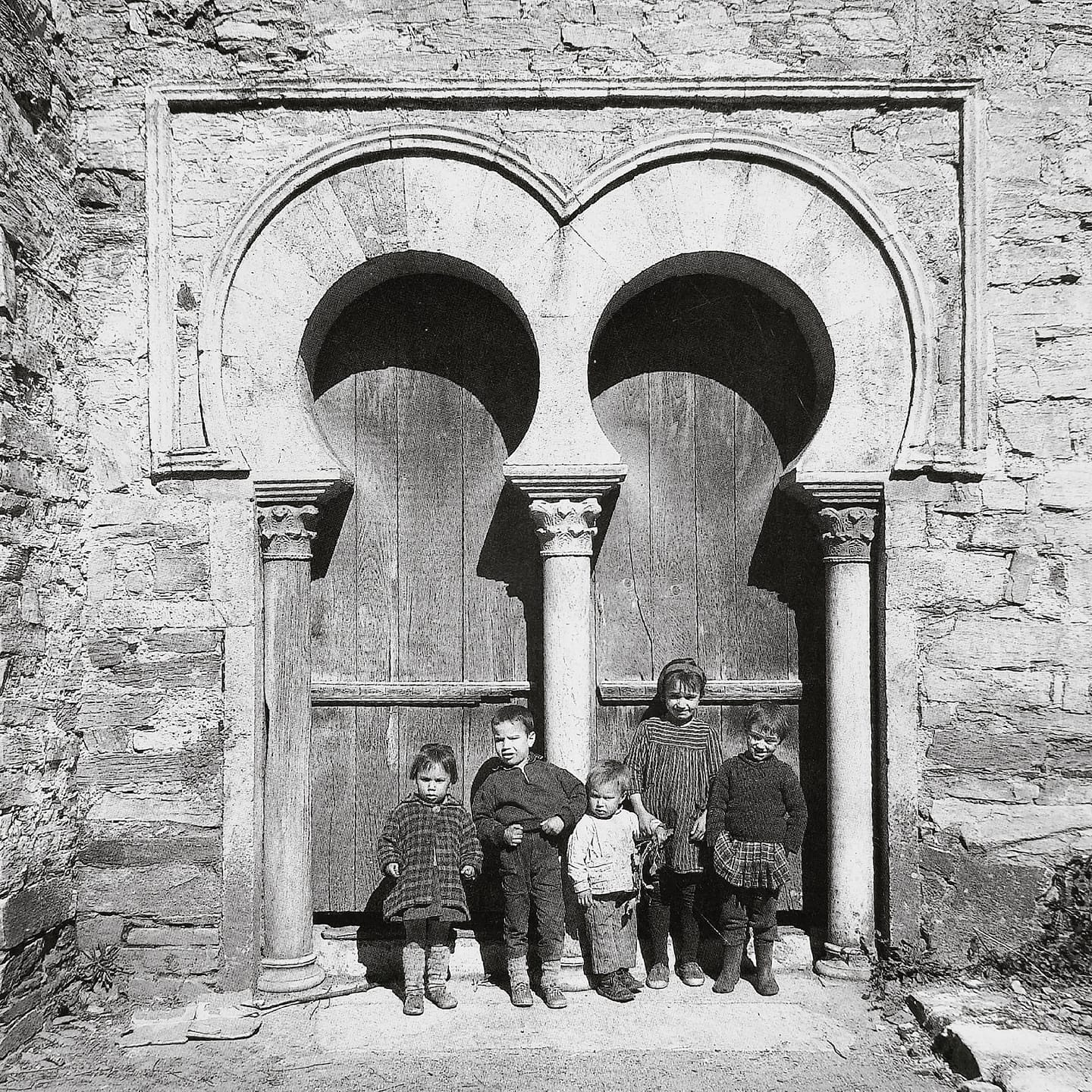
Arcos de herradura en el templo mozárabe de Santiago de Peñalba (El Bierzo, León)

Entre finales del siglo IX y comienzos del siglo XI se desarrolla en los reinos cristianos del norte una evolución del prerrománico que tradicionalmente se ha atribuido a la influencia mozárabe, aunque en la actualidad ésta se han puesto en discusión y se prefiere considerarla como una tercera fase del prerrománico, tras el visigodo y el asturiano. Históricamente coincide con la repoblación de la Meseta del Duero y la cabecera del Ebro. Ejemplos de estos templos son los de la iglesia de Santiago de Peñalba de Peñalba de Santiago (León), la iglesia de San Cebrián de Mazote (Valladolid), el monasterio de San Miguel de Escalada (León), la iglesia de San Vicente del Valle (Burgos), la Iglesia de Santa María de Lebeña (Cantabria), la Ermita de San Baudelio de Berlanga de Caltojar (Soria), el Monasterio de San Juan de la Peña de Jaca (Huesca), la iglesia prerrománica del Monasterio de Leyre (Navarra), el Monasterio de San Millán de Suso (La Rioja) y algunos otros ejemplos zamoranos o asturianos. Similar argumento podría hacerse para incluir algunas pequeñas iglesias catalanas consideradas «mozárabes», como las de San Julián de Boada o la iglesia de Santa María de Matadars.

## Arquitectura de al-Ándalus

### El Califato de Córdoba

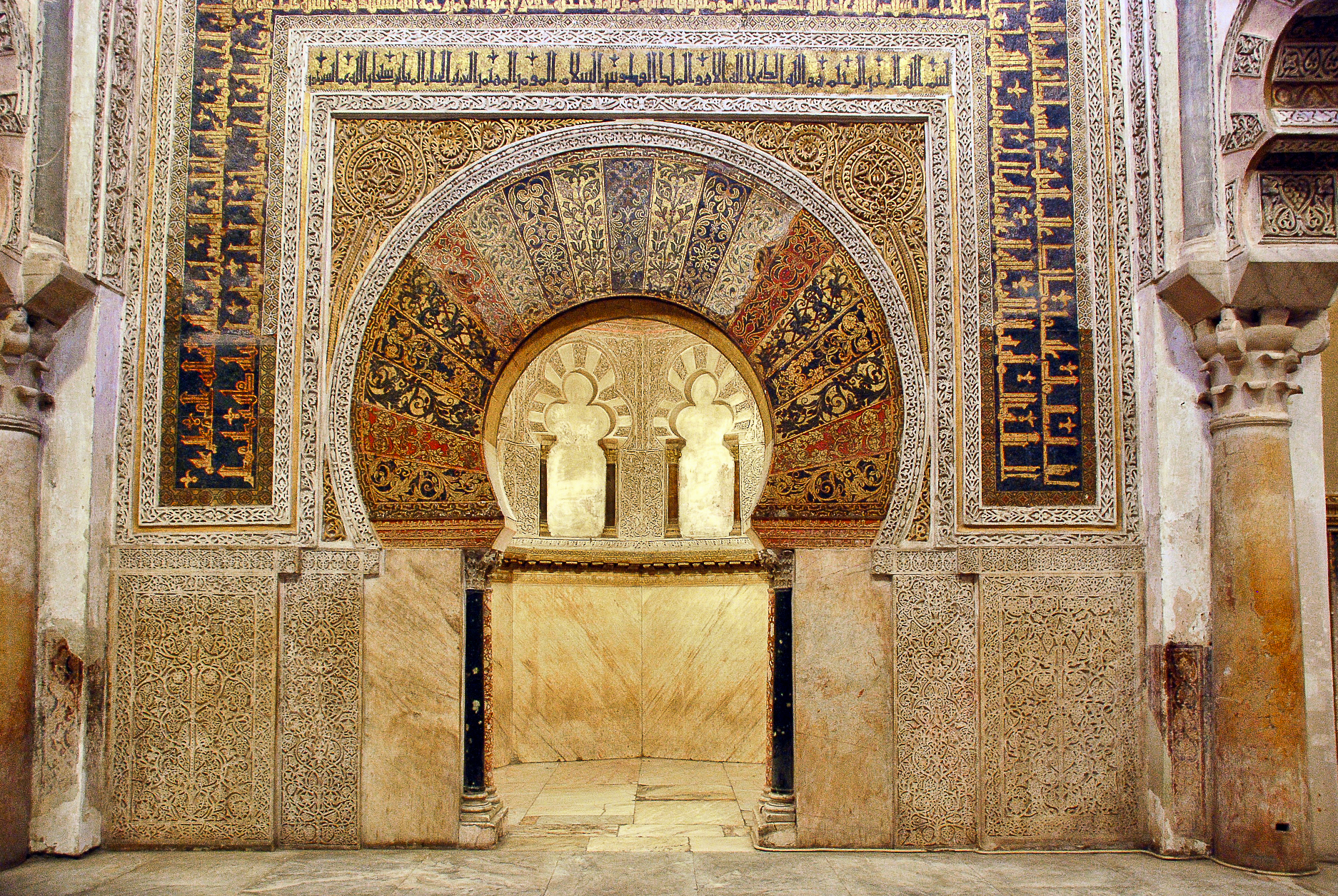
Mihrab de la Mezquita de Córdoba.

La conquista musulmana de Hispania por las tropas de Musa ibn Nusair y Táriq ibn Ziyad y la caída de la dinastía Omeya de Damasco, llevaron a la creación por Abderramán I, el único príncipe superviviente que escapó de los abbasí, de un Emirato independiente con capital en Córdoba. La ciudad se convertiría en la capital cultural de occidente de 750 a 1009.
La arquitectura construida en al-Ándalus bajo los omeyas evolucionó a partir de la de Damasco, con añadidos estéticos locales: el arco de herradura, distintivo de la arquitectura hispano-árabe, fue tomada de los visigodos. Arquitectos, artistas y artesanos llegaron desde oriente para construir ciudades como Medina Azahara, cuyo esplendor no podía ni imaginarse en los reinos europeos contemporáneos.
La construcción más importante de los Omeyas en Córdoba fue la Mezquita de Córdoba, construida en etapas consecutivas por Abderramán I, Abderramán II, Alhakén II y Almanzor.

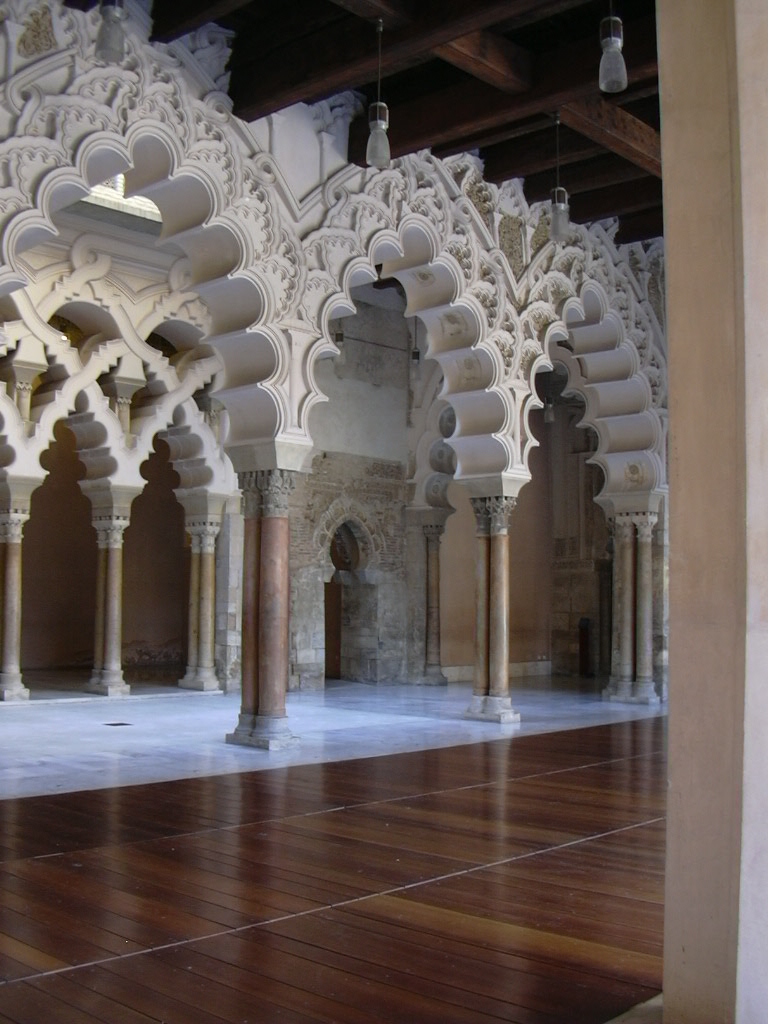
La Aljafería en Zaragoza.

### Los reinos taifas
Con la desaparición del Califato, el territorio se vio dividido en pequeños reinos llamados taifas. Su debilidad política fue acompañada de un conservadurismo cultural, que, junto con el avance de los reinos cristianos, llevó a que los taifas se agarrasen al prestigio de las estructuras y formas del estilo de Córdoba.
La recesión se manifestó en las técnicas de construcción y en los materiales empleados, aunque no en la profusión de la ornamentación. Los arcos polilobulados fueron multiplicados y adelgazados y todos los elementos califales fueron exagerados.
Algunos magníficos ejemplos de la arquitectura taifal han llegado hasta nuestros días, como el Palacio de la Aljafería en Zaragoza o la pequeña mezquita de Bab-Mardum en Toledo, más tarde convertida en uno de los primeros ejemplos de arquitectura mudéjar como la Iglesia del Cristo de la Luz.

### Almorávides y almohades

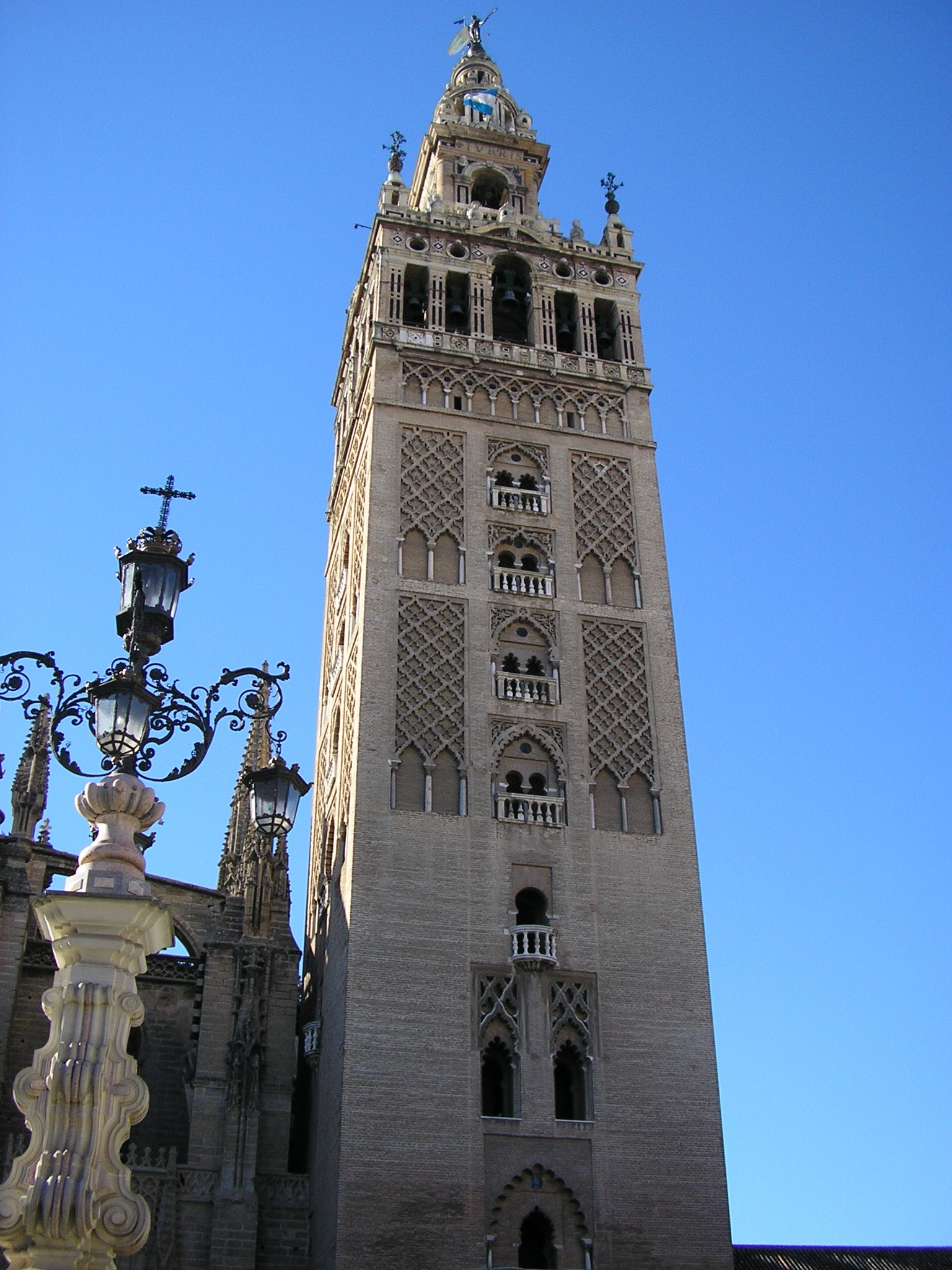
Minarete almohade en la mitad inferior de La Giralda, Sevilla.

Los almorávides irrumpieron desde el norte de África en Al-Ándalus en 1086 y unificaron los reinos taifas bajo su poder. Desarrollaron su propia arquitectura, pero es muy poco lo que ha sobrevivido, ya que la siguiente invasión, la de los almohades, impuso un islamismo ultraortodoxo y destruyó prácticamente todos los edificios almorávides importantes, junto con Medina Azahara y otras construcciones califales.
La arquitectura almohade es extremadamente sobria y desnuda. Emplearon el ladrillo como principal material de construcción. Prácticamente la única decoración empleada, la sebka, eran rejillas de rombos realizados con ladrillo. También emplearon la palma como decoración, pero no era más que una simplificación de la más ornamentada palma almorávide. Con el paso del tiempo, el arte almohade se fue haciendo ligeramente más decorativo.
El elemento mejor conocido de la arquitectura almohade es La Giralda, antiguo minarete de la mezquita de Sevilla aunque el remate superior es renacentista. Clasificada como mudéjar, pero inmersa en la estética almohade, la sinagoga de Santa María la Blanca, en Toledo, es un raro ejemplo de colaboración arquitectónica de las tres culturas medievales españolas.

### Arquitectura nazarí del reino de Granada
Tras la disolución del imperio almohade, los reinos musulmanes del sur de la Península se reorganizaron y en 1237 se estableció el reino nazarí con capital en Granada.

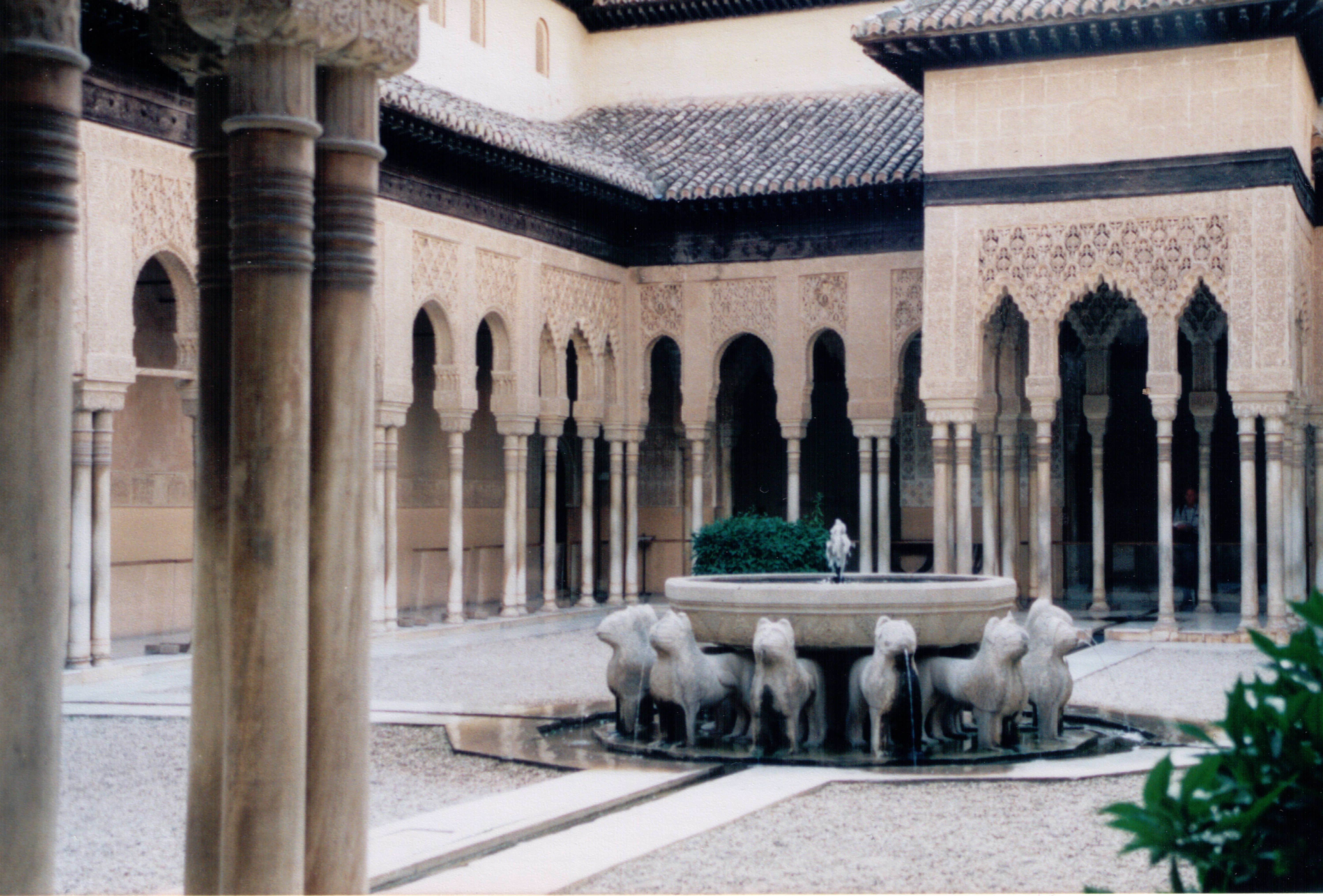
La Alhambra, patio de los leones.

La arquitectura producida por los nazarís iba a ser una de las más ricas del Islam. Fue heredera de los otros estilos musulmanes de Al-Ándalus, que los nazarís combinaron, y del estrecho contacto con los reinos cristianos del norte. Los elementos de la ornamentación y estructurales fueron tomados de la arquitectura cordobesa (arcos de herradura), de los almohades (sebka y palma), pero también de creación propia, como los capiteles prismáticos y cilíndricos y arcos de mocárabe, en una alegre combinación de espacios interiores y exteriores, de jardines y arquitectura, pensados para agradar a todos los sentidos. Al contrario que la arquitectura omeya, que empleaba materiales caros e importados para la construcción, los nazarís emplearon solo materiales humildes: barro, escayola y madera. Sin embargo el resultado estético está lleno de complejidad y es desconcertante para el espectador: la multiplicación de la decoración, el uso sabio de la luz y las sombras y la incorporación del agua a la arquitectura, son algunas de las claves del estilo. También se integró la epigrafía en las paredes de las diferentes habitaciones, con poemas alusivos a la belleza de los espacios. Los palacios de la Alhambra y el Generalife son las construcciones más importantes del periodo.

## Arquitectura mudéjar

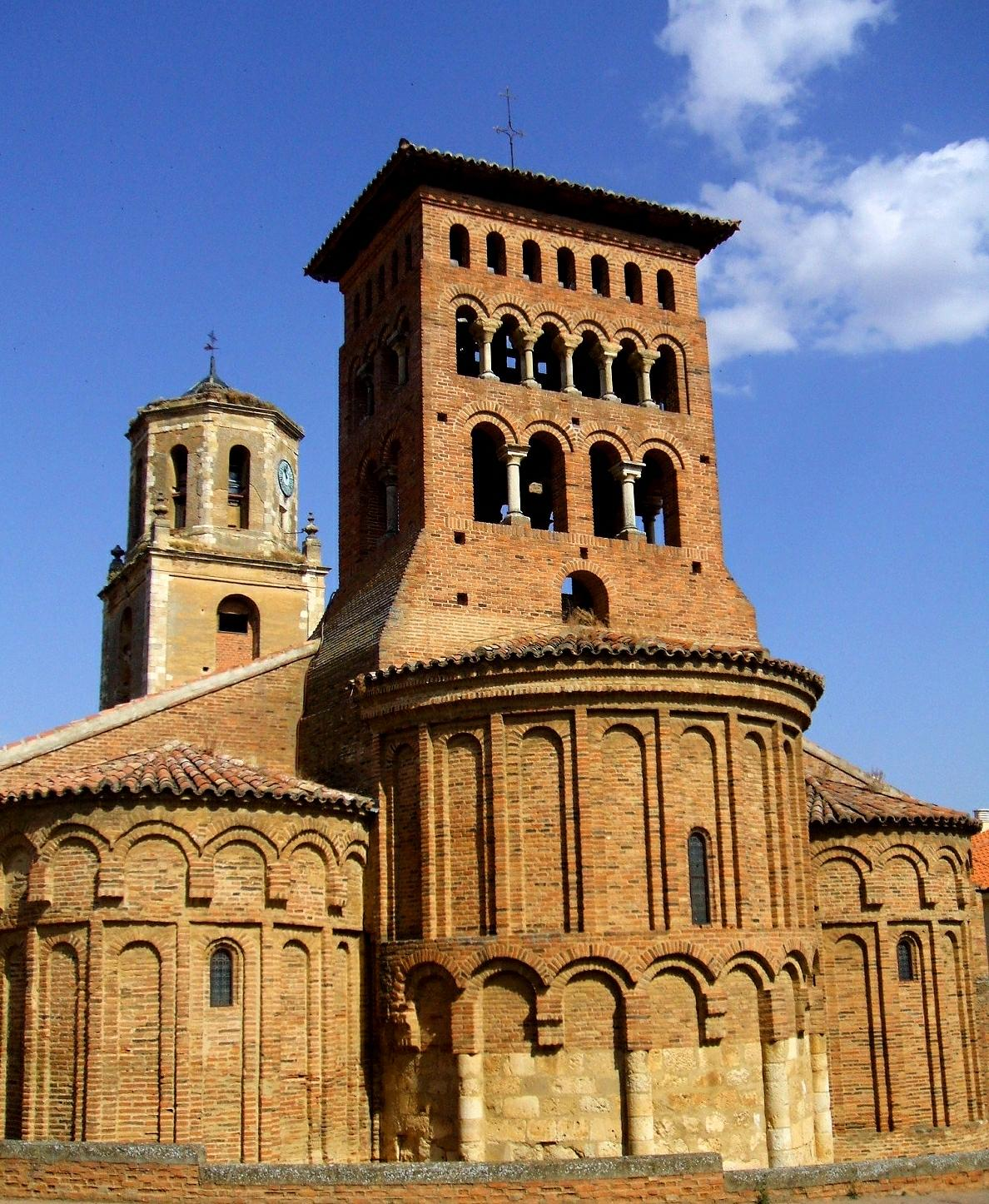
Iglesia mudéjar de San Tirso, en Sahagún (provincia de León).

La arquitectura realizada por los musulmanes que permanecieron en territorio cristiano y que no se convirtieron es llamado estilo mudéjar. Se desarrolló principalmente del siglo XII al XVI con fuertes influencias del gusto y arte árabe, pero adaptado al gusto de los señores cristianos. Por ello, el mudéjar es apenas un estilo puro: se combina frecuentemente técnicas y lenguaje artístico con otros estilos dependiendo del momento histórico. Así, nos podemos referir al mudéjar, pero también al románico mudéjar, al gótico mudéjar o al mudéjar renacentista.
El estilo mudéjar es una simbiosis de técnicas y formas de entender la arquitectura, resultado de la convivencia de las culturas musulmana, judía y cristiana. Emergió como un estilo arquitectónico en el siglo XII. Se suele aceptar que el estilo nace en Sahagún. Se extendió al resto del Reino de León, Toledo, uno de los centros más antiguos e importantes, Ávila, Segovia, y más tarde a Granada y Sevilla. En Toledo hay que destacar las sinagogas de Santa María la Blanca y El Tránsito, ambas mudéjares pero no cristianas. En Sevilla, las habitaciones del Alcázar, a pesar de ser clasificadas como mudéjar, están más relacionadas con el arte nazarí de la Alhambra que al resto del mudéjar, puesto que fueron creados por arquitectos de Granada con poca influencia cristiana traídos por Pedro I de Castilla. También en Sevilla hay que destacar la Casa de Pilatos.
Otros centros importantes del mudéjar se encuentran en ciudades como Toro, Cuéllar, Arévalo y Madrigal de las Altas Torres, destacando el Monasterio de Las Claras, en Tordesillas y el Convento de San Pablo en Peñafiel. Un desarrollo especial lo tuvo el mudéjar aragonés, especialmente en Zaragoza y Teruel durante los siglos XIII, XIV y XV, destacándose las torres mudéjares de Teruel.
Se caracteriza por el uso del ladrillo como material principal. No creó estructuras propias, al contrario que el gótico o el románico, sino que reinterpretó los estilos occidentales a través de una perspectiva musulmana. El carácter geométrico, distintivo de Islam, aparece en las artes accesorias, empleando materiales baratos —azulejo, ladrillo, madera, yeso, metales— trabajados de forma elaborada, destacando el artesonado. Incluso después de que los musulmanes ya no fueran empleados en la construcción, sus contribuciones se mantuvieron como parte integral de la arquitectura española.

## Arquitectura románica
La arquitectura románica supone una manera de construir dentro del estilo conocido como arte románico desarrollado en Europa, con sus características propias y su especial evolución a lo largo de más de dos siglos, que comprende desde principios del siglo XI hasta la mitad del siglo XIII. Esa misma arquitectura en España adquiere sus propias peculiaridades dejándose influir tanto por las modas que le llegan desde el exterior a través de Italia y Francia como por la tradición y recursos artísticos antiguos en la península ibérica. 
Mientras en el siglo VIII se pudo sentir en la Europa cristiana occidental la restauración carolingia, la España cristiana siguió apegada a la cultura tradicional hispanorromana y goda, sin dejarse influir por los movimientos culturales europeos, hasta la llegada del románico. 
La arquitectura románica se extendió en España en la mitad norte llegando hasta el río Tajo, en plena época de Reconquista y repoblación, en especial tras la conquista de Toledo (1085) que aseguró la paz al norte del Duero y favoreció en gran medida su desarrollo. Entró tempranamente en primer lugar por tierras catalanas de los condados de la Marca Hispánica donde desarrolló un primer románico y se extendió por el resto con la ayuda del Camino de Santiago y de los monasterios benedictinos. Dejó su huella especialmente en edificios religiosos (catedrales, iglesias, monasterios, claustros, ermitas…) que son los que han llegado al siglo XXI mejor o peor conservados, pero se construyeron también en este estilo monumentos civiles correspondientes a su época, aunque de estos últimos se conservan bastantes menos (puentes, palacios) y militares (murallas como las de Ávila, castillos de Pedraza y Sepúlveda  y torres). Tal esfuerzo constructor sólo puede entenderse como consecuencia de la pujanza de la sociedad de los reinos cristianos, capaces incluso de extraer recursos (pago de parias) de los divididos reinos taifas.
El románico se desarrolló tempranamente en los siglos X y XI, antes de la influencia de Cluny, en los Pirineos catalanes y aragoneses, simultáneamente con el norte de Italia, en lo que se ha llamado «primer románico» o «románico lombardo». Fue un estilo muy primitivo, caracterizado por los muros gruesos, la falta de escultura y la presencia de ornamentación rítmica con arcos, tipificada en el conjunto de las iglesias románicas del Valle de Boí, con piezas tan singulares como San Juan de Boí, San Clemente de Tahull  o Santa María de Taüll (las dos últimas consagradas en 1123).
El primer románico catalán estuvo muy influido por el arte carolingio y el musulmán de la península ibérica, siendo modélica la fundación del monasterio benedictino de San Pedro de Roda (878-1022). A comienzos del siglo XI hubo una gran actividad arquitectónica por parte de grupos de maestros y canteros lombardos que trabajaron por todo el territorio catalán, erigiendo iglesias bastante uniformes. El gran impulsor y difusor (así como patrocinador) de ese arte fue el abad Oliba del monasterio de Santa María de Ripoll (880-1032), que mandó que se ampliase el monasterio con un cuerpo de fachada donde se levantaron sendas torres, más un crucero con siete ábsides, decorado al exterior con ornamentación lombarda de arquillos ciegos y fajas verticales. También patrocinó la reforma de los monasterios de San Martín de Canigó (997-1026) y de San Miguel de Fluviá (desde 1017). Las edificaciones suelen ser de una o más naves abovedadas, separadas por pilares; a veces llevan la construcción de un pórtico y siempre en el exterior se ve la decoración de arquillos ciegos, esquinillas y lesenas (franjas verticales). Las torres correspondientes son especialmente bellas; unas veces van unidas al edificio y otras son exentas, de planta cuadrada o excepcionalmente cilíndrica como la de Santa Coloma de Andorra. Este primer románico lombardo se extendió también por tierras aragonesas cuyas pequeñas iglesias rurales se vieron influenciadas al mismo tiempo por las tradiciones hispánicas.
La arquitectura románica plena llegó a través del Camino de Santiago, la entonces más reciente de las tres grandes peregrinaciones cristianas creada después de que en el siglo IX se descubriera en Santiago de Compostela un sepulcro que, según se creía, encerraba los restos mortales del apóstol Santiago el Mayor. Fue un estilo auténticamente internacional, con un modelo, la abadía de Cluny, y un lenguaje común al del resto de Europa. Aparecen las típicas iglesias de peregrinación —basadas en San Sernín de Toulouse—, con tres o cinco naves, crucero, girola, absidiolos, tribuna, bóvedas de cañón y arista, y se da la alternancia de pilares y columnas, el «ajedrezado» o «taqueado jaqués» como motivo decorativo y la cúpula en el crucero. El modelo de románico español del siglo XII fue la catedral de Jaca (1077-1130), modelo que se extendió con algunas variaciones por las áreas reconquistadas según los reinos cristianos avanzaban hacia el sur.
En España no se distinguen fácilmente escuelas geográficas, como ocurre en Francia, porque los tipos aparecen mezclados aunque si se presentan ejemplos de edificios que siguen claramente, si no en su totalidad sí en gran parte, algunas de las escuelas francesas: la auvernesa  —catedral de Santiago de Compostela y la Basílica de San Vicente de Ávila—, la poitevina —Santo Domingo de Soria, uno de los mayores logros del románico español, y la mayoría de las iglesias catalanas del siglo XII, como Sant Pere de Roda y San Pedro de Galligans— y la de Perigord, cuyos ejemplos pertenecen ya a la transición hacia el gótico con novedades técnicas inducidas por la reforma cisterciense, como las cúpulas sobre trompas o pechinas—colegiata de Toro, salvo la cúpula que es de influencia bizantina, y en general el grupo de cimborrios del Duero.
El románico español también muestra influencias de los estilos «prerrománicos» —principalmente del arte asturiano, pero también del arte visigodo, arte mozárabe o de repoblación— y también del arte andalusí o hispanomusulmán y la arquitectura árabe, tan próxima, sobre todo de los techos de la mezquita de Córdoba y los arcos polilobulados. Así se advierte en San Juan de Duero (Soria), en San Isidoro de León o en la peculiar iglesia poligonal de Eunate en Navarra (con muy pocos ejemplos comparables, como la Vera Cruz segoviana.
En el reino de León el románico engarza con la tradición asturiana, con logros notables como la Cámara Santa de Oviedo, la Real Colegiata de  Santa María de Arbas —en pleno puerto de Pajares— y la iglesia de Coladilla, por la poco usual temática erótica de los canecillos y por la simplicidad de sus líneas. También hacia el norte se extendió el románico, con un sentido más rural: en Galicia, con las catedrales de Tuy y Lugo; en Cantabria, con las iglesias de Santa María de Piasca y de las colegiatas de Castañeda, Cervatos, San Martín de Elines y Santillana del Mar; y en el País Vasco, con el santuario de Nuestra Señora de Estíbaliz en Argandoña y la basílica de San Prudencio de Armentia. 
En Castilla y León predominó la planta basilical de tres naves, con la central más alta y ancha, y con triple ábside. En las rutas jacobeas los principales edificios religiosos son urbanos: la ya mencionada catedral de Jaca, el monasterio de Santo Domingo de Silos en Burgos, la real basílica de San Isidoro de León (pórtico de 1067), la iglesia de San Martín de Frómista (1066-c.1100) y la catedral de Santiago de Compostela (iniciada en 1075); aunque también las hay rurales ya que se elevaron numerosas iglesias parroquiales, más pequeñas y de una sola nave, como las de San Esteban de Corullón, Santa Marta de Tera o San Esteban de Gormaz. En algunas zonas, hubo una verdadera fiebre constructiva, como el románico palentino del que hay más de seiscientas iglesias catalogadas. El románico segoviano se caracteriza por sus torres solemnes y por el pórtico de arquerías sobre columnas sencillas o pareadas, que cumplieron una importante función en la vida urbana medieval (San Esteban).
Destacan asimismo un grupo de iglesias leonesas por sus peculiares cimborrios y cúpulas, denominándose habitualmente el grupo de cimborrios del Duero, compuesto por la catedral de Zamora (1151-1174), la colegiata de Toro (1170-mediado del XIII), la catedral Vieja de Salamanca (fin del XII-1236), y la catedral Vieja de Plasencia (principios del siglo XIII-siglo XV). Algunas iglesias y catedrales, en el siglo XIII, ya anuncian la transición al gótico, como las de Ciudad Rodrigo o Ávila. En Navarra y Aragón se nota más la influencia de Cluny. Destacan las iglesias monacales de San Juan de la Peña, San Salvador de Leyre (consagrada en 1057) y las de San Pedro de Lárrede, San Miguel de Estella, y San Pedro de Olite. En La Rioja, destaca el San Millán de la Cogolla. Son todas iglesias rurales de una sola nave, ábside semicircular y arcos ciegos. Es frecuente la presencia de torres altas y cuadradas, con ventanas en lo alto, que recuerdan a los minaretes musulmanes. En Aragón también sobresale el castillo de Loarre, del siglo XII y en Navarra, el palacio real de Estella.
En el sur aparecen las influencias arte islámico, pero donde más se nota esa influencia es en el románico mudéjar  o «románico de ladrillo», un arte urbano cuyos templos tienen la estructura de las iglesias cristianas y los motivos decorativos islámicos. Sin embargo, ese arte no estaba dominado por la concepción cristiana de la vida, ya que fueron conversos, musulmanes y judíos, los que construyeron estos templos. Destacan las iglesias de Sahagún, Arévalo, Cuéllar, Olmedo y Toro. Aunque en su conjunto el arte mudéjar es contemporáneo del gótico.
En lo que será el reino de Valencia no existen edificios puramente románicos, ya que la reconquista durante el siglo XIII, y el cambio de gusto arquitectónico hicieron que algunos edificios de planta románica fuesen finalizados en período gótico. Ejemplo de ello es la iglesia de San Juan del Hospital de Valencia, iniciada en 1238 por la orden hospitalaria tras la conquista de la ciudad de Valencia por Jaime I.
- Monasterio benedictino de San Pedro de Roda (878-1022), uno de los primeros ejemplos  románicos en el país
- Primer románico aragonés: Santuario de la Madre de Dios de Pedrui, consagrado el 5 de noviembre de 972, por el Obispado de Roda
- Colegiata de San Martín de Elines, Cantabria
- Nuestra Señora de la Anunciada (Urueña, Valladolid). Arquitectura lombarda. Es el único ejemplar en estilo románico catalán en Castilla y León.
- Iglesia de Santa María de Eunate (Navarra)

Casi todos los edificios románicos españoles que se conservan han sido clasificados como Bienes de Interés Cultural, apareciendo los más destacados ya en la lista de monumentos histórico-artísticos de  1931. Dos grandes conjuntos han sido declarados patrimonio de la Humanidad: «Caminos de Santiago: Camino de Santiago Francés y Caminos del Norte de España» (1993, amp. 2015) e «Iglesias románicas catalanas del Valle de Bohí» (2000).
El Centro de Estudios del Románico (CER) de la Fundación Santa María la Real —fundada en 1994 y que ha editado una «Enciclopedia del Románico», un trabajo de tres décadas para documentar todos los testimonios románicos de la península ibérica (más de 9000) y que alcanza ya los 55 volúmenes, avalada por un diploma del Premio Europa Nostra en «»2003—, puso en marcha, entre el 3 de noviembre y el 28 de diciembre de 2008, el concurso «Maravillas del Románico Español» para elegir los siete edificios preferidos por los internautas. Tras una primera selección realizada por un equipo de expertos, se eligieron los siguientes siete edificios (por orden): la colegiata de San Isidoro de León, la catedral de Santiago de Compostela, la catedral Vieja de Salamanca, los monasterios de San Juan de Duero, San Juan de la Peña y Santo Domingo de Silos y el castillo de Loarre.
- «Maravillas del Románico Español»
- Fachada de las Platerias (1103-1117) de la catedral de Santiago de Compostela
- Cimborrio de la catedral Vieja  de Salamanca (inicios del XI-1236)
- Monasterio de  San Juan de la Peña (1026- s. XII)
- Castillo de Loarre (s. XI) (provincia de Huesca)

## Arquitectura gótica

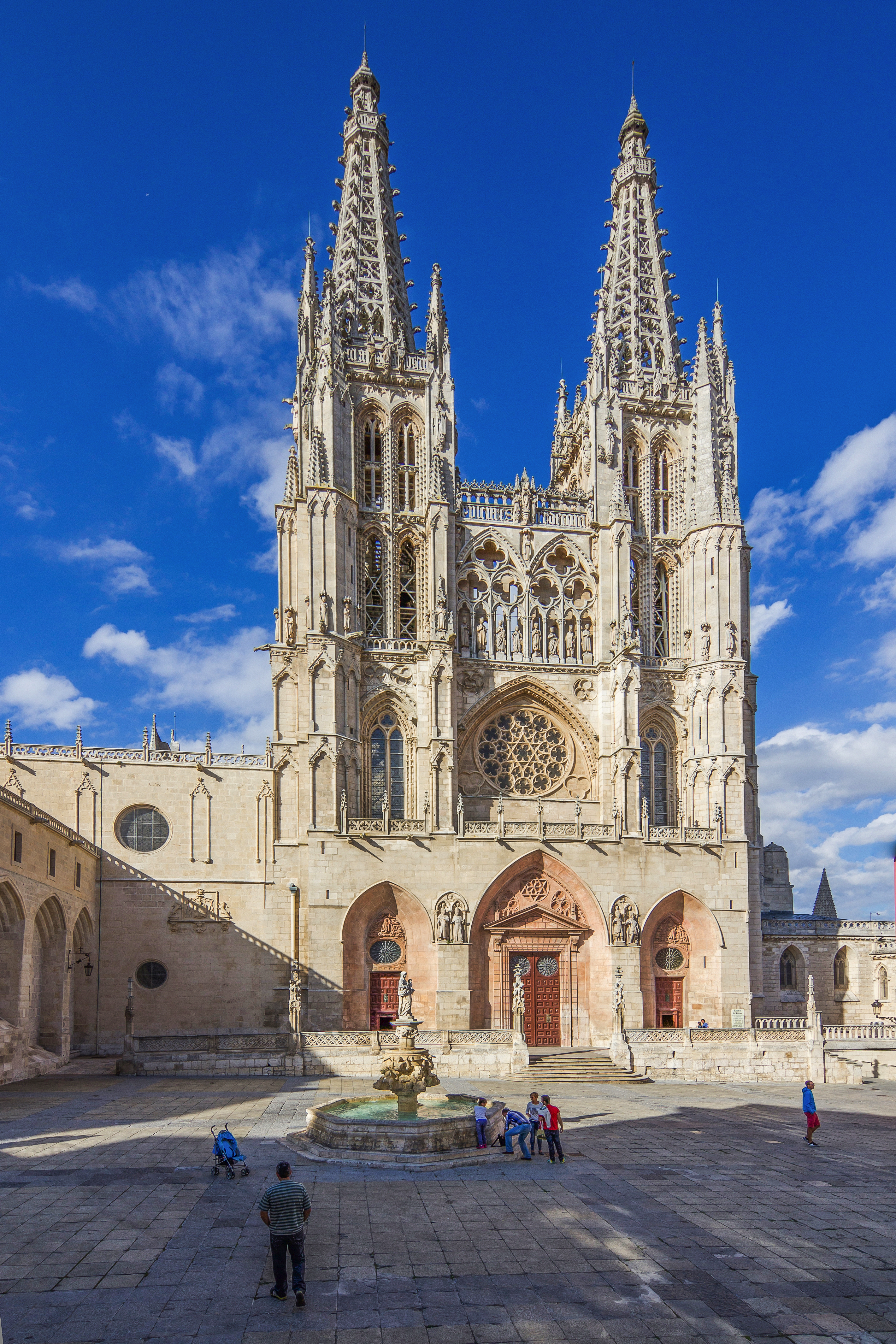
Catedral de Burgos.

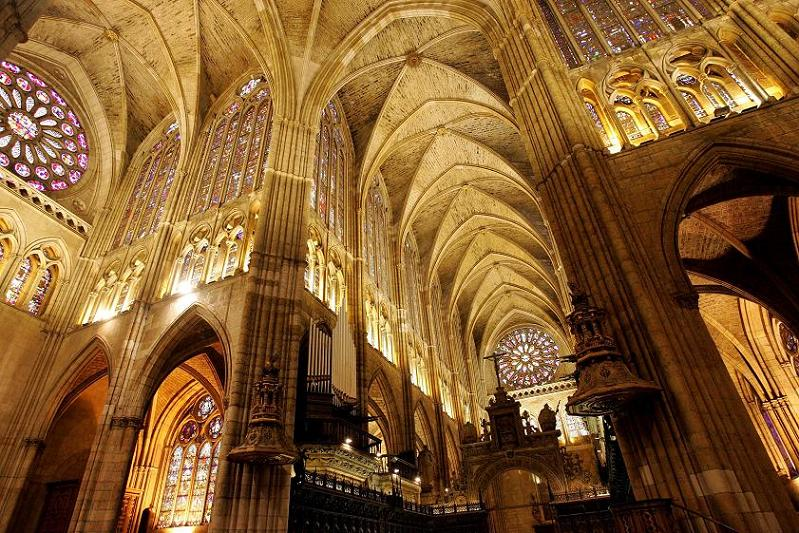
Interior de la Catedral de León.

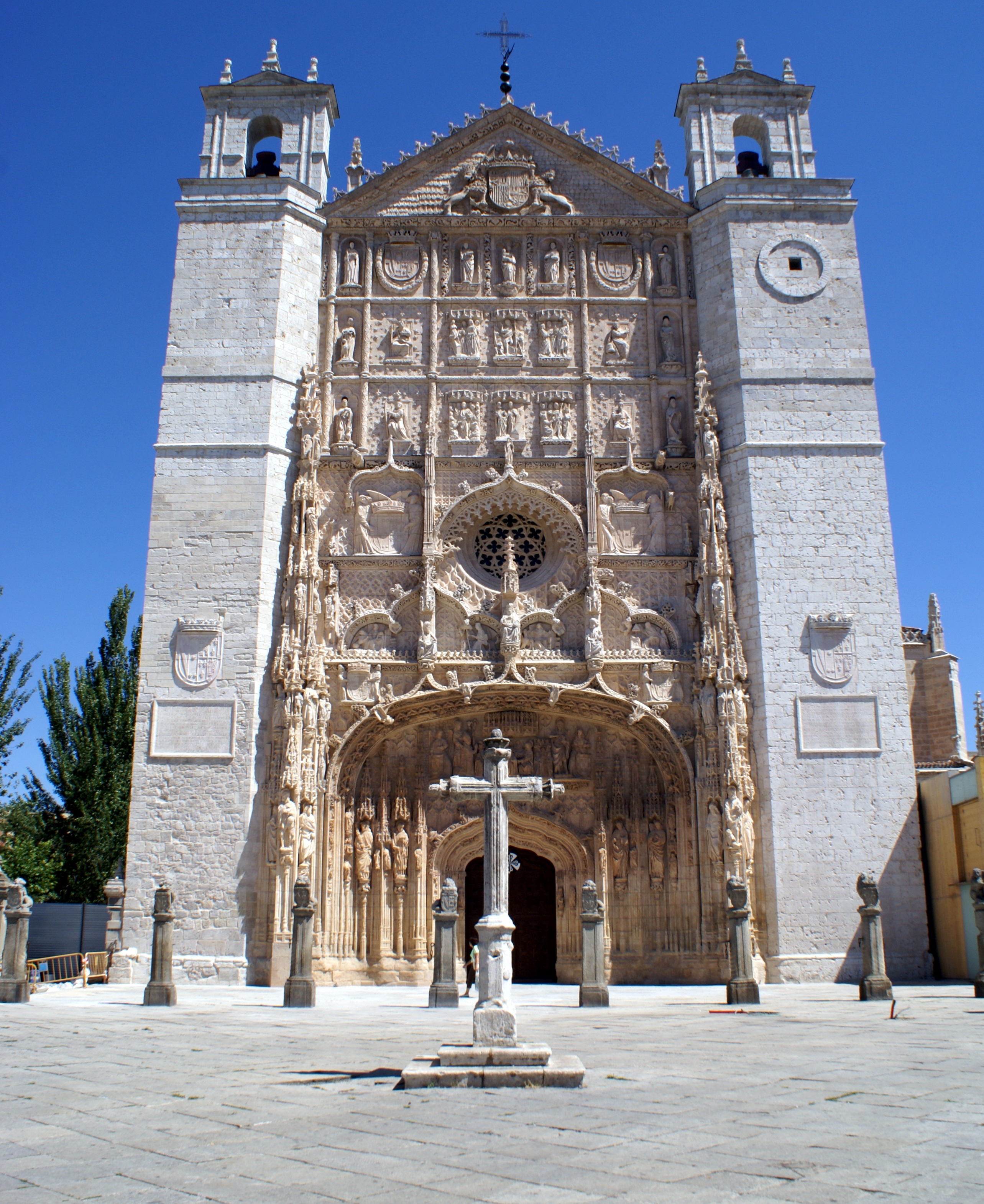
Iglesia de San Pablo de Valladolid, ejemplo de arquitectura gótica.

El estilo gótico comenzó en España debido a la creciente comunicación de Europa central y del norte durante el siglo XII, cuando el románico tardío alternaba con un estilo de transición como es la arquitectura cisterciense y con algunas expresiones de gótico puro, como la Catedral de Ávila; ésta y la de Cuenca son las más tempranas del estilo. El gótico pleno llega con toda su fuerza a través del Camino de Santiago en el siglo XIII, con la creación de algunas de las más puras catedrales góticas, de influencia francesa: las catedrales de Burgos, León y Toledo.
Posteriormente al siglo XIII, el estilo se extiende con creativas variantes locales como el gótico levantino y el gótico isabelino. El gótico levantino, que florece en el siglo XIV, está caracterizado por sus logros estructurales y la unificación del espacio, siendo sus obras maestras la Catedral de Palma de Mallorca, la Lonja de la Seda de Valencia y la Iglesia de Santa María del Mar de Barcelona. Guillermo Bofill realizará en la catedral de Gerona un extraordinario atrevimiento al unificar las tres naves de la cabecera en una sola de extraordinaria amplitud.
En la Castilla del siglo XV la estrecha relación comercial y política con el norte de Europa convoca a arquitectos como Juan y Simón de Colonia, Hanequín de Bruselas, Juan Guas y Enrique Egas que crean escuela adaptándose a la sensibilidad local. Se sigue trabajando en las últimas grandes catedrales góticas (Sevilla, nueva de Salamanca y Segovia). El gótico isabelino, llamado así por coincidir con el reinado de los Reyes Católicos, supone una transición al renacimiento, pero a la vez una férrea resistencia a dejar los principios góticos tradicionales. Sus obras maestras son San Juan de los Reyes en Toledo, la Capilla Real de Granada y la Cartuja de Miraflores en Burgos. Las fronteras cronológicas y formales con el simultáneo plateresco son imprecisas.

## Arquitectura del Renacimiento

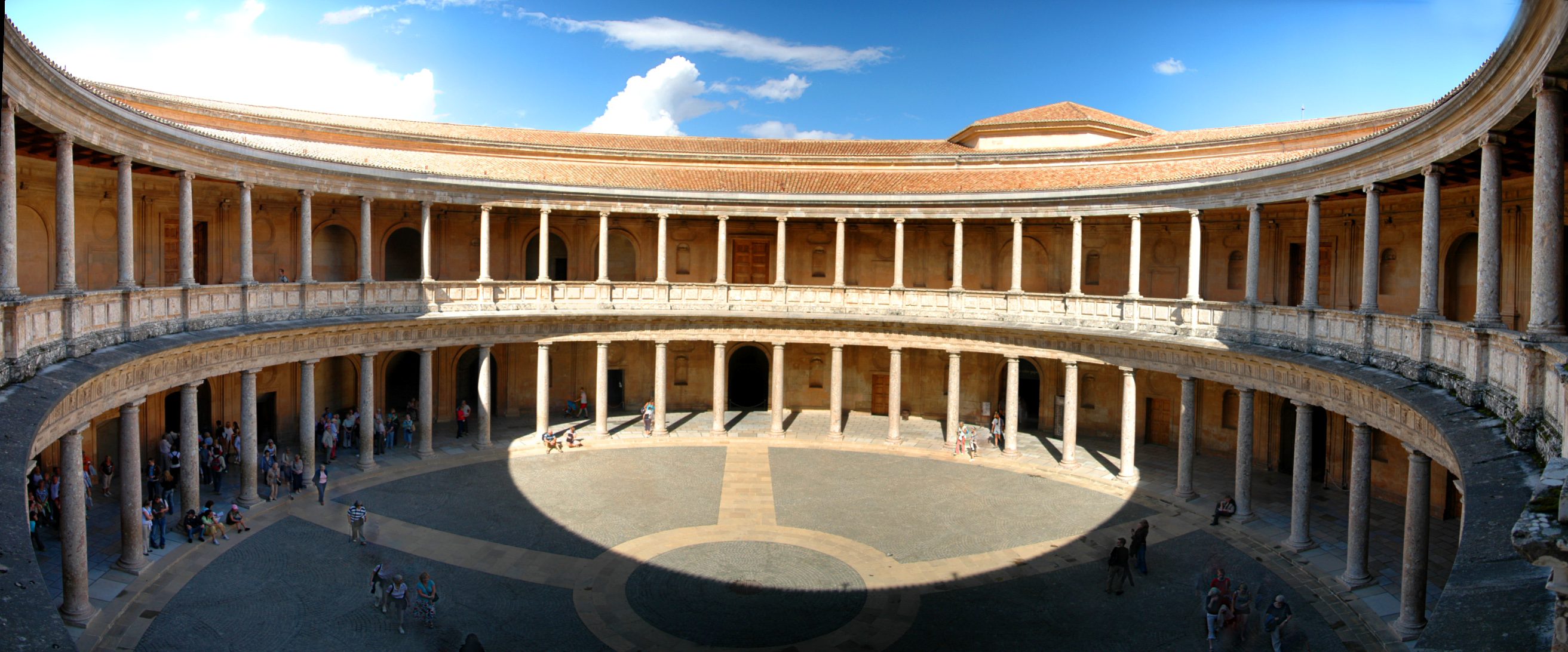
Patio interior del Palacio de Carlos V en la Alhambra de Granada, diseño de Pedro Machuca.

En España, el Renacimiento comenzó unido a las formas góticas en las últimas décadas del siglo XV. El estilo comenzó a extenderse sobre todo a manos de arquitectos locales: es la razón de un estilo renacentista específicamente español, que reunió la influencia de la arquitectura del sur de Italia, a veces proveniente de libros ilustrados y pinturas, con la tradición gótica y la idiosincrasia local. El nuevo estilo se llama plateresco, debido a las fachadas decoradas en exceso, que recuerdan a los intrincados trabajos de los plateros. Órdenes clásicas y motivos de candeleros (candelieri) se combinan con libertad en conjuntos simétricos.
En este contexto, el Palacio de Carlos V realizado por Pedro Machuca, en Granada, supuso un logro inesperado dentro del renacimiento más avanzado de la época. El palacio puede ser definido como una anticipación al manierismo, debido a su dominio del lenguaje clásico y sus logros estéticos rupturistas. Fue construido antes de las principales obras de Miguel Ángel y Palladio. Su influencia fue muy limitada y mal entendida, las formas platerescas se imponían en el panorama general.

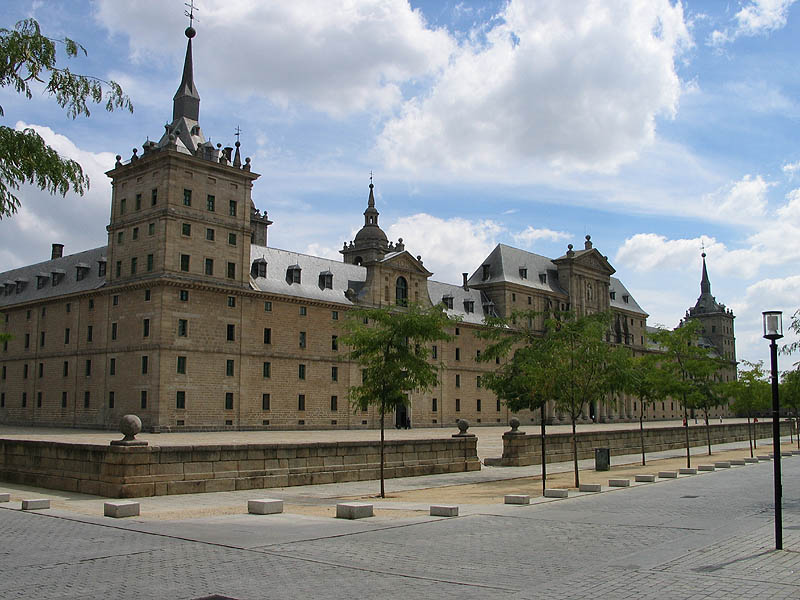
Monasterio de El Escorial.

Según pasaban las décadas, la influencia gótica decae y la búsqueda de un clasicismo ortodoxo alcanzó niveles muy altos. Aunque el plateresco es un término usado habitualmente para definir a la mayoría de la producción arquitectónica de finales del siglo XV y primera mitad del siglo XVI, algunos arquitectos adquirieron un gusto más sobrio, como Diego de Siloé, Rodrigo Gil de Hontañón y Gaspar de Vega. Ejemplos de plateresco son las fachadas de la Universidad de Salamanca y del Hostal San Marcos de León.
La cumbre del renacimiento español está representado por el Real Monasterio de El Escorial, realizado por Juan Bautista de Toledo y Juan de Herrera, en el que una inicial adherencia excesiva al arte de la antigua Roma fue superado por un estilo extremadamente sobrio. La influencia de los tejados y chapiteles flamencos y norteeuropeos, el simbolismo de la escasa decoración y el preciso corte del granito establecieron la base para un estilo nuevo, el herreriano, que formó escuela durante muchos años.
Con un estilo más próximo al manierismo, el siglo se cierra con arquitectos como Andrés de Vandelvira (Catedral de Jaén).

## Arquitectura barroca

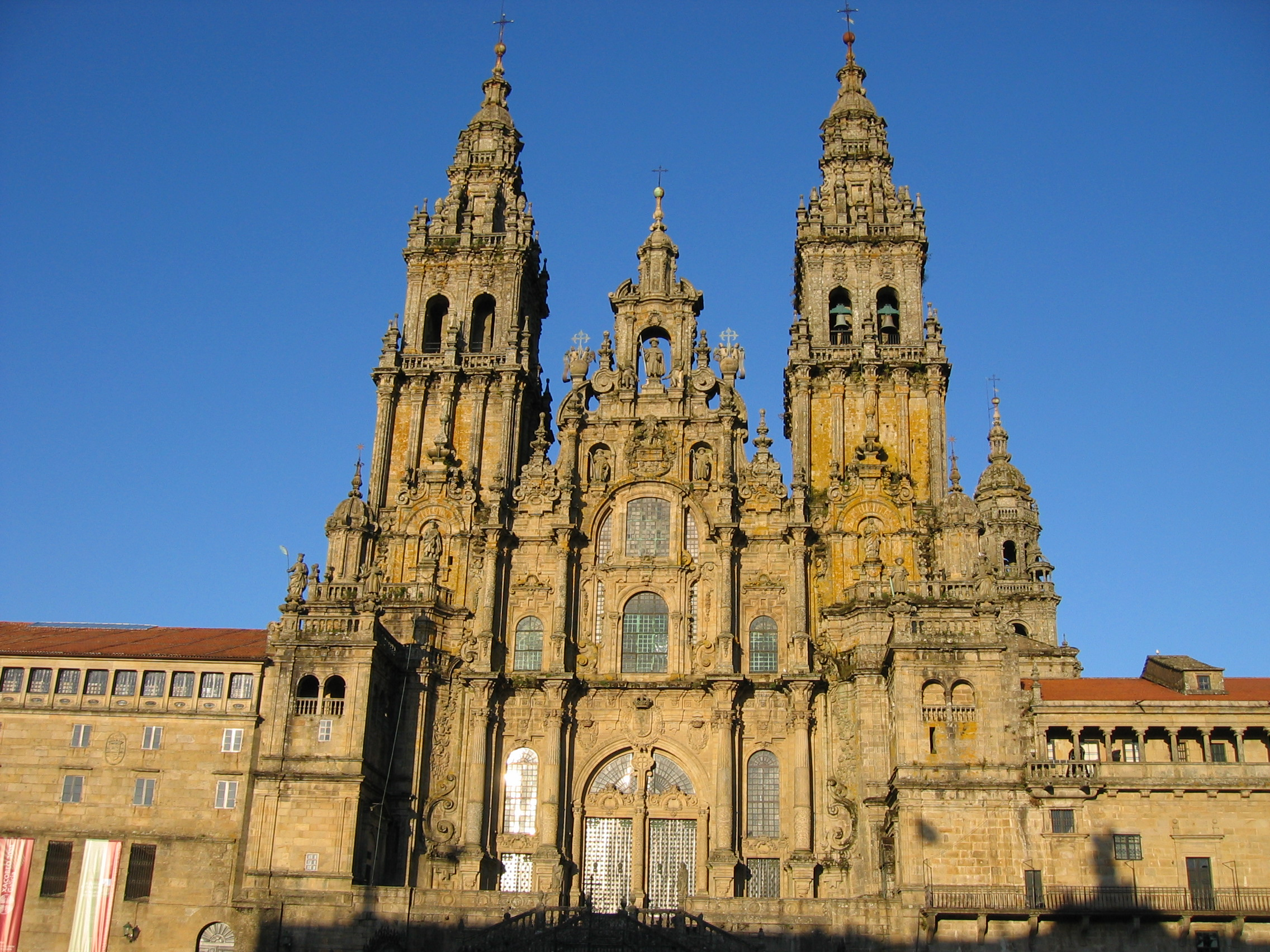
Fachada del Obradoiro de la Catedral de Santiago de Compostela.

Cuando las influencias barrocas italianas llegaron a España, gradualmente sustituyeron en el gusto popular al sobrio gusto clasicista que había estado de moda desde el siglo XVI. Tan pronto como en 1667, las fachadas de la Catedral de Granada de Alonso Cano y la de Jaén de Eufrasio López de Rojas indican la facilidad de su interpretación a la manera barroca de los motivos tradicionales de las catedrales españolas.
El barroco local mantiene raíces en Herrera y en la construcción tradicional en ladrillo, desarrollada en Madrid a lo largo del siglo XVII (Plaza Mayor y Ayuntamiento de Madrid).
En contraste al barroco de la Europa septentrional, el arte español de la época busca agradar a los sentidos más que al intelecto. La familia Churriguera, que se especializó en altares y retablos, se rebelaron contra la sobriedad del clasicismo herreriano y promocionaron un estilo intrincado, exagerado y casi caprichoso de decoración superficial, conocido como churrigueresco. En medio siglo, convirtieron Salamanca en una ciudad churrigueresca ejemplar.
La evolución del estilo pasó por tres fases. Entre 1680 y 1720, los Churriguera popularizaron la mezcla de columna salomónica de Guarini y el orden compuesto, conocido como «orden suprema». Entre 1720 y 1760, la columna churrigueresca o estípite, en forma de cono o obelisco invertido, se estableció como elemento principal de la decoración ornamental. Los años 1760 a 1780 vieron un desplazamiento gradual del interés desde el movimiento retorcido y excesivo de la ornamentación hacia el equilibrio y la sobriedad del neoclásico.
Dos de las más espectaculares creaciones del barroco español son las fachadas de la Universidad de Valladolid (Diego Tomé, 1719) y del Hospicio de San Fernando en Madrid (Pedro de Ribera, 1722), cuya extravagancia curvilínea parece anunciar a Antonio Gaudí y el modernismo. En este caso y en muchos otros, el diseño incluye el juego de techos y elementos decorativos con poca relación con la estructura y función. sin embargo, el barroco churrigueresco ofrece alguna de las combinaciones de luz y espacio más espectaculares, como en la Cartuja de Granada, considerada la apoteosis del churrigueresco aplicado a espacios interiores, y el «transparente» de la Catedral de Toledo de Narciso Tomé, donde escultura y arquitectura se integran para conseguir un efecto dramático de la luz.

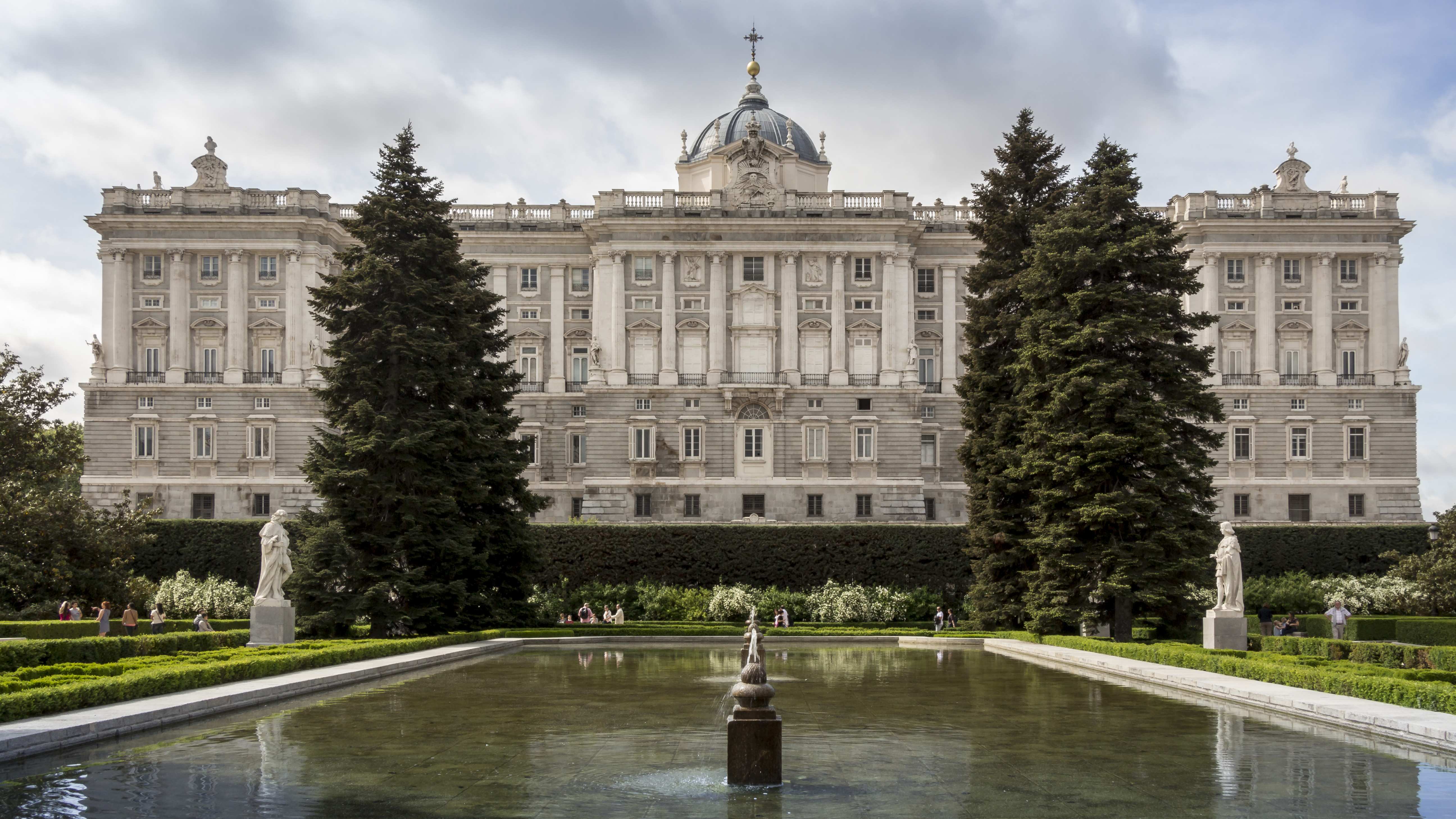
Palacio Real de Madrid.

El Palacio Real de Madrid y las construcciones del Paseo del Prado (Salón del Prado y Puerta de Alcalá) también en Madrid, merecen ser mencionados. Fueron construidos en el sobrio barroco internacional, a menudo confundido con el neoclásico, por los reyes borbones Felipe V y Carlos III. Los palacios reales de La Granja de San Ildefonso, en Segovia, y el de Aranjuez, en Madrid, son buenos ejemplos de la integración de arquitectura y jardines del barroco, con notable influencia francesa (La Granja es conocido como el «Versalles español»), pero con concepción espacial local, que de alguna manera muestra herencia de la ocupación musulmana.
El rococó se introdujo en España por primera vez en la Catedral de Murcia, en 1733, en su fachada occidental. También en la zona levantina, se destaca la exuberante decoración de la puerta del palacio del Marqués de Dos Aguas en Valencia, diseñada por el pintor y grabador Hipólito Rovira (1740–1744). El mejor representante del estilo fue el maestro español Ventura Rodríguez, responsable de la Santa Capilla de la Virgen del Pilar (1750) en el interior del templo de Nuestra Señora del Pilar en Zaragoza.

## Arquitectura colonial

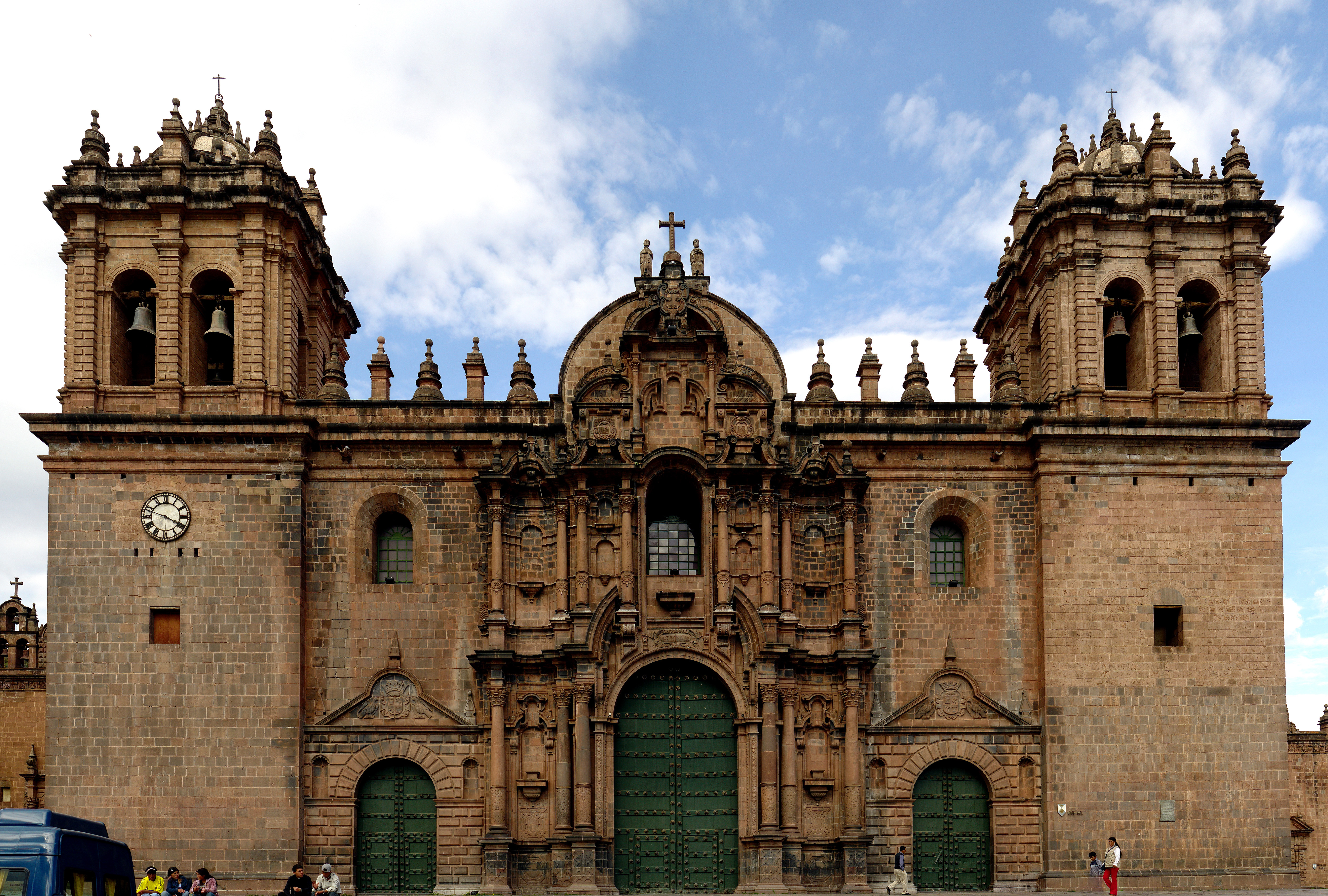
Catedral del Cuzco de estilo barroco mestizo del plateresco xiloformo.

El estilo colonial español de arquitectura dominaba en los primeros territorios españoles de las Américas y también en las Filipinas. Se distingue por el contraste entre la construcción simple y sólido que demanda el lugar nuevo y la ornamentación barroca que viene de España. La zona colonial de Santo Domingo, fundada en 1498 es la ciudad occidental más antigua en el Mundo Nuevo y es un buen ejemplo de este estilo.

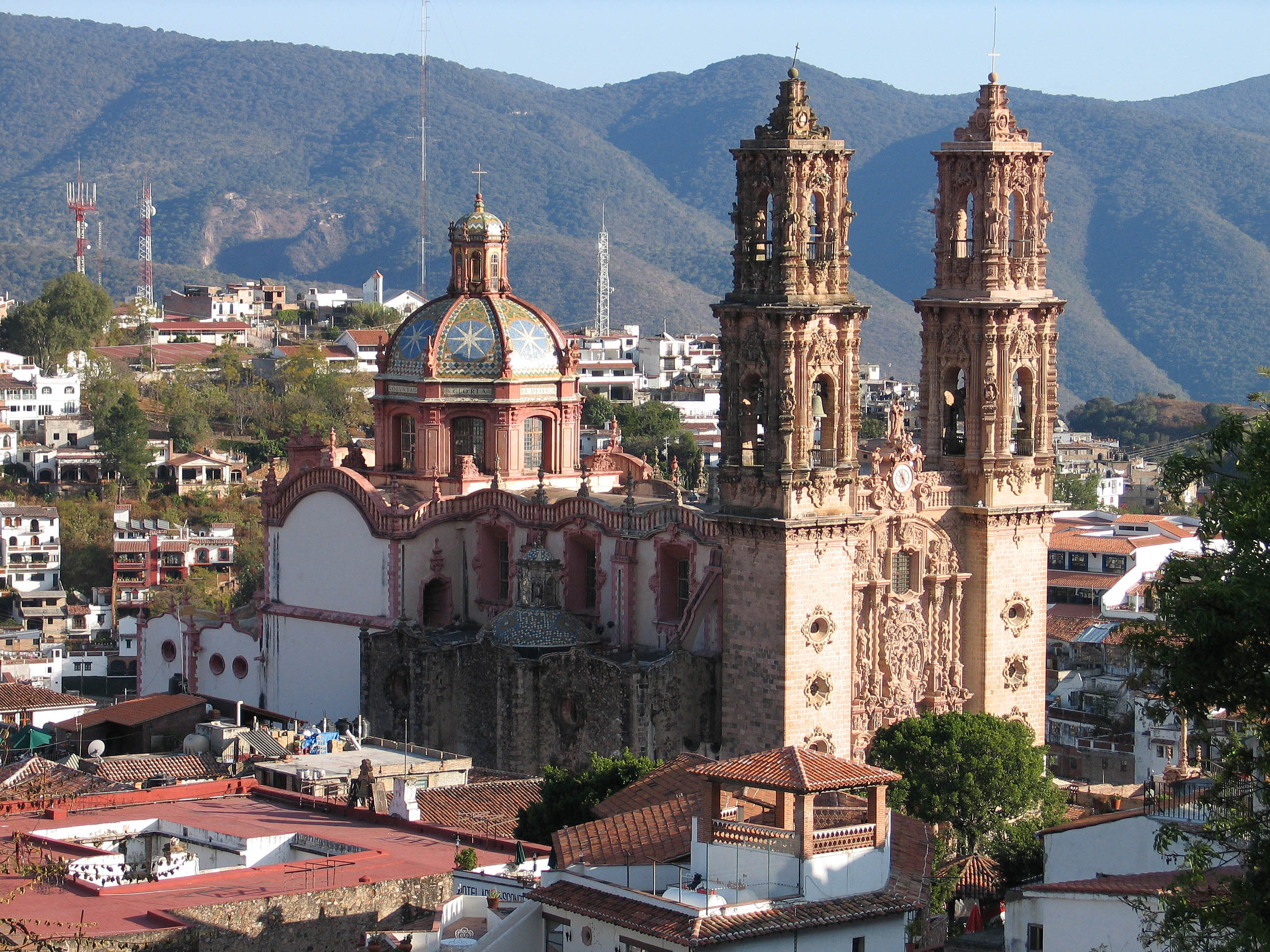
Iglesia de Santa Prisca en Taxco: churrigueresco mexicano.

La combinación de influencias decorativas nativas americanas y árabes, con una interpretación expresiva del churrigueresco, podría explicar la variedad e intensidad del barroco en las colonias americanas de España. Aún más que en su equivalente español, el barroco americano se desarrolló como un estilo de decoración del estuco. Fachadas con torres gemelas de varias catedrales americanas del siglo XVII tienen raíces medievales. El barroco pleno no aparece hasta 1664, cuando los jesuitas construyeron su santuario en la plaza de Armas del Cuzco.
El barroco peruano es especialmente exuberante, como evidencia la Basílica y convento de San Francisco de Lima en Lima (1673), que muestra una fachada oscura y muy intrincada entre dos torres gemelas. Mientras que el barroco rural de las misiones jesuíticas (estancias) en Córdoba (Argentina) siguieron el modelo de Il Gesù, estilos provinciales «mestizos» aparecieron en Arequipa, Potosí y La Paz. En el siglo XVIII, los arquitectos de la región se inspiraron en el arte mudéjar de la España medieval. El estilo de fachada del barroco tardío surge por primera vez en la Iglesia de Nuestra Señora de La Merced en Lima (1697–1704). De forma similar, en la iglesia de la Compañía en Quito (1722–1765), la fachada parece un retablo ricamente esculpido con un exceso de columnas salomónicas.
Al norte, la provincia más rica del siglo XVIII, Nueva España, el actual México, Centroamérica, y los estados de Texas, Nuevo México, California y Arizona en EE. UU produjo una arquitectura fantásticamente extravagante y visualmente frenética que es el churrigueresco mexicano. Este estilo ultrabarroco culmina en los trabajos de Lorenzo Rodríguez, cuya obra maestra es el Sagrario Metropolitano en Ciudad de México (1749–1769). Otros ejemplos notables se encuentran en remotos pueblos mineros. Por ejemplo el santuario de Ocotlán (comenzado en 1745) es una catedral barroca de primer orden, cuya superficie está cubierta de baldosas rojas brillantes, que contrastan con una plétora de ornamentos comprimidos aplicados generosamente en la portada y los flancos de las torres. La auténtica capital del barroco mexicano es Puebla, donde la abundancia de baldosas pintadas a mano y piedra local gris llevaron a una evolución muy personal y localizada del estilo, con un pronunciado sabor indio.

## Arquitectura neoclásica

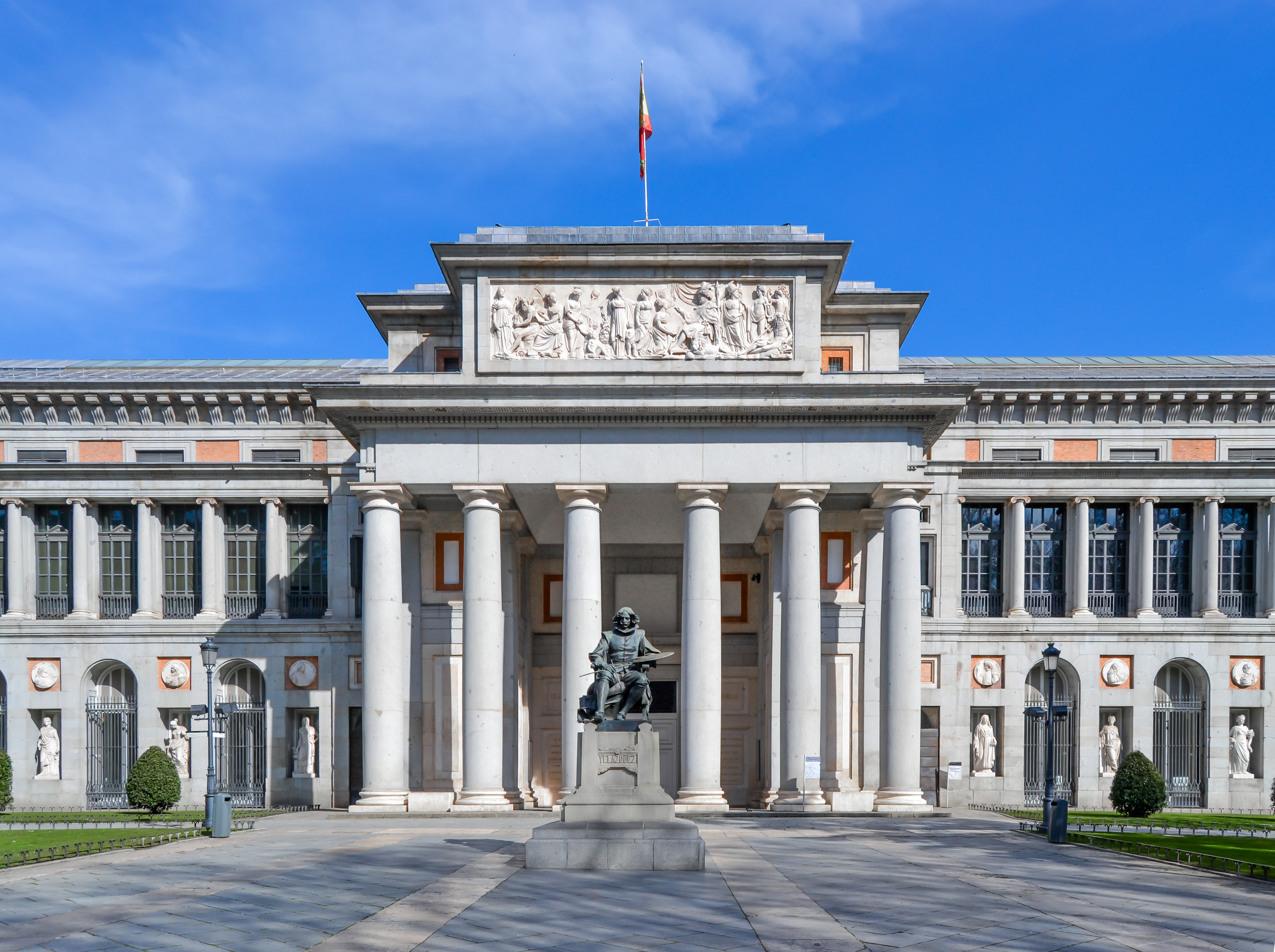
Museo del Prado, de Villanueva.

Los postulados extremadamente intelectuales del neoclasicismo tuvieron menos éxito en España que el mucho más expresivo barroco. El neoclasicismo español se expandió a partir de la Real Academia de Bellas Artes de San Fernando, fundada en 1752. Su principal figura fue Juan de Villanueva, que adaptó las ideas de Edmund Burke sobre la belleza y lo sublime a los requerimientos del clima y la historia locales. Construyó el Museo del Prado (que en principio iba a tener funciones de Gabinete de Ciencias), combinando tres elementos: una academia, un auditorio y un museo, en un edificio con tres entradas separadas. El Prado formaba parte del ambicioso programa de Carlos III que pretendía convertir Madrid en la capital de las Artes y las Ciencias. Muy próximo al museo, Villanueva construyó el observatorio astronómico de El Retiro y el Jardín Botánico, todo ello en el conjunto del eje del Paseo del Prado, con sus emblemáticas fuentes de Neptuno y Cibeles (diseñadas por Ventura Rodríguez) y cerrado por el Hospital y Real Colegio de Cirugía de San Carlos. También diseñó algunas de las residencias de verano de los reyes en El Escorial y Aranjuez y reconstruyó la Plaza Mayor de Madrid, entre otras obras importantes. Los discípulos de Villanueva Antonio López Aguado e Isidro González Velázquez diseminarán el estilo por el centro del país.

## Arquitectura modernista

### Eclecticismo

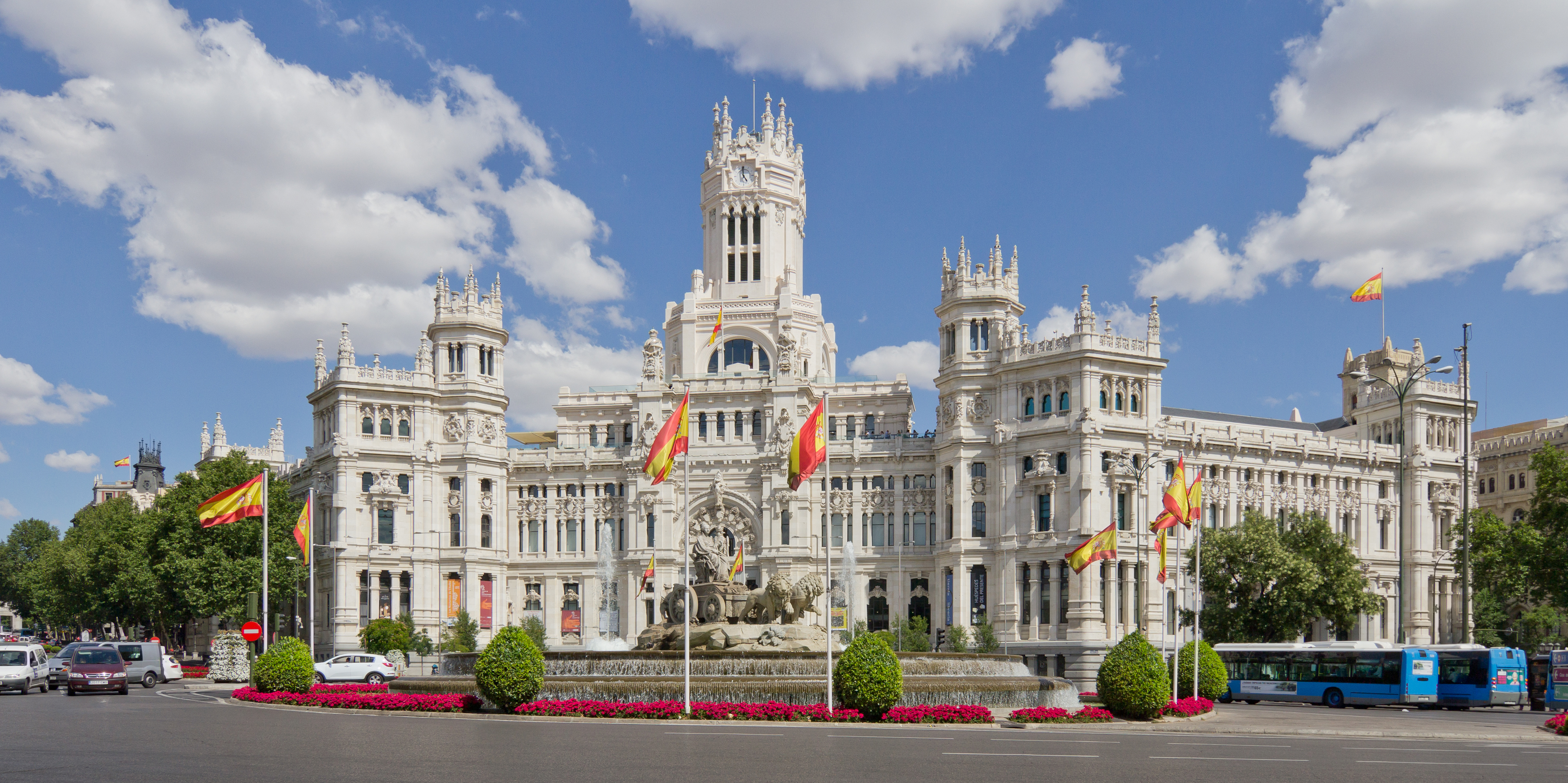
Palacio de Comunicaciones de Madrid.

La arquitectura eclecticista es aquella que combina varios estilos en un edificio, sin seguir un solo orden arquitectónico. Esta corriente llegó a España en los últimos años del siglo XIX. Uno de los edificios eclecticistas más importantes es el Palacio de Comunicaciones de Madrid, diseñado por Antonio Palacios y Joaquín Otamendi. Fue inaugurado en 1909.

### Historicismo
Desde Europa llegó en el siglo XIX el historicismo, cuyos estilos más destacados son el neogótico y el neorrománico. Del neogótico hay que destacar el Palacio Episcopal de Astorga y el Palacio de Sobrellano en Comillas, la fachada de la Catedral de Barcelona, la Catedral de San Cristóbal de La Laguna en Tenerife y la Catedral del Espíritu Santo de Tarrasa. Del neorrománico, menos importante que el anterior, hay que mencionar la cripta de la Catedral de Madrid y la Basílica de Nuestra Señora de Covadonga, en Asturias.

#### Neomudéjar
A finales del siglo XIX un nuevo movimiento arquitectónico surgió en Madrid: un resurgimiento de la arquitectura mudéjar, el neomudéjar, que enseguida se extendió por otras regiones. Arquitectos como Emilio Rodríguez Ayuso veían el arte mudéjar como un estilo exclusivo y característico de España. Se comenzaron a construir edificios empleando algunas de las características del antiguo estilo, como los arcos de herradura y el empleo de ornamentación abstracta en ladrillo para las fachadas. Se popularizó sobre todo en la construcción de plazas de toros y otros edificios públicos, pero también para la construcción de viviendas, debido al uso de materiales baratos, principalmente ladrillo para los exteriores. A destacar la portada de la Catedral de Teruel y La Escalinata de la misma ciudad, obra de Aniceto Marinas, y la plaza de Toros de Las Ventas de Madrid.

#### Neorrománico
Principalmente se desarrolló en Asturias y la Cataluña interior.

#### Neogótico
Barcelona abrazaría el estilo con ambición en la búsqueda de una nueva identidad y se convertiría en el principal foco, como parte de una restauración romántica del casco antiguo de la ciudad, financiada por una burguesía cada vez más rica debida los beneficios revolución industrial. La Catedral de Barcelona construida en estilo gótico entre 1298 y 1420, sin embargo la fachada y el cimborrio corresponden a una remodelación en estilo neogótico realizada entre 1882 y 1913, cuando finaliza el cimborrio. Muy cerca se encuentra el famoso Pont del Bisbe, de 1928. 
Como arquitecto destacaría Enric Sagnier, algunas de sus obras más notables son el Templo Expiatorio del Sagrado Corazón (1902-1961), la Iglesia de Pompeya (1907-1910), la Casa Doctor Genové (1911) o el Caja de Pensiones de Barcelona (1914-1917).

### Arquitectura del vidrio y el hierro
La producción masiva de hierro y vidrio durante el siglo XIX dio a los arquitectos nuevas ideas para desarrollar construcciones. En 1851, la inauguración de "The Crystal Palace" sentó las bases de una nueva forma de construcción, más rápida, ligera, y apta para nuevos usos, como el de invernadero. Décadas después en se celebraría la Exposición Universal de Barcelona (1888) impulsando este movimiento con obras en la ciudad de Barcelona como el Monumento a Colón (Barcelona), el Umbráculo, el Hivernáculo, o el Puente de hierro de la Barceloneta, este último ahora desaparecido.
Algunos de los ejemplos más notables de esta nueva forma de construcción son el Mercado del Borne (1876) o el Mercado de San Antonio (1882) en Barcelona, o el Palacio de Cristal del Retiro (1887) y el Palacio de Cristal de la Arganzuela (1924) en Madrid.

### Modernismo

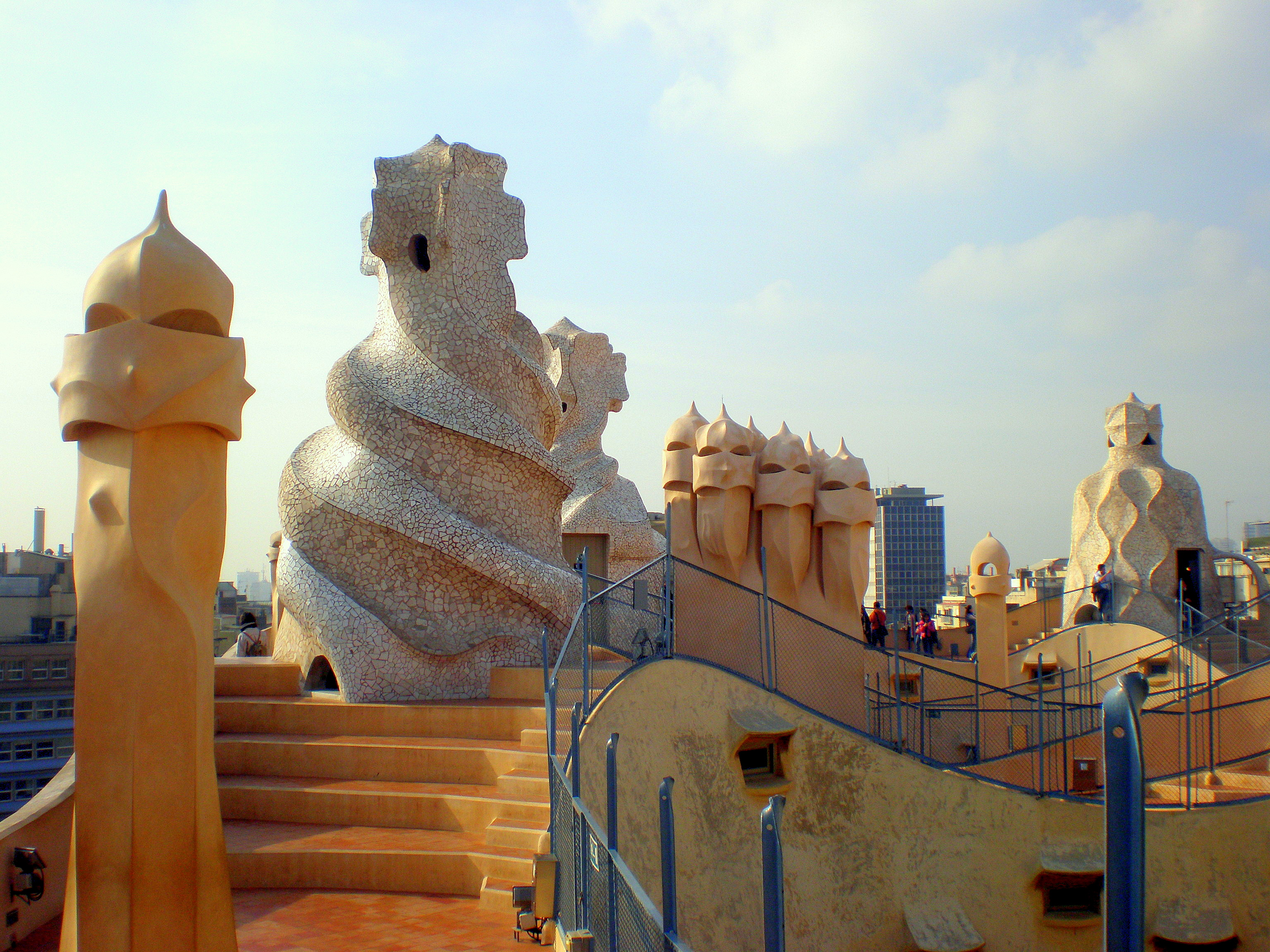
Azotea de la Casa Milà, de Antoni Gaudí.

En España, el modernismo tuvo su centro en Barcelona. Cuando la ciudad de Barcelona se amplió más allá de sus límites históricos, resultando el Ensanche de Ildefonso Cerdá, en el que se desarrollará el llamado modernismo catalán o modernisme. El modernisme rompió con estilos anteriores y empleó para su inspiración formas orgánicas, al igual que hacía el Art Nouveau en Francia y el Jugendstil en Alemania. El arquitecto más famoso es Antoni Gaudí, cuya obra en Barcelona (los más conocidos La Sagrada Familia, el Parque Güell, la Casa Milà y la Casa Batlló) y en otros lugares de España (Capricho de Gaudí, Casa Botines y Palacio Episcopal de Astorga) mezcla la arquitectura tradicional con otros estilos nuevos, siendo precursor de la arquitectura moderna. Otros arquitectos catalanes notables de la época fueron Lluís Domènech i Montaner y Josep Puig i Cadafalch.
El modernismo también tuvo desarrollo en otras ciudades de Cataluña, como Tarrasa (Masía Freixa y Fábrica Vapor Aymerich, Amat i Jover) y Reus (Casa Navàs), y del resto de España, como Teruel (Casa El Torico o Casa La Madrileña), Zaragoza (Casino Mercantil o Quiosco de la música) o Comillas, donde, aparte del Capricho de Gaudí, se puede admirar la Universidad Pontificia Comillas, en Melilla ciudad al otro lado del estrecho, de la mano de Enrique Nieto y con innumerables construcciones de gran valor, llegando a ser la segunda ciudad de España con mayor número de edificios modernistas y art-déco.

## Arquitectura delsigloXX

### Movimiento moderno entre 1920-1939

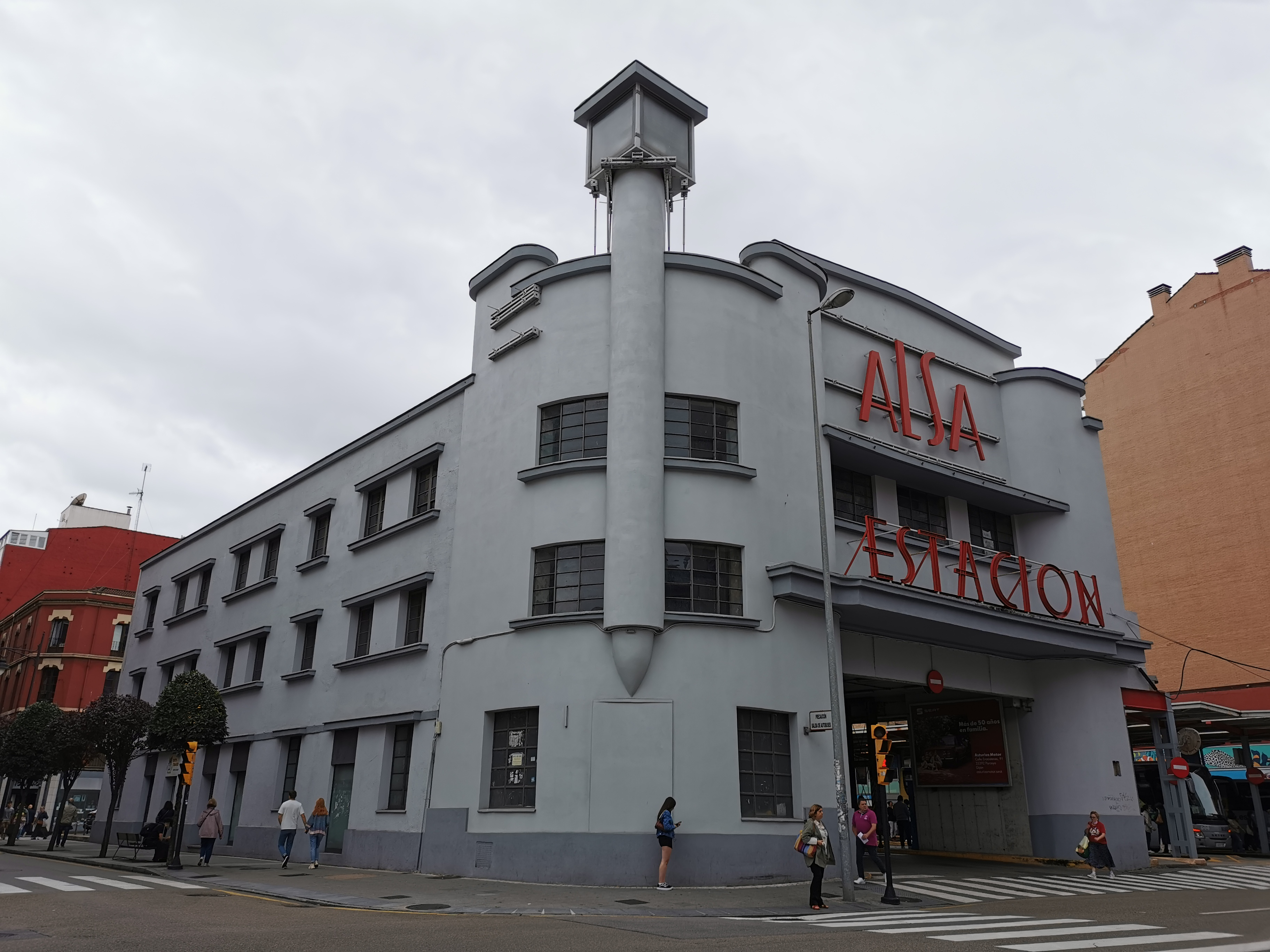
Estación de autobuses de Gijón, 1939

La creación en 1928 del grupo GATCPAC en Barcelona, seguido de la creación del GATEPAC (1930) por arquitectos principalmente de Zaragoza, Madrid, San Sebastián y Bilbao, estableció dos grupos de jóvenes arquitectos que seguían los dictados de la arquitectura moderna en España. Josep Lluís Sert, Fernando García Mercadal, José Manuel Aizpurúa y Joaquín Labayen entre otros, se organizaron en tres grupos regionales. Otros arquitectos exploraron el estilo moderno desde puntos de vista particulares: Casto Fernández Shaw con su trabajo visionario, casi todo en papel, José Antonio Coderch, con su integración de la vivienda mediterránea y los conceptos del nuevo estilo o Luis Gutiérrez Soto, muy influenciado por tendencias expresionistas.
En la Exposición Internacional de 1929 de Barcelona el Pabellón alemán diseñado por Mies van der Rohe y Lilly Reich se convirtió instantáneamente en un icono; amalgamando el minimalismo y nociones de fidelidad a los materiales con influencias de De Stijl en el tratamiento de los planos en el espacio.  El famoso techo se cierne sobre el espectador aparentemente sin soportes.

### Arquitectura del franquismo 1939-1975

#### Arquitectura de la autarquía 1939-1959

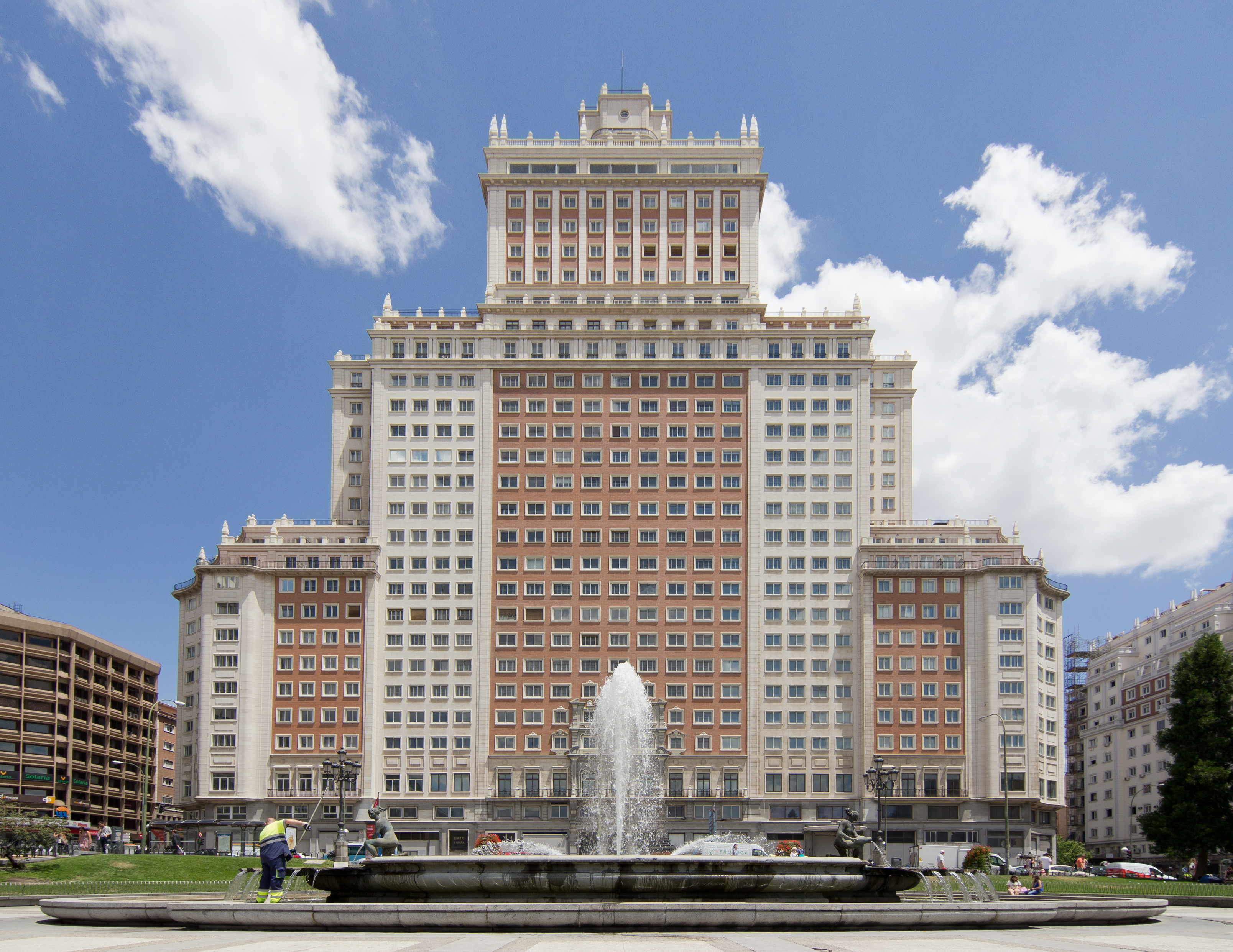
Edificio España

La arquitectura franquista fue desarrollada principalmente en la primera etapa de la dictadura de Francisco Franco (1939-1959), durante la autarquía, de ahí que se conozca como arquitectura de la Autarquía. Está caracterizada por un rechazo general al racionalismo (frecuente durante la Segunda República) y por reinterpretar de manera ecléctica los estilos históricos del imperio Español. Especialmente se basa en el herrerianismo, siendo el estilo neoherreriano la corriente principal de este periodo, y, en menor medida, el neoclasicismo villanoviano. Se le conocía en sus orígenes como estilo imperial. También hay ciertos toques racionalistas a través de la reproducción de la arquitectura de la Alemania nazi y de la Italia fascista. La arquitectura de la autarquía se ve condicionada por los graves problemas económicos de la España de posguerra y la necesidad de reconstruir el país. Así mismo presenta una gran carga ideológica.

Destacan el complejo de Moncloa en Madrid, el Valle de los Caídos, el Edificio España y la Universidad Laboral de Gijón como los edificios más representativos de la arquitectura de la autarquía.

#### Regreso al racionalismo en los 1960

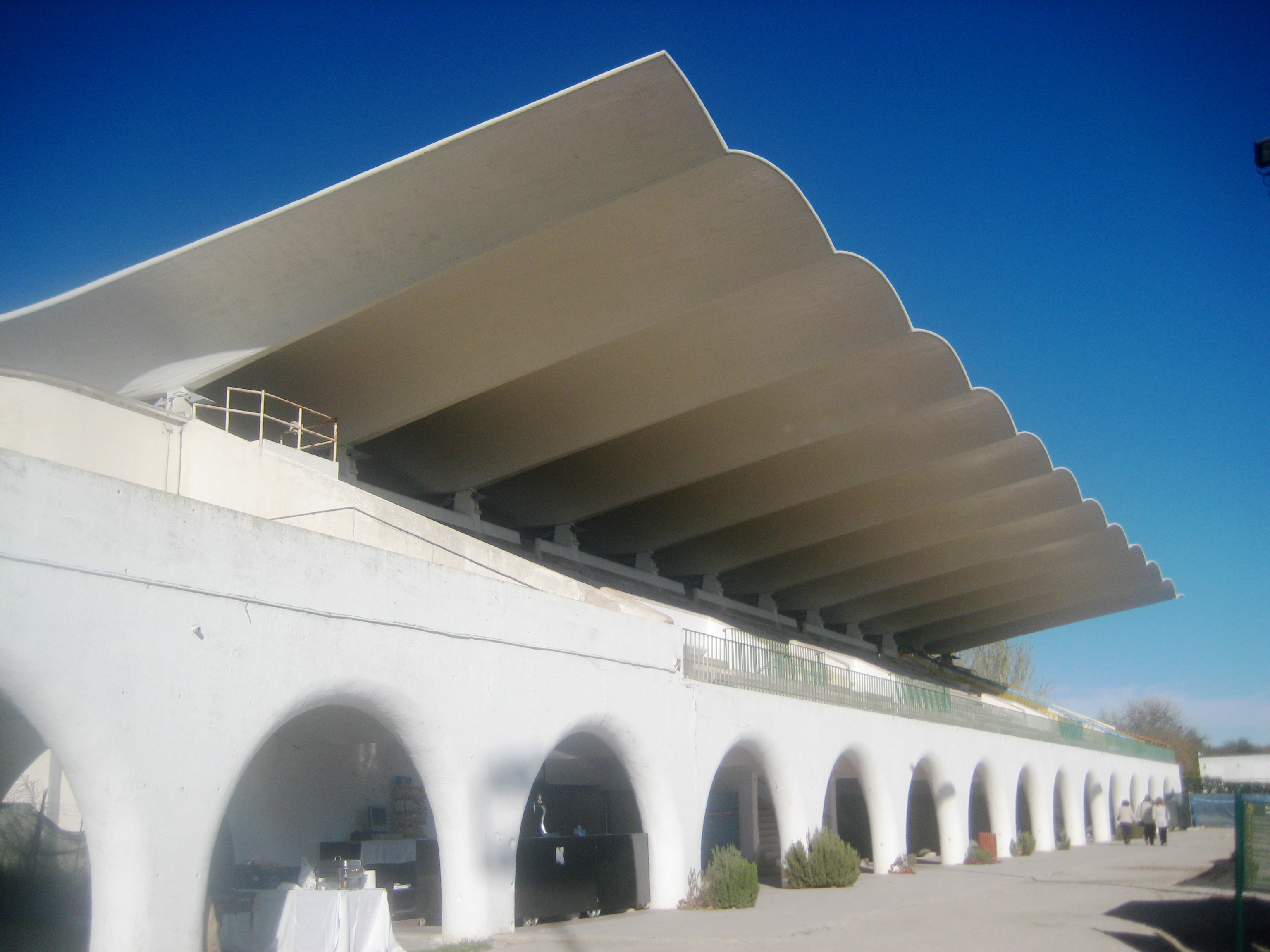
Tribunas del Hipódromo de la Zarzuela, 1935-1941.

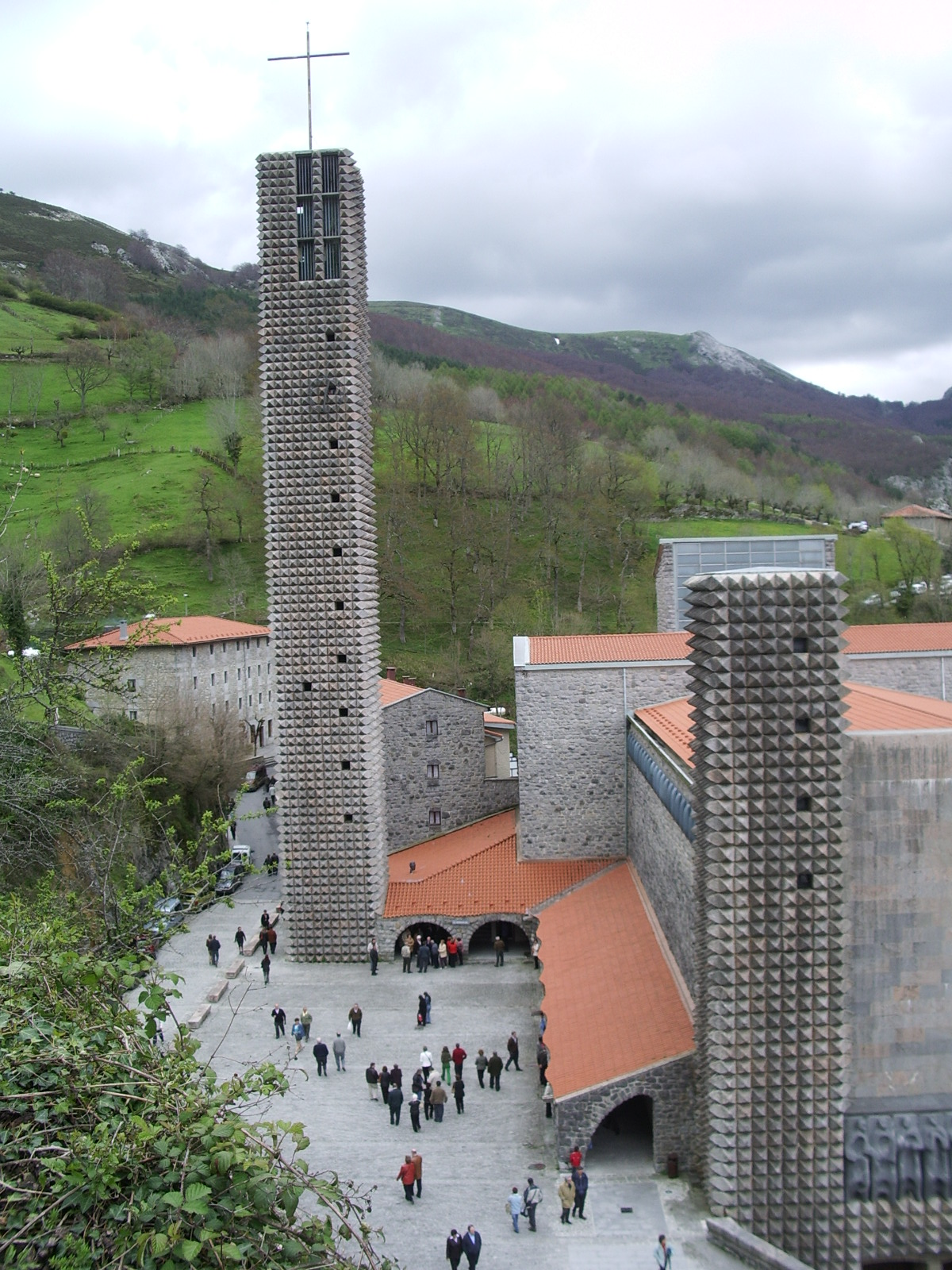
Santuario de Aránzazu, de Francisco Javier Sáenz de Oiza.

En la segunda etapa de la arquitectura franquista, el aperturismo económico del país permite una asimilación del movimiento moderno, incorporado paulatinamente durante los 1950 y en especial los 1960 nuevas formas y planteamientos arquitectónicos más vanguardistas. 
En las obras de algunos arquitectos pudieron coexistir la aprobación oficial y el avance del diseño arquitectónico, como es el caso de Luis Gutiérrez Soto, interesado en la tipología y la distribución racional de los espacios, cuya prolífica obra alterna con facilidad el redescubrimiento de estilos históricos con un estilo racionalista, o los encargos de los Sindicatos Verticales a Francisco de Asís Cabrero. Los logros de Luis Moya Blanco en la construcción de bóvedas de ladrillo también merecen una mención; su interés en la construcción tradicional en ladrillo lo llevó a un estudio profundo de las posibilidades formales modernas del material, destacando su uso de la bóveda tabicada.
En las últimas décadas de la vida de Franco, una nueva generación de arquitectos rescató con fuerza el legado del GATEPAC: Alejandro de la Sota Martínez fue pionero en este nuevo camino, y jóvenes arquitectos como Francisco Javier Sáenz de Oiza, Fernando Higueras y Miguel Fisac, a menudo con presupuestos modestos, investigaron en los tipos de vivienda prefabricada y colectiva.

## Arquitectura contemporánea

### Finales delsigloXX
La muerte de Franco y la vuelta de la democracia trajo un nuevo optimismo arquitectónico al país a finales de los 1970 y en los 1980. El regionalismo crítico se convirtió en la escuela dominante para la arquitectura seria. El flujo de dinero proveniente de la Unión Europea, el turismo y una economía floreciente, fueron campo fértil para la arquitectura española. Una nueva generación de arquitectos emergió, entre los que se cuentan Enric Miralles, Carme Pinós, y el arquitecto e ingeniero Santiago Calatrava. Los Juegos Olímpicos de Barcelona y la Expo de Sevilla, ambos en 1992, impulsaron internacionalmente aún más la reputación de España, hasta el punto de que muchos arquitectos de países en recesión se desplazaron a España para participar en este auge. En reconocimiento al apoyo a la arquitectura realizado por la Ciudad de Barcelona, el Royal Institute of British Architects le entregó la Royal Gold Medal en 1999, la primera vez en la historia que el premio se entregaba a una ciudad.
Bilbao atrajo a la Fundación Solomon R. Guggenheim para construir una nueva galería que abrió sus puertas en 1997. Diseñado por Frank Gehry en estilo deconstructivista, el Museo Guggenheim de Bilbao se hizo famoso mundialmente y por sí solo ha aumentado el prestigio mundial de Bilbao. El éxito del museo al crear una arquitectura icónica se conoce en la planificación urbana como el «efecto Bilbao».

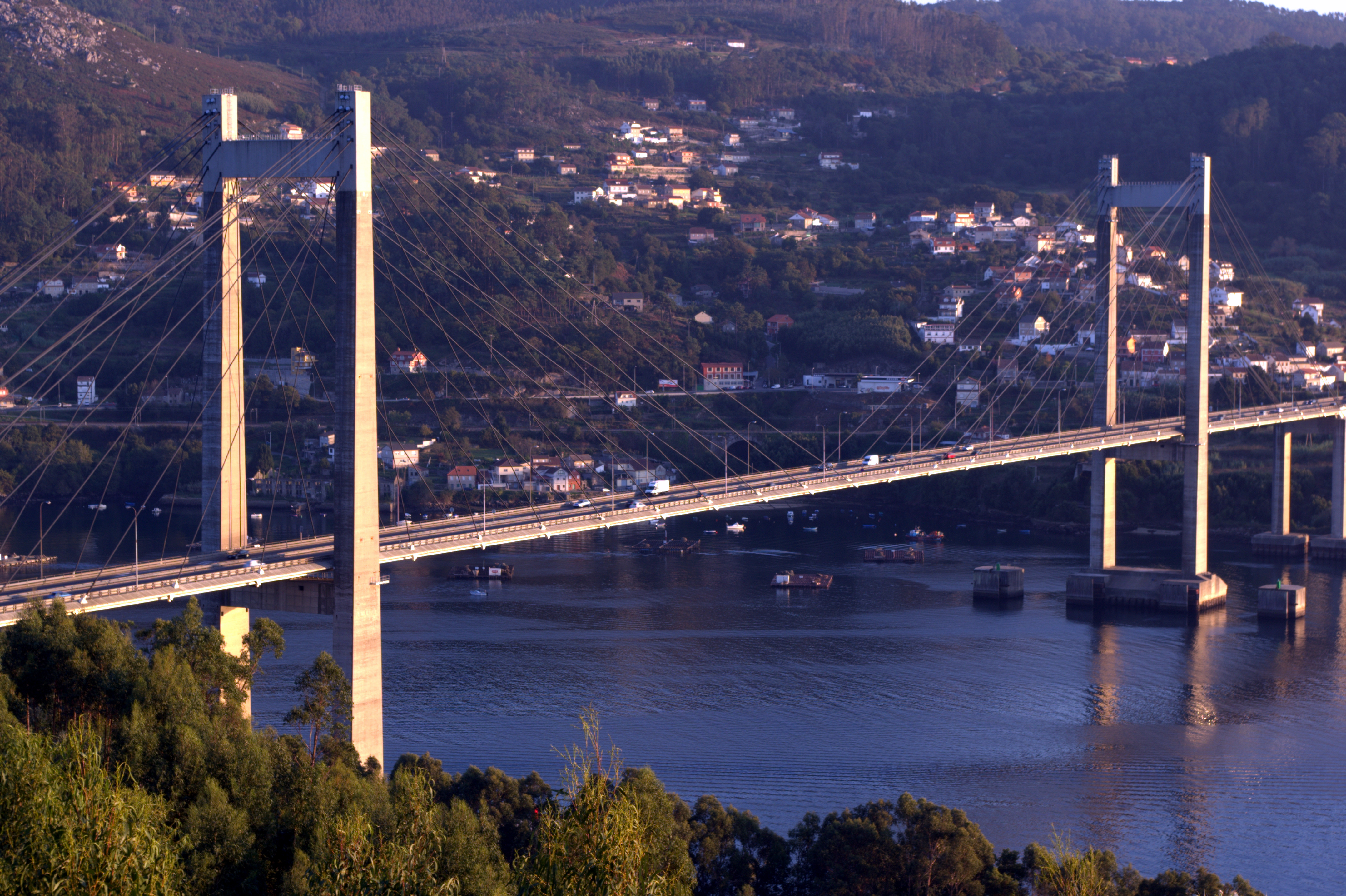
Puente de Rande  en la ría de Vigo de Fabrizio de Miranda, Florencio del Pozo y Alfredo Passaro, 1973-1978
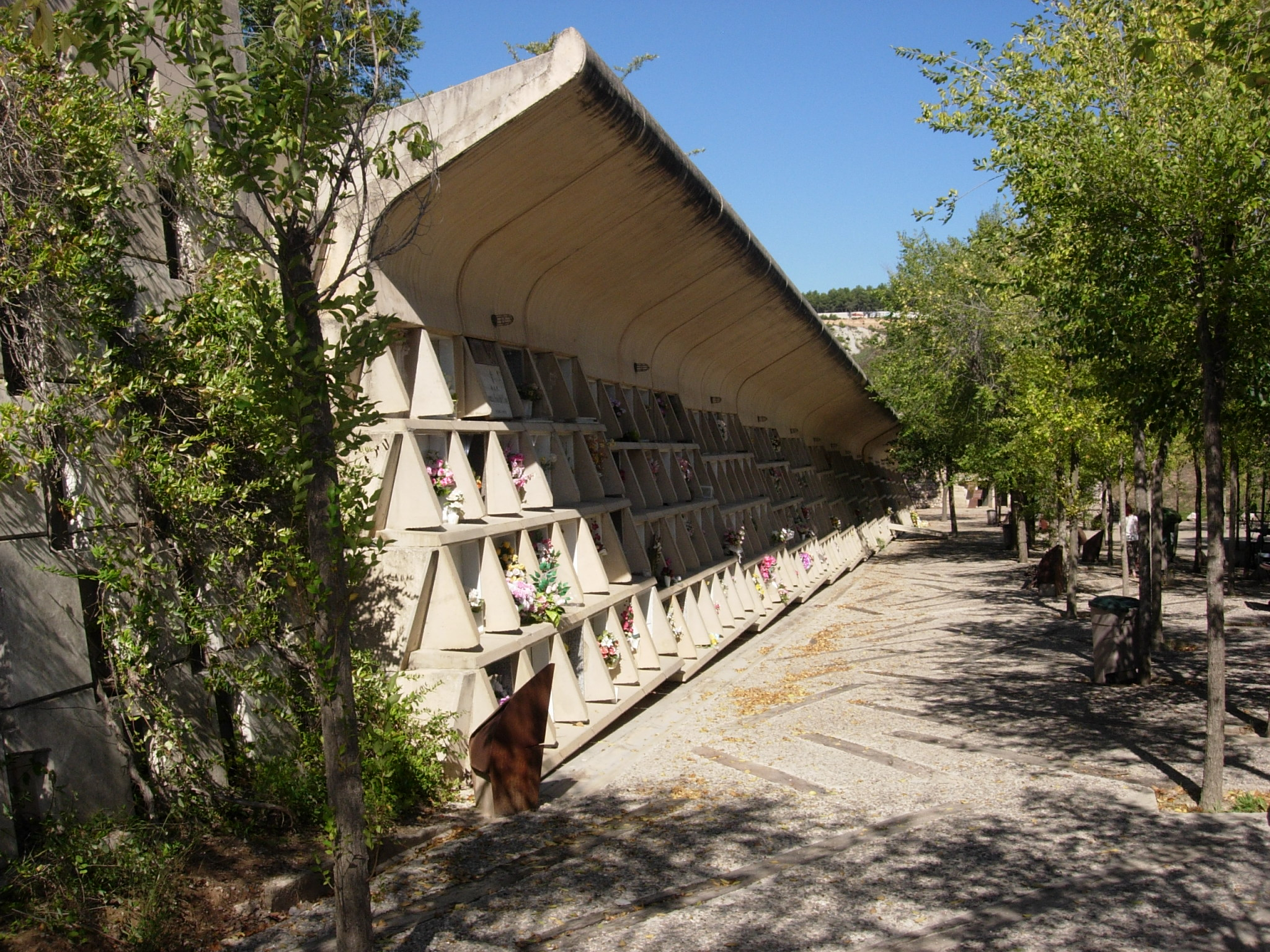
Nuevo Cementerio de Igualada Enric Miralles y Carme Pinós, 1985-1994
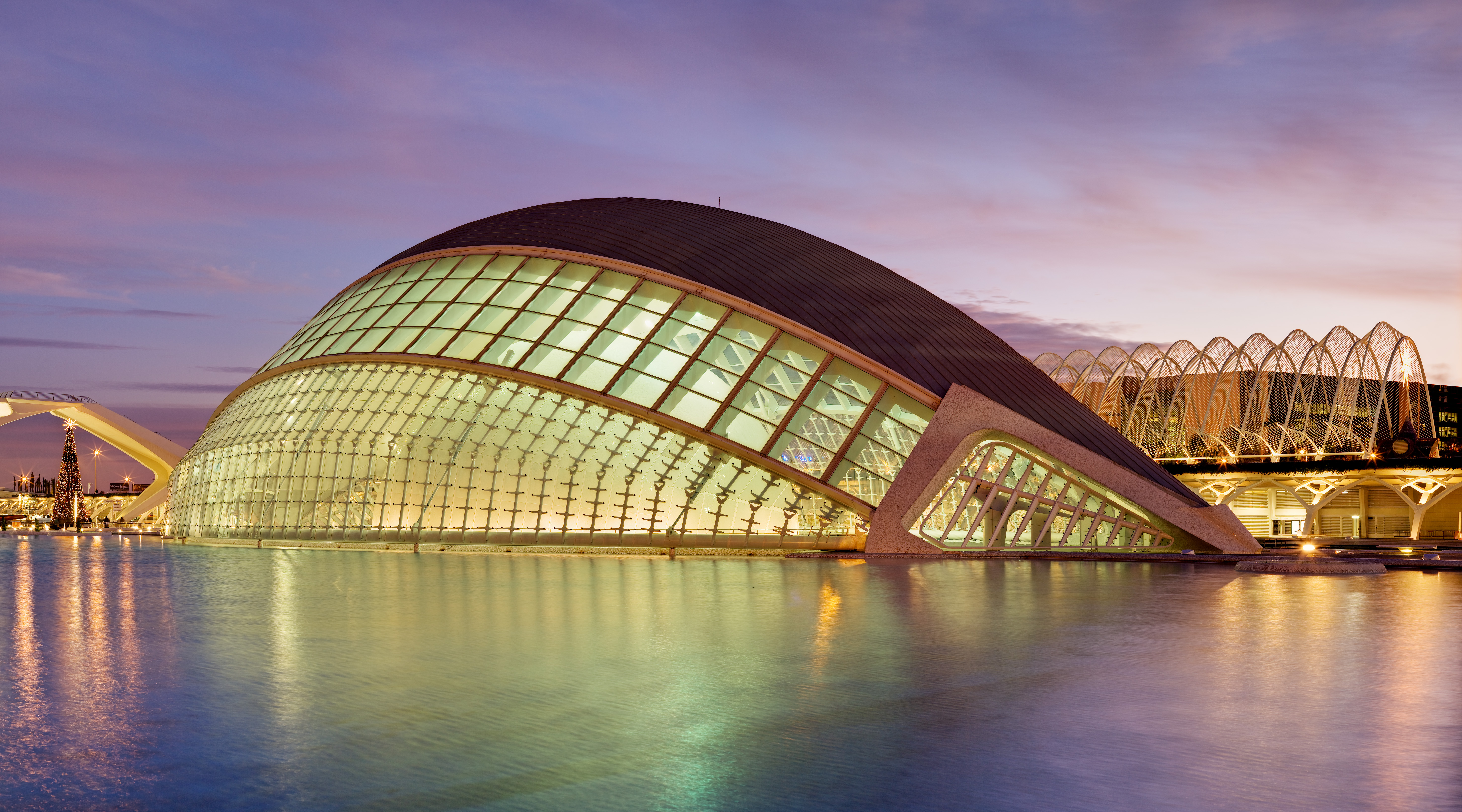
Ciudad de las Artes y de las Ciencias en Valencia, de Santiago Calatrava, 1998
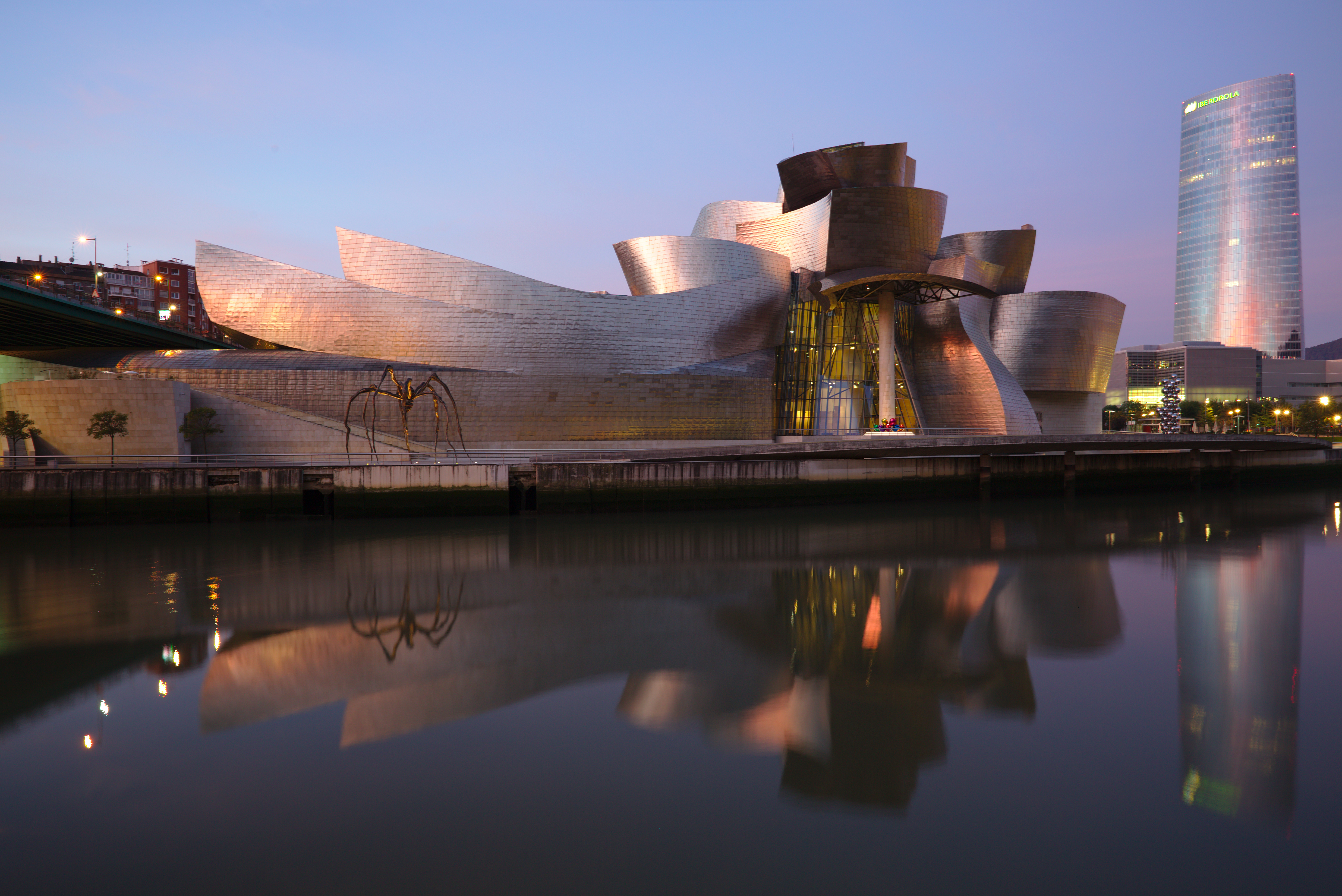
Museo Guggenheim de Bilbao, de Frank Gehry, 1997
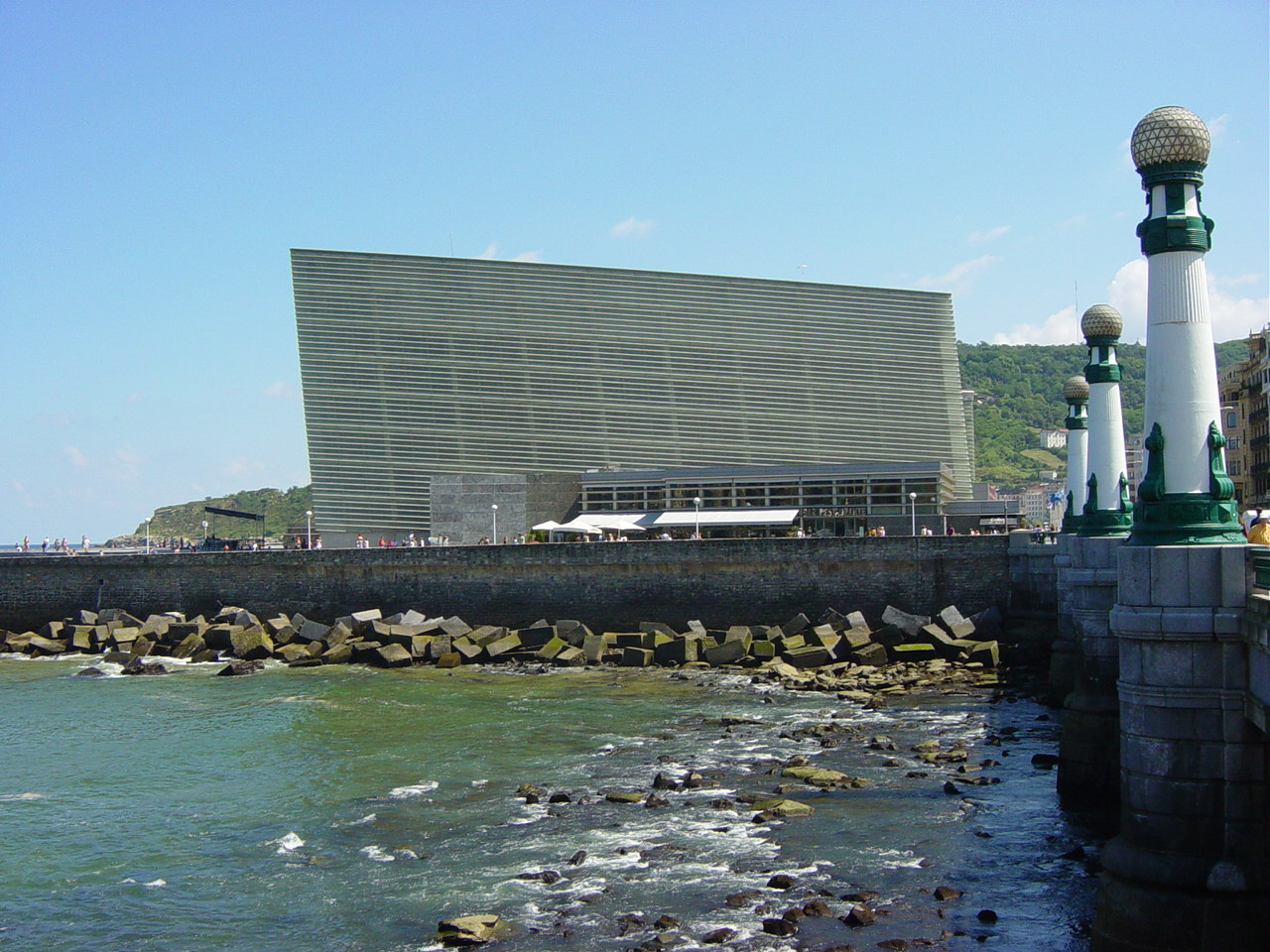
Palacio de Congresos y Auditorio Kursaal, de Rafael Moneo (San Sebastián), 1999

### SigloXXI

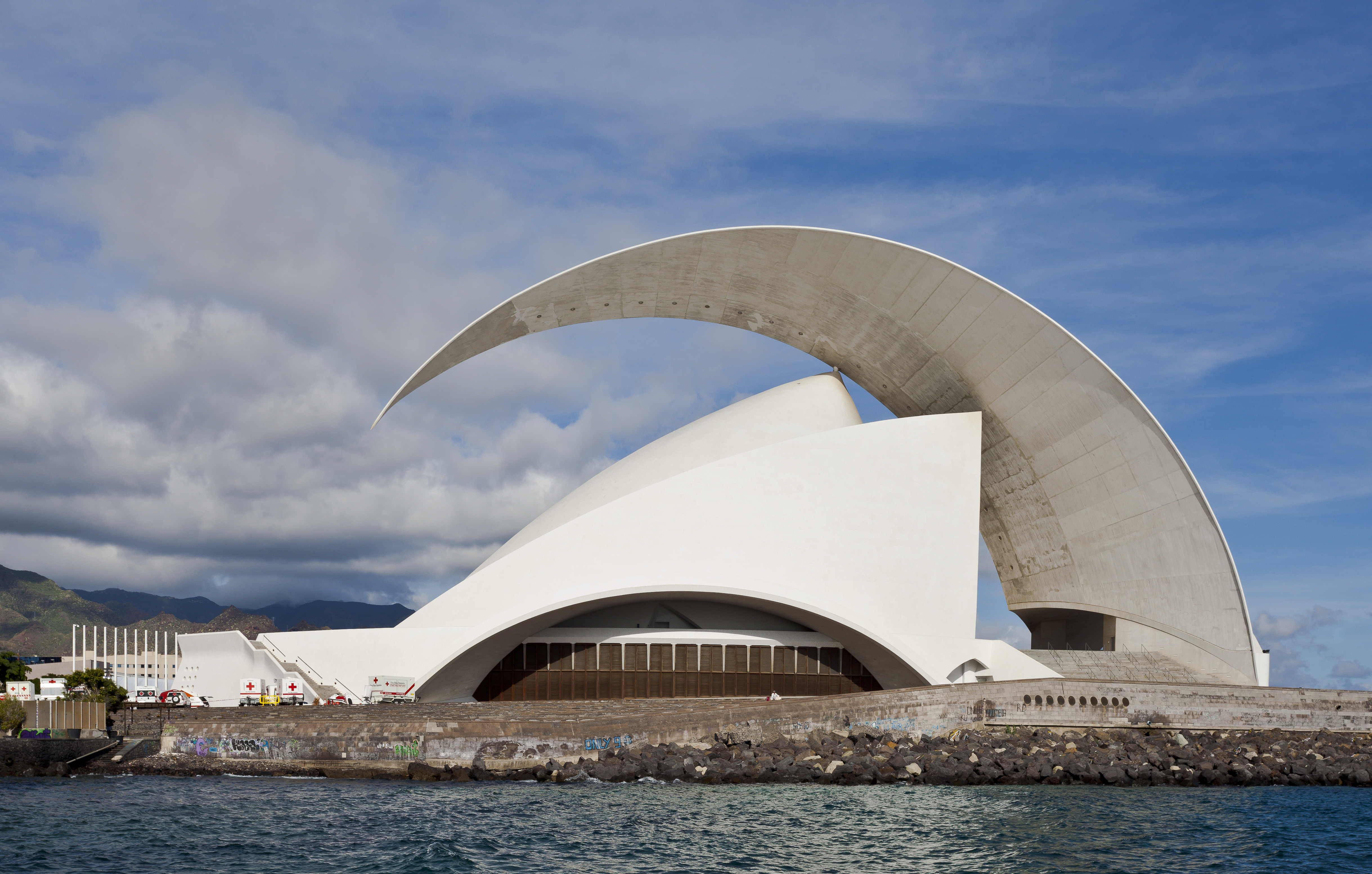
Auditorio de Tenerife, 1997-2003.

En el año 2003, el Príncipe de Asturias, Don Felipe de Borbón inauguró en la ciudad de Santa Cruz de Tenerife (Canarias), el moderno edificio del Auditorio de Tenerife, diseñado por Santiago Calatrava. Para dicho acto asistieron varios corresponsales y diarios de todo el mundo. En 2006, la Terminal 4 del Aeropuerto de Madrid-Barajas de Richard Rogers, Antonio Lamela y Luis Vidal ganó el Premio Stirling. En abril de 2007, el MUSAC (Museo de Arte Contemporáneo de Castilla y León, en León) de los arquitectos Emilio Tuñón y Luis M. Mansilla recibió el premio de Arquitectura Contemporánea Mies van der Rohe de la Unión Europea, que ya había ganado en 2001 el Kursaal (San Sebastián) de Rafael Moneo.
La Torre Agbar es un rascacielos de Barcelona realizado por el arquitecto francés Jean Nouvel. Mide 144,4 metros y tiene 38 pisos, incluyendo 4 niveles subterráneos. Su diseño combina una serie de conceptos arquitectónicos distintos, cuyo resultado es una sorprendente estructura construida con hormigón armado, cubierta con una fachada de vidrio y más de 4.400 ventanas cortadas en el hormigón estructural.
Del 12 de febrero al 1 de mayo de 2006 el MoMA, Museo de Arte Moderno de Nueva York, dedicó la exposición On-Site: New Architecture in Spain a la nueva arquitectura en España. El MoMA define España como un país que se ha convertido en los últimos años en un centro internacional de innovación y excelencia arquitectónica como demuestra el hecho de que siete premios Pritzker (Rafael Moneo, Álvaro Siza, Thom Mayne, Zaha Hadid, Jacques Herzog, Pierre de Meuron, Frank Gehry y Rem Koolhaas) hayan sido seleccionados para la exposición. Terence Riley, a cargo del Departamento de Arquitectura y Diseño del MoMA, que se despidió del museo con esta exposición, comenta:

No hay un estilo español en arquitectura, no existe. Pero lo que sí hay en España actualmente es un porcentaje muy elevado de calidad en los proyectos, más que en ningún otro sitio del mundo, según mi percepción. En España se construye mucho, en China aún más. Sin embargo, mientras que en China apenas hay propuestas interesantes, en España existen muchas.

En Madrid se construyeron cuatro rascacielos, (2006-2009), de los cuales, el más alto mide 250 metros. Este parque empresarial se llama Cuatro Torres Business Area, y la Torre Caja Madrid, que es la más alta de toda España, está diseñada por Norman Foster.
En Asturias se inaugura en 2011 el Centro Cultural Internacional Oscar Niemeyer, única obra del arquitecto brasileño Oscar Niemeyer en España. Consta de cinco piezas: una gran plaza abierta, una cúpula, un auditorio, una torre mirador y un edificio polivalente.
En 2017 el equipo de RCR formado por Carme Pigem, Ramón Vilalta y Rafael Aranda obtienen el Premio Pritzker.

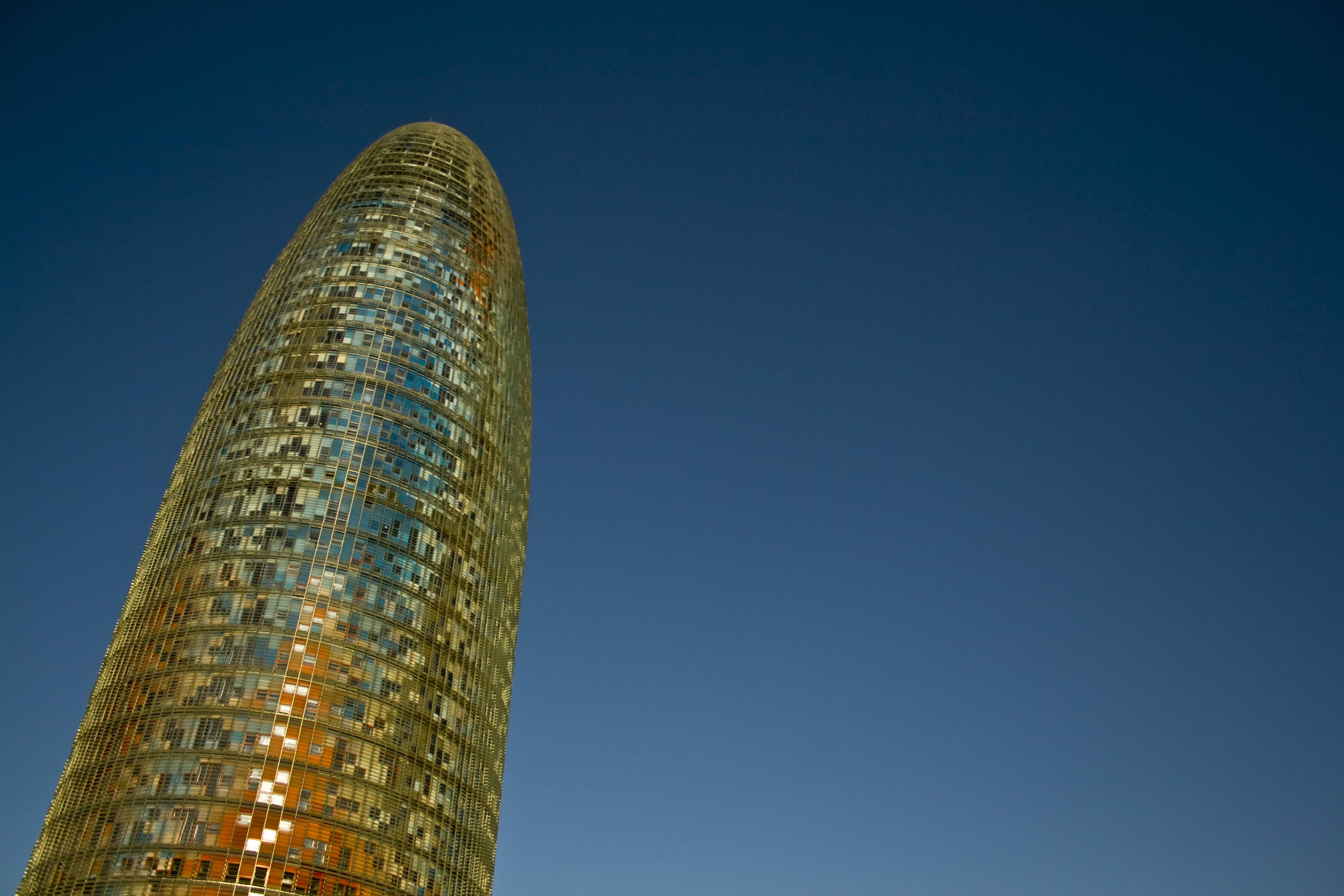
Torre Agbar en Barcelona, de Jean Nouvel, 2005
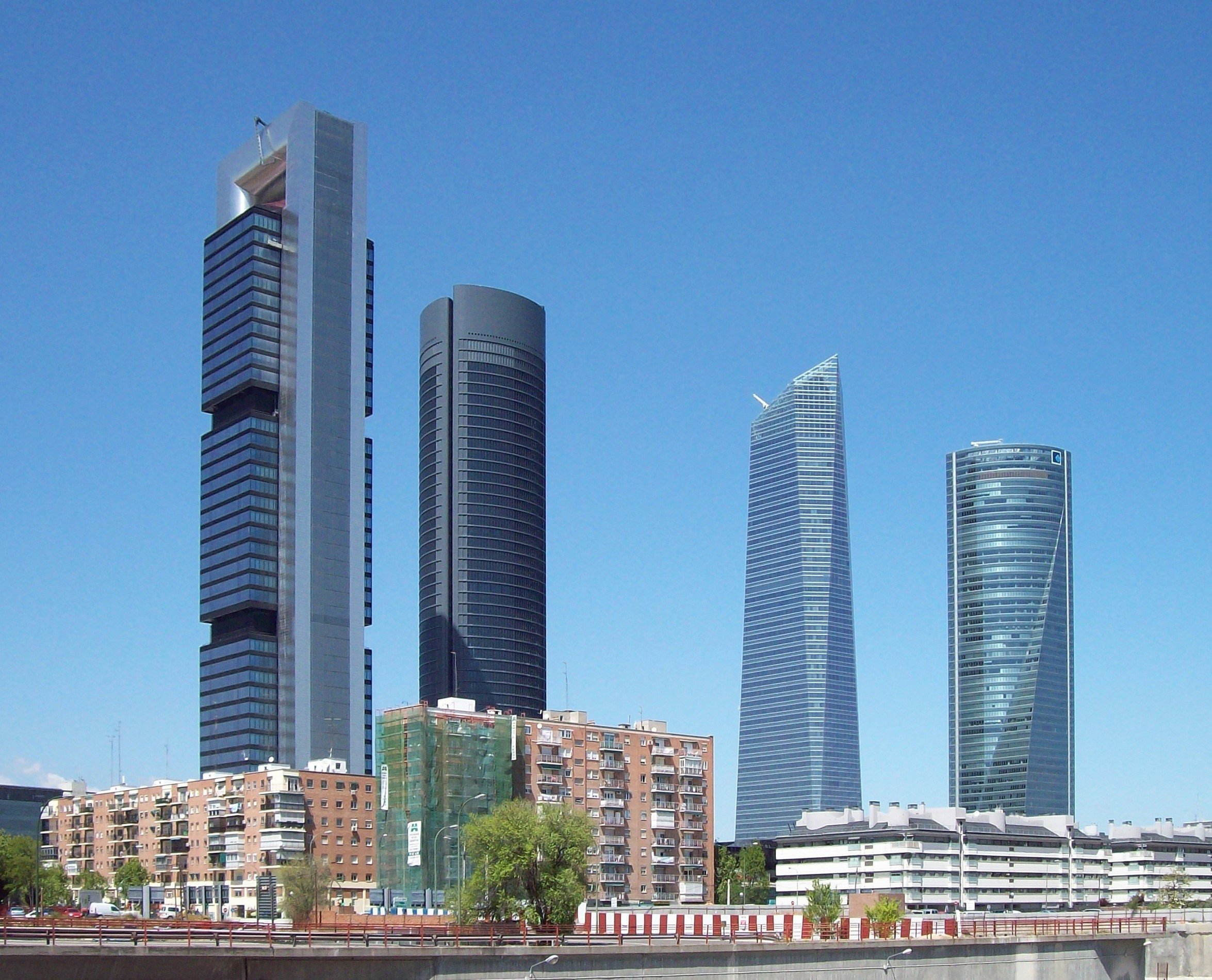
Rascacielos del complejo empresarial CTBA de Madrid, 2004 a 2009
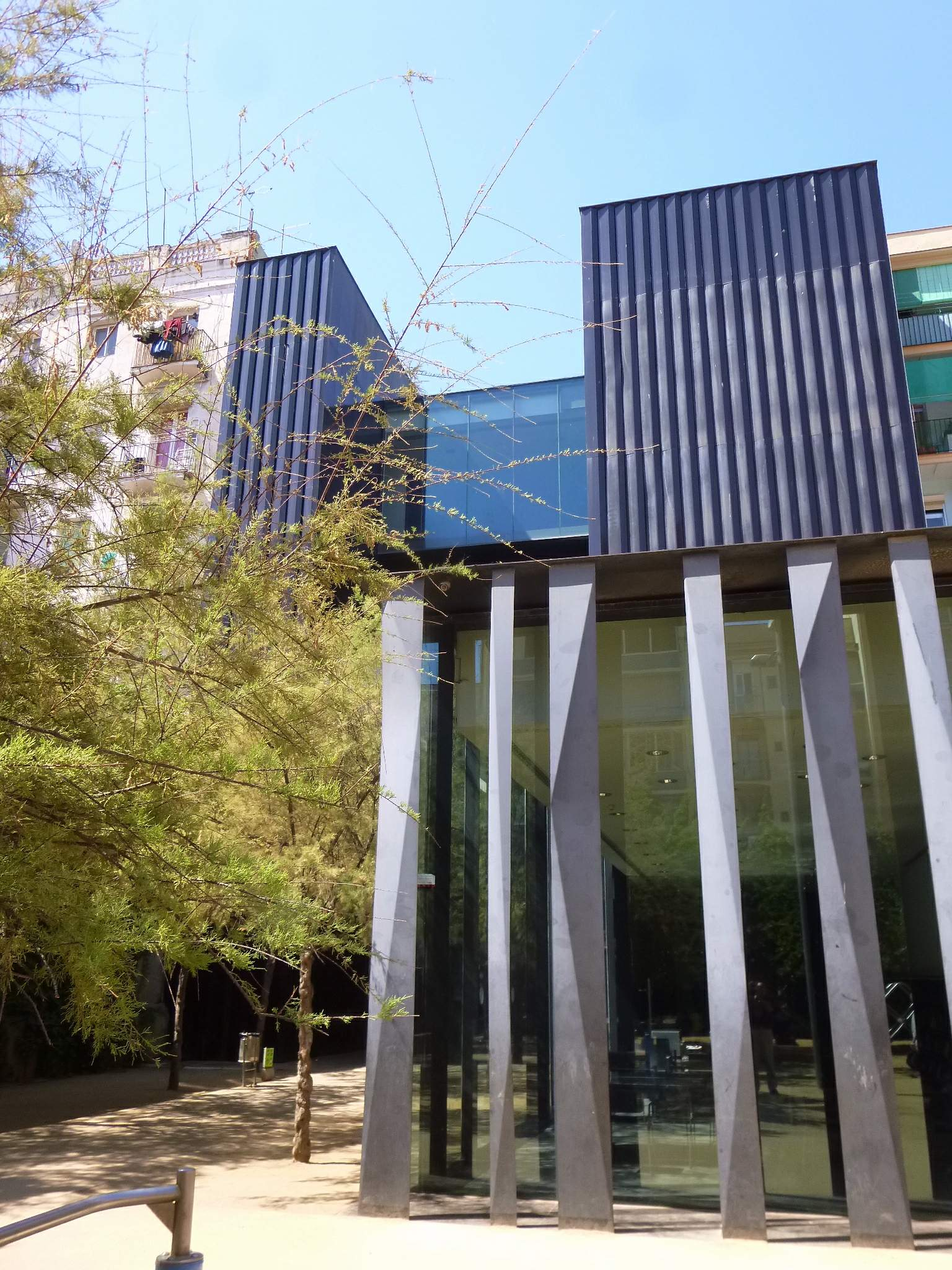
RCR, Biblioteca Sant Antoni-Joan Oliver, Barcelona, 2002-2005
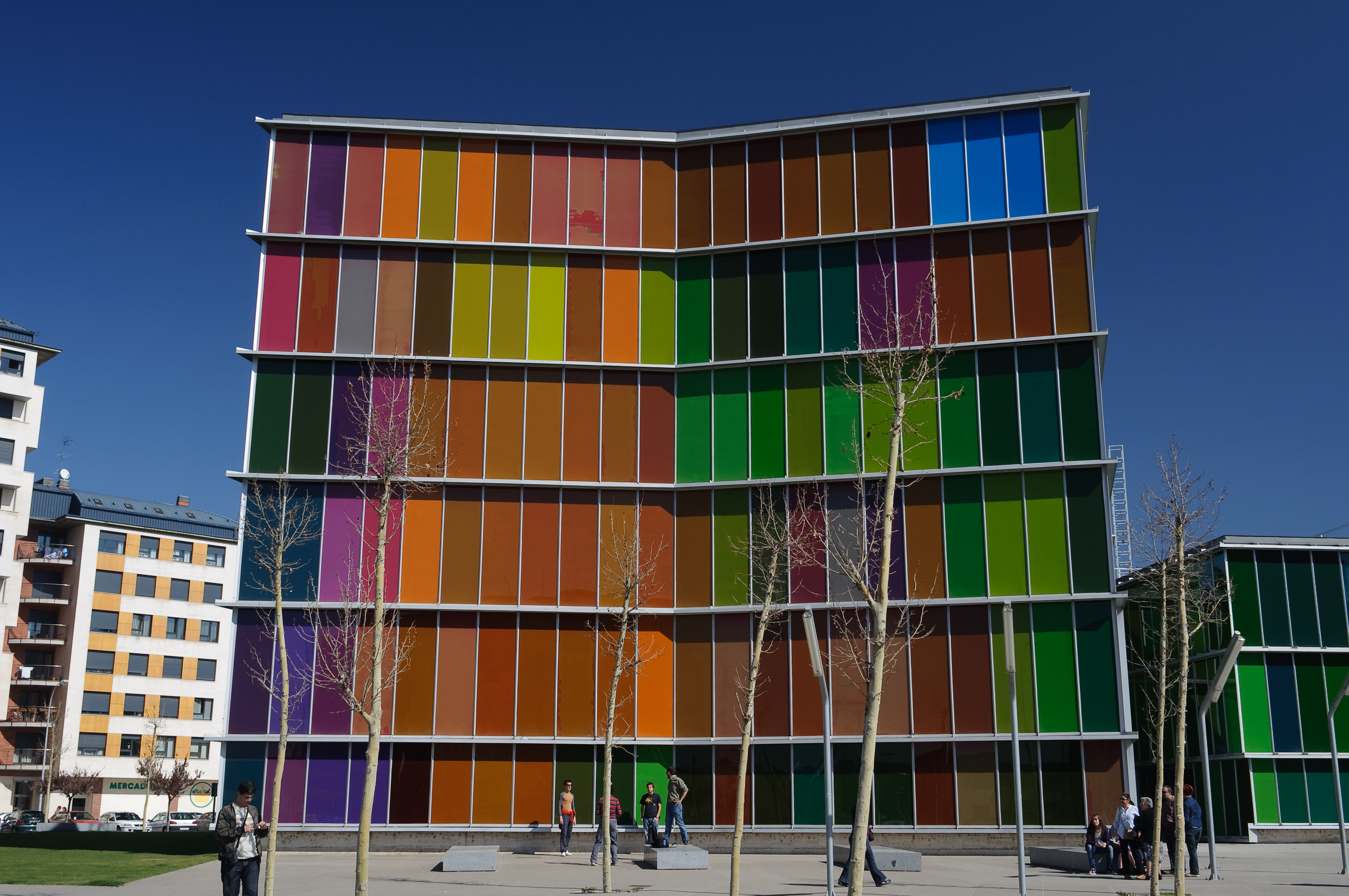
Fachada del MUSAC en León, de Mansilla + Tuñón Arquitectos, 2005 Premio Mies van der Rohe en 2007.
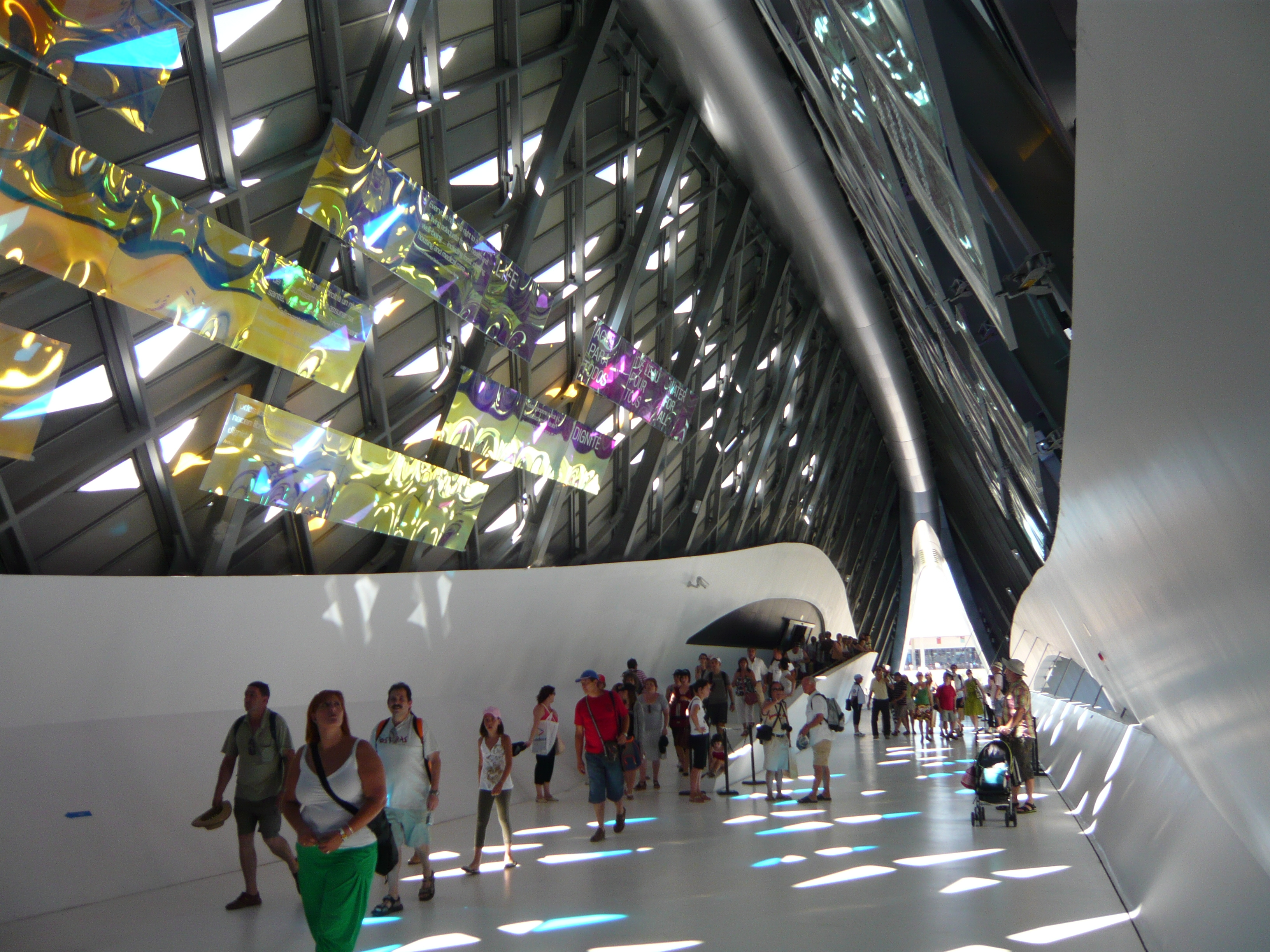
Pabellón Puente de la Expo 2008 en Zaragoza, diseñado por Zaha Hadid.
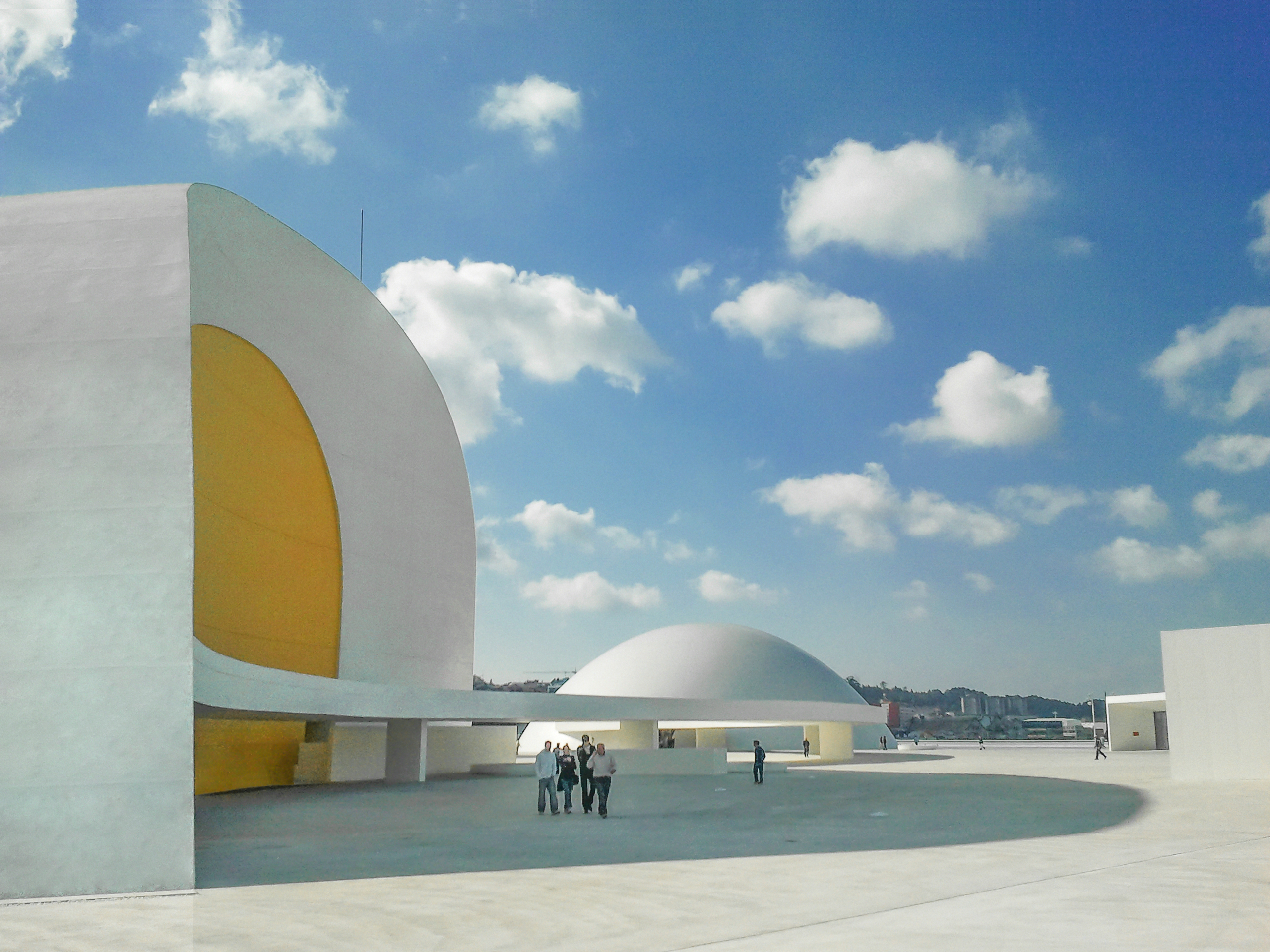
Centro Niemeyer en Avilés, Asturias, única obra en España de Oscar Niemeyer, 2011

## Arquitectura popular
Debido a las grandes diferencias climáticas y topográficas del país, la arquitectura popular muestra una gran variedad. Piedra caliza, pizarra, granito, arcilla (cocida o no), madera o paja son empleadas en las diferentes regiones. También las estructuras y distribución varían muchos según las costumbres regionales. Algunas de estas construcciones tienen nombres propios: cortijo, carmen, barraca, caserío, palloza, alquería, etc. Algunas regiones españolas muestran ejemplos de arquitectura popular con traza propia como es el caso de la arquitectura popular alistana en la provincia de Zamora. 

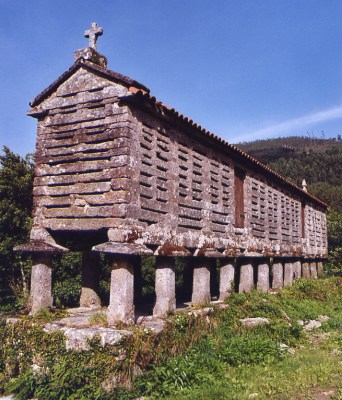
El hórreo es un granero elevado de Galicia, Asturias y Cantabria. En esta imagen aparece un hórreo gallego.
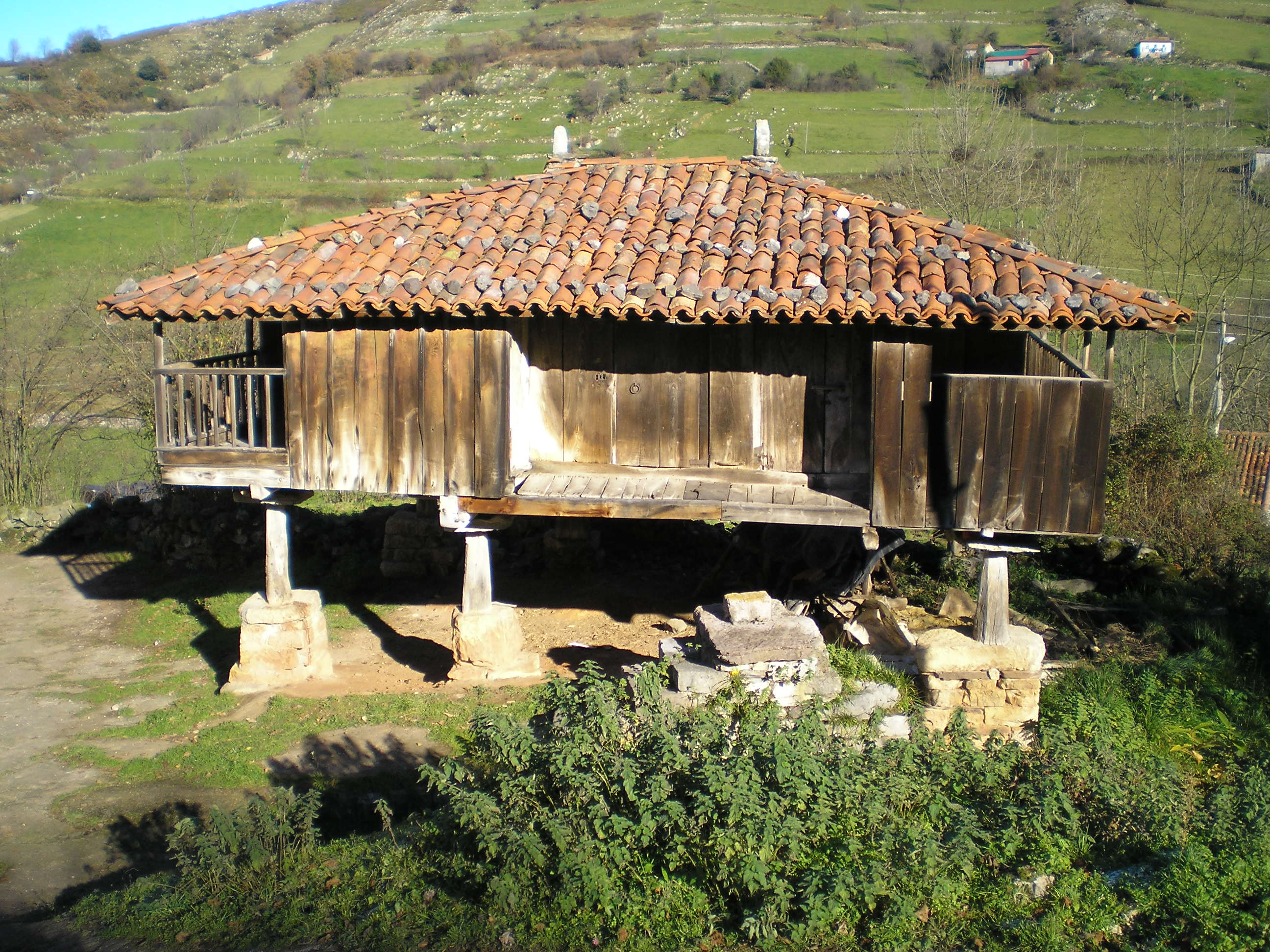
El hórreo asturiano (en este caso una panera), tiene el tejado a cuatro aguas, mientras que el gallego lo tiene a dos aguas.
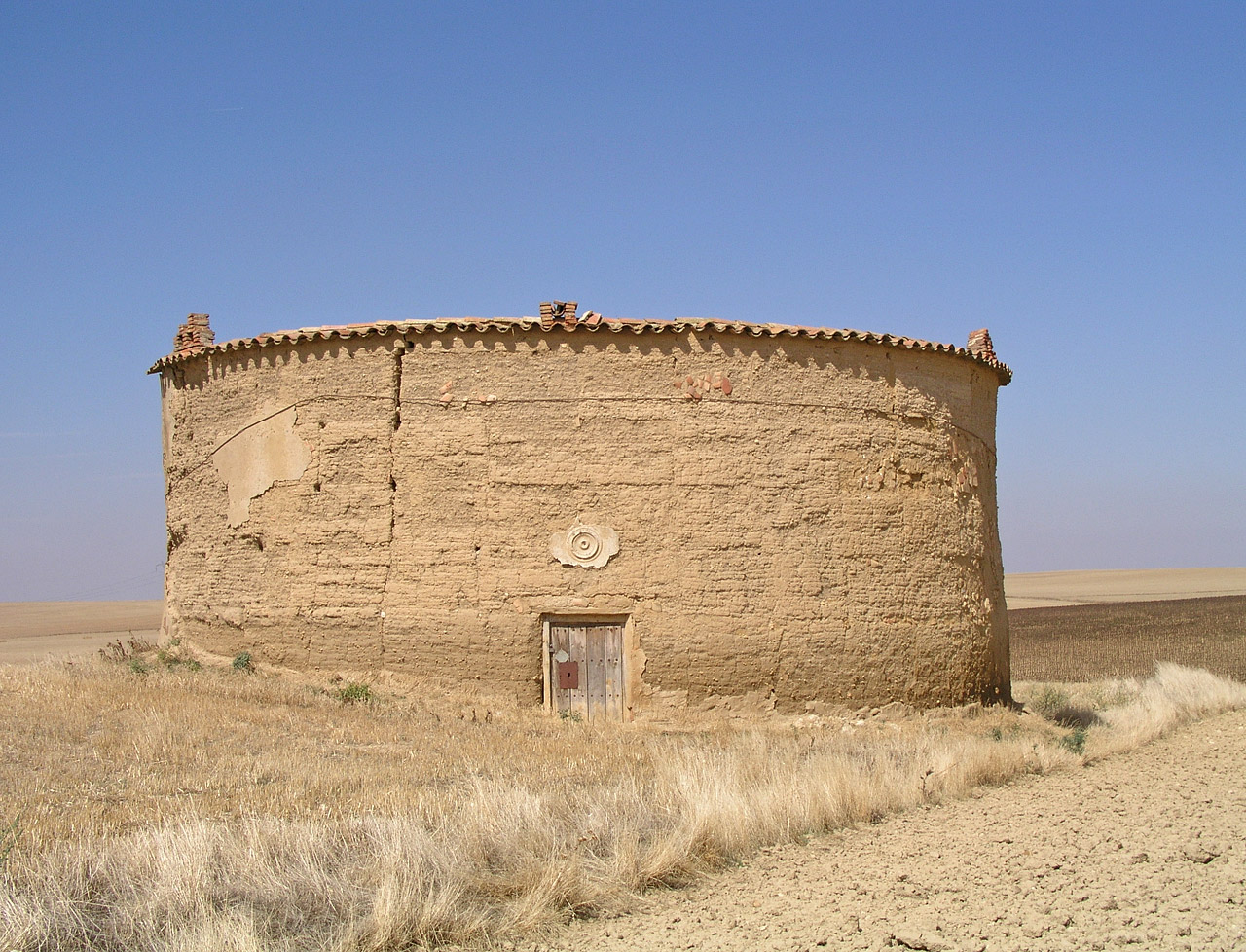
Palomar de la Tierra de Campos (Castilla y León).
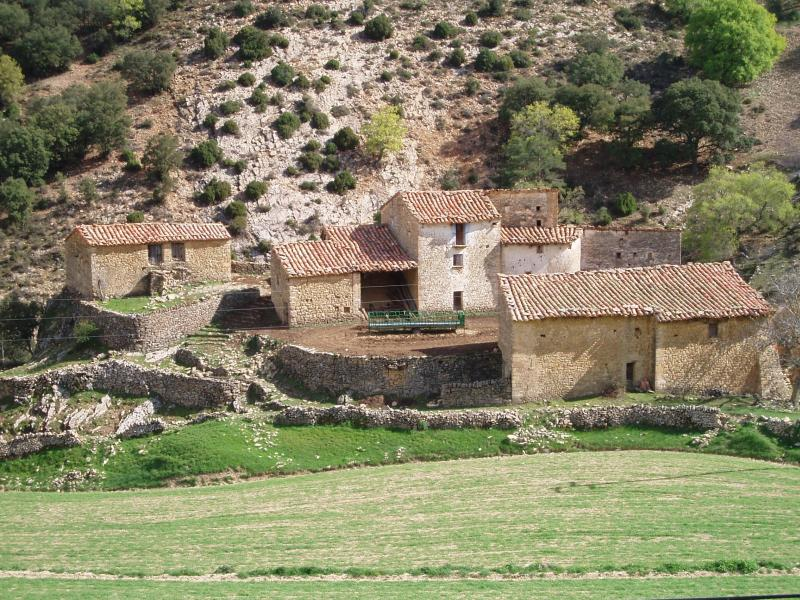
Una masía en Castellón. Las masías evolucionaron a partir de las villas romanas.
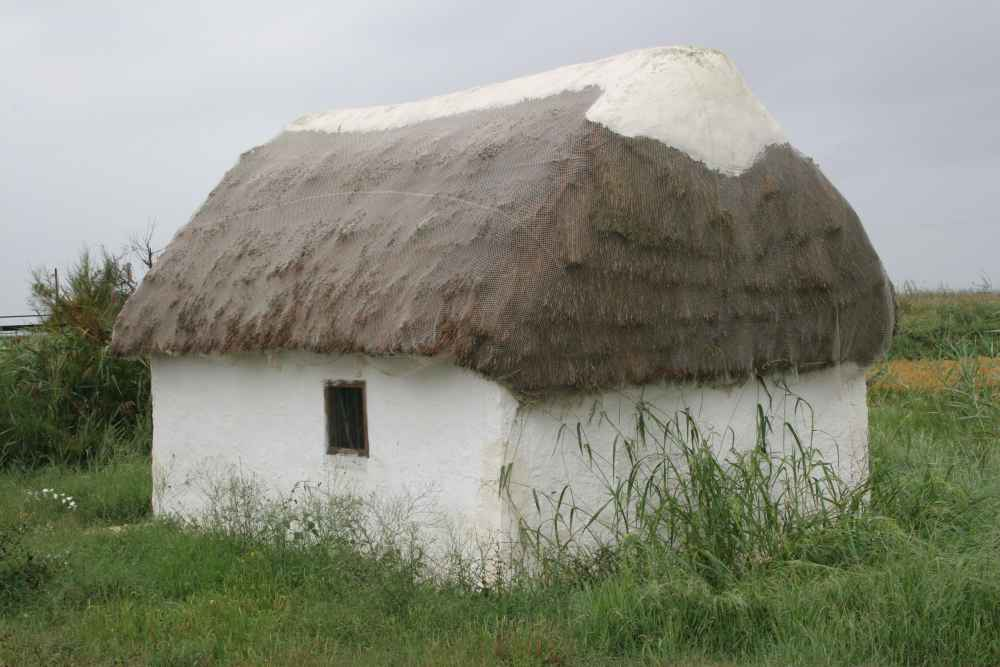
Barraca del Delta del Ebro. Es una construcción ligera, incluso precaria, que utiliza cañas y barro, materiales locales que dieron el título a una famosa novela de Vicente Blasco Ibáñez ambientada en la Albufera de Valencia, zona de similares características.
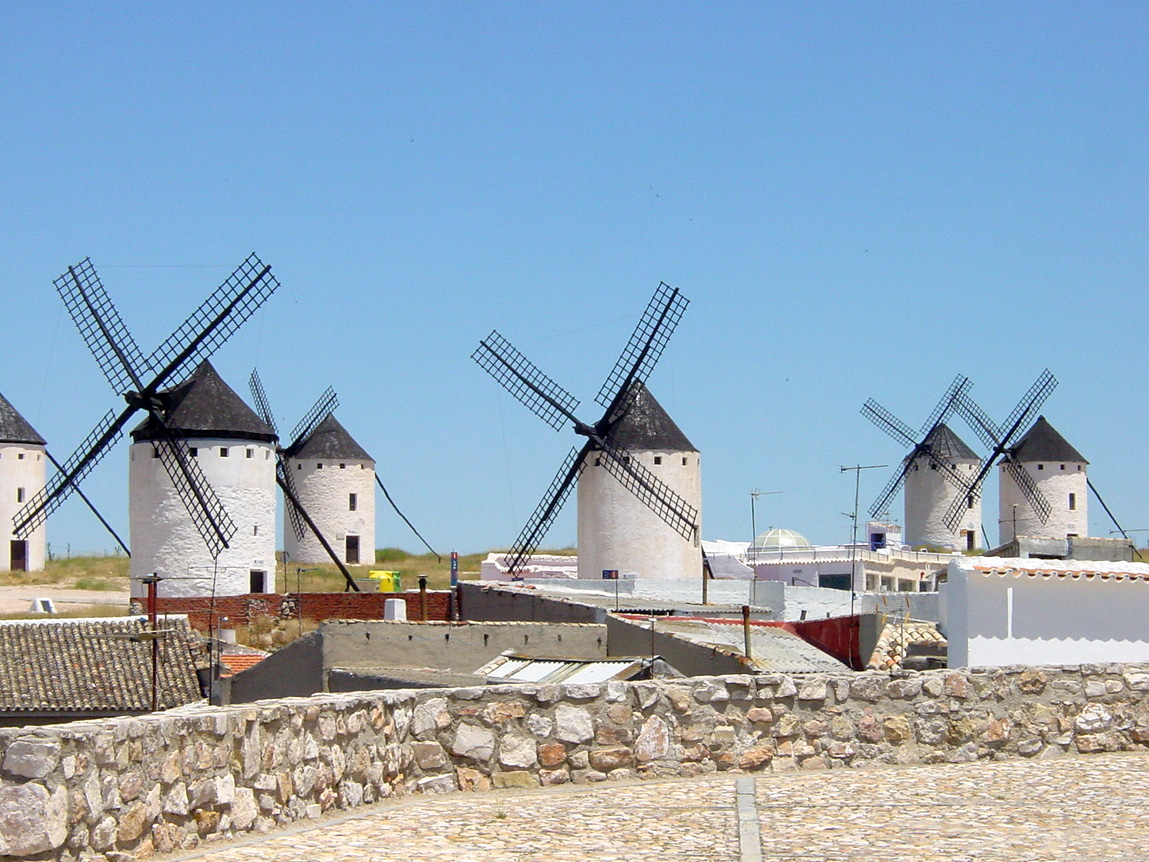
Molinos de viento en el Campo de Criptana, La Mancha. Tecnología de origen mediooriental, se introdujeron en España en el siglo XVI, no mucho antes de que los inmortalizara Cervantes. Tradición más antigua tenían los molinos de agua.
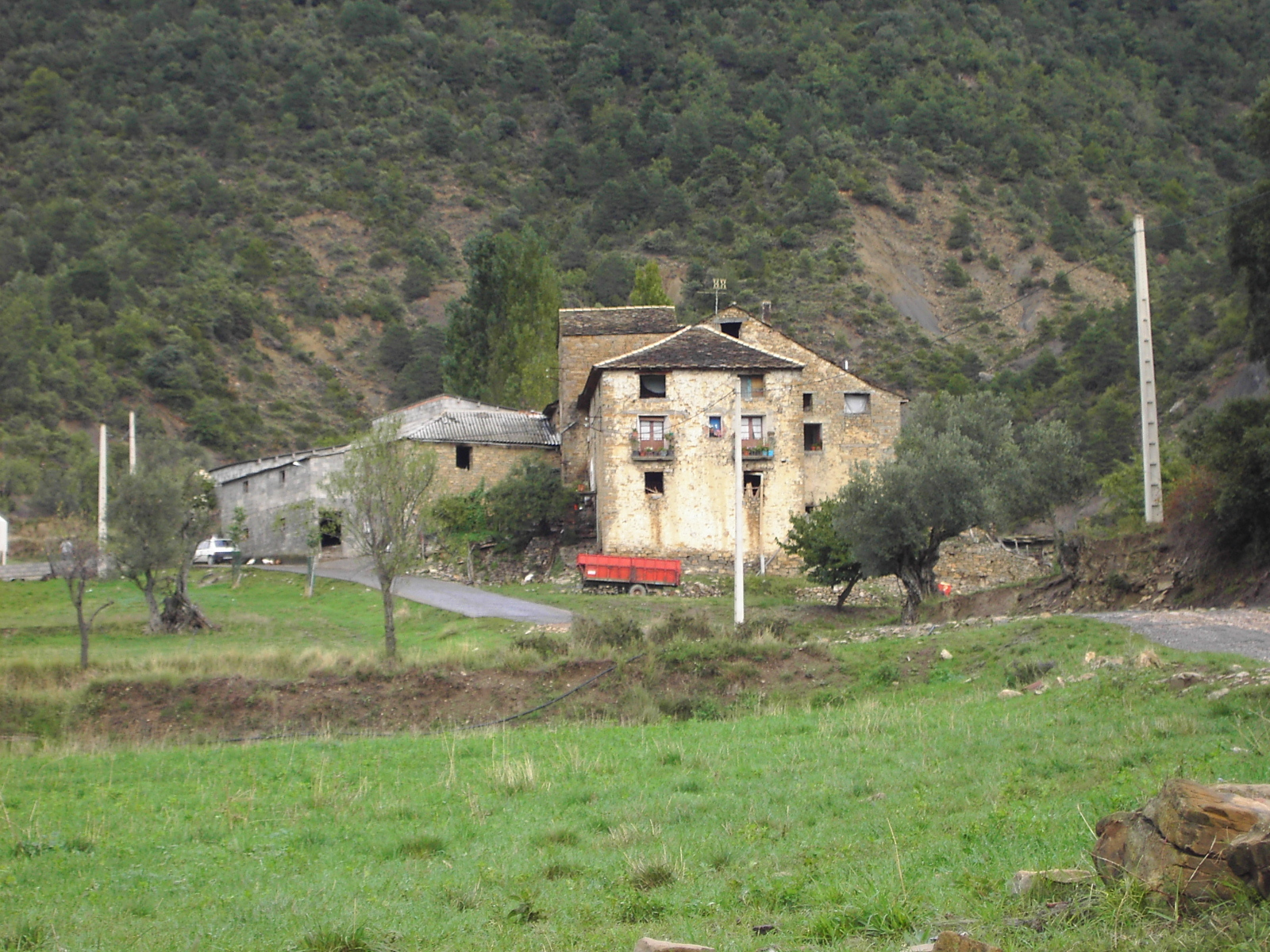
Caserío de Lascorz en La Fueva (Huesca). El caserío, en contraste con la masía de la zona oriental, es la forma de casa-bloque que responde al poblamiento disperso en un amplia zona montañosa entre el Pirineo y la Cornisa Cantábrica. Almacenes, vivienda y espacios para el ganado suelen estar en distintos niveles de la misma construcción.
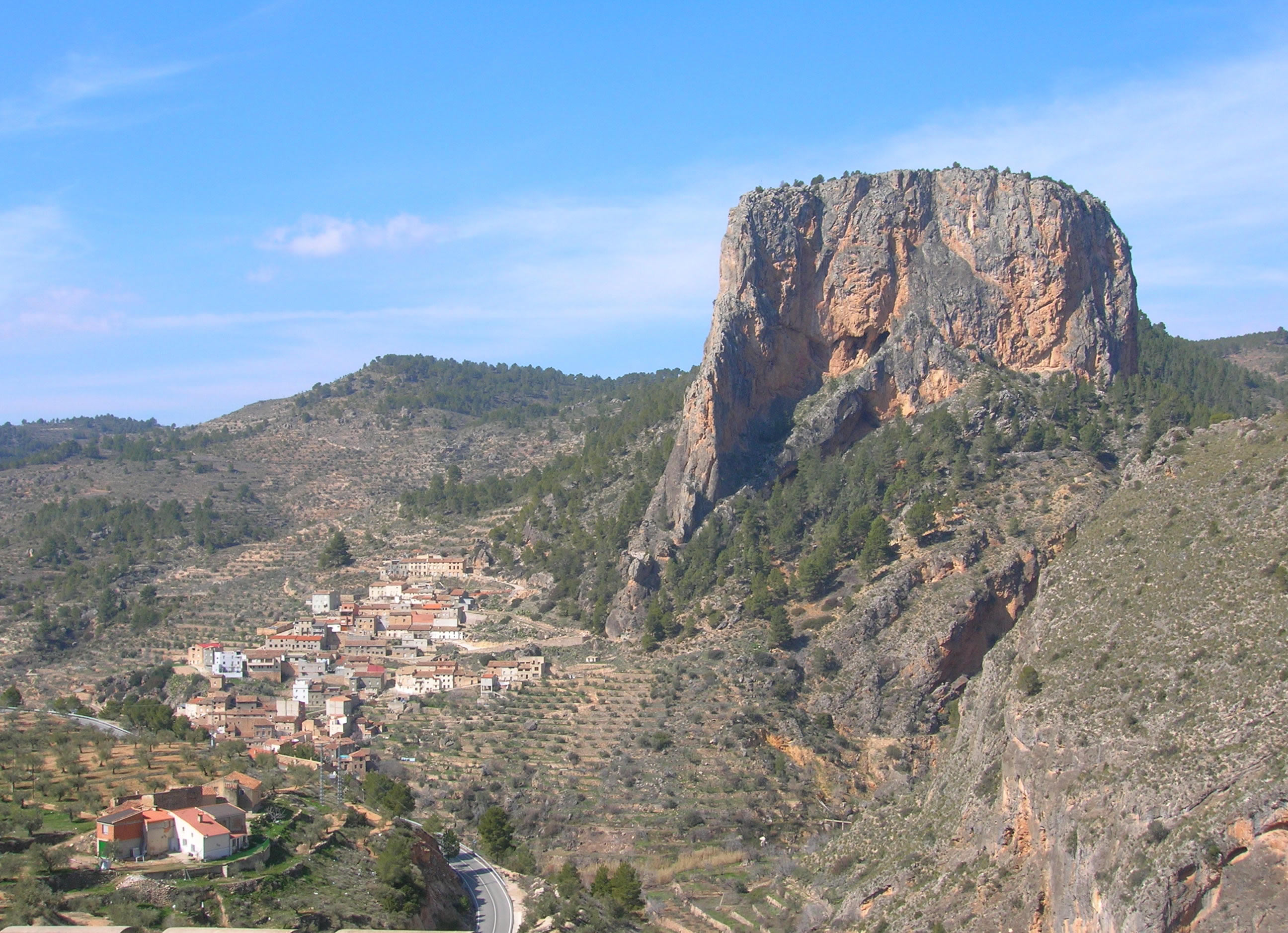
Pedanía de Royo Odrea, en Ayna (Albacete). El poblamiento concentrado es la norma en la España seca, con núcleos apiñados. Las fachadas encaladas se suelen interpretar como una medida higiénica, además de térmica, y una forma de homogeneizar la consistencia del material de los muros. El emplazamiento puede tener un origen defensivo, o incluso ser un lugar intermedio para el aprovechamiento de distintas zonas de explotación agrícolas, ganaderas y forestales.
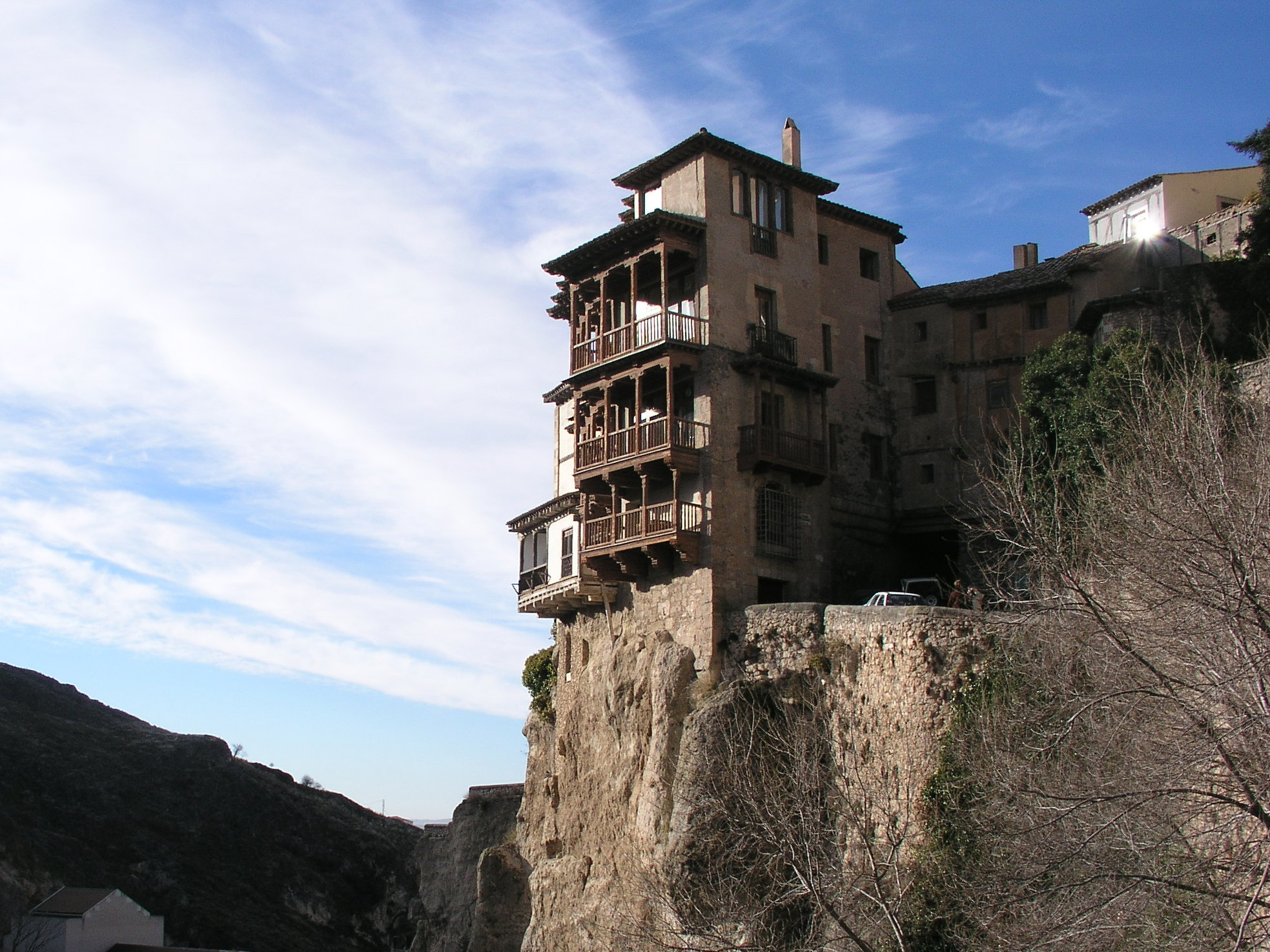
Casas colgadas, Cuenca. El aprovechamiento extremo del espacio en adaptación a emplazamientos difíciles y la utilización de materiales autóctonos (la madera abundante en la Serranía) son representativos de la arquitectura popular, tanto rural como, en este caso, urbana.
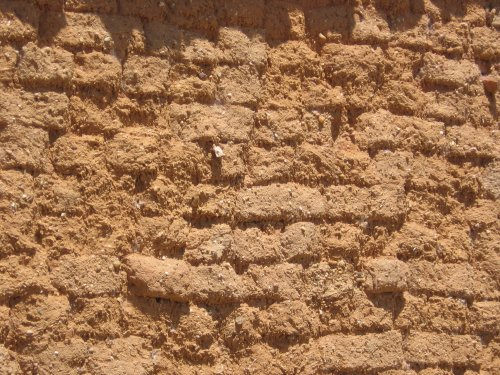
Material: adobe, empleado en algunas regiones de Castilla y León
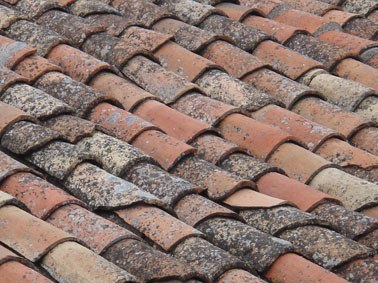
Tejas en un tejado de Colmenar de Oreja. Esta es la disposición más habitual, aunque en la provincia de Segovia lo tradicional es colocar sólo las de abajo. La utilización de tejas en las edades Media y Moderna detectaba a una casa de especial riqueza «donde hay tejas hay dineros», pues las viviendas pobres se cubrían de ramas, césped u otros materiales más accesibles.
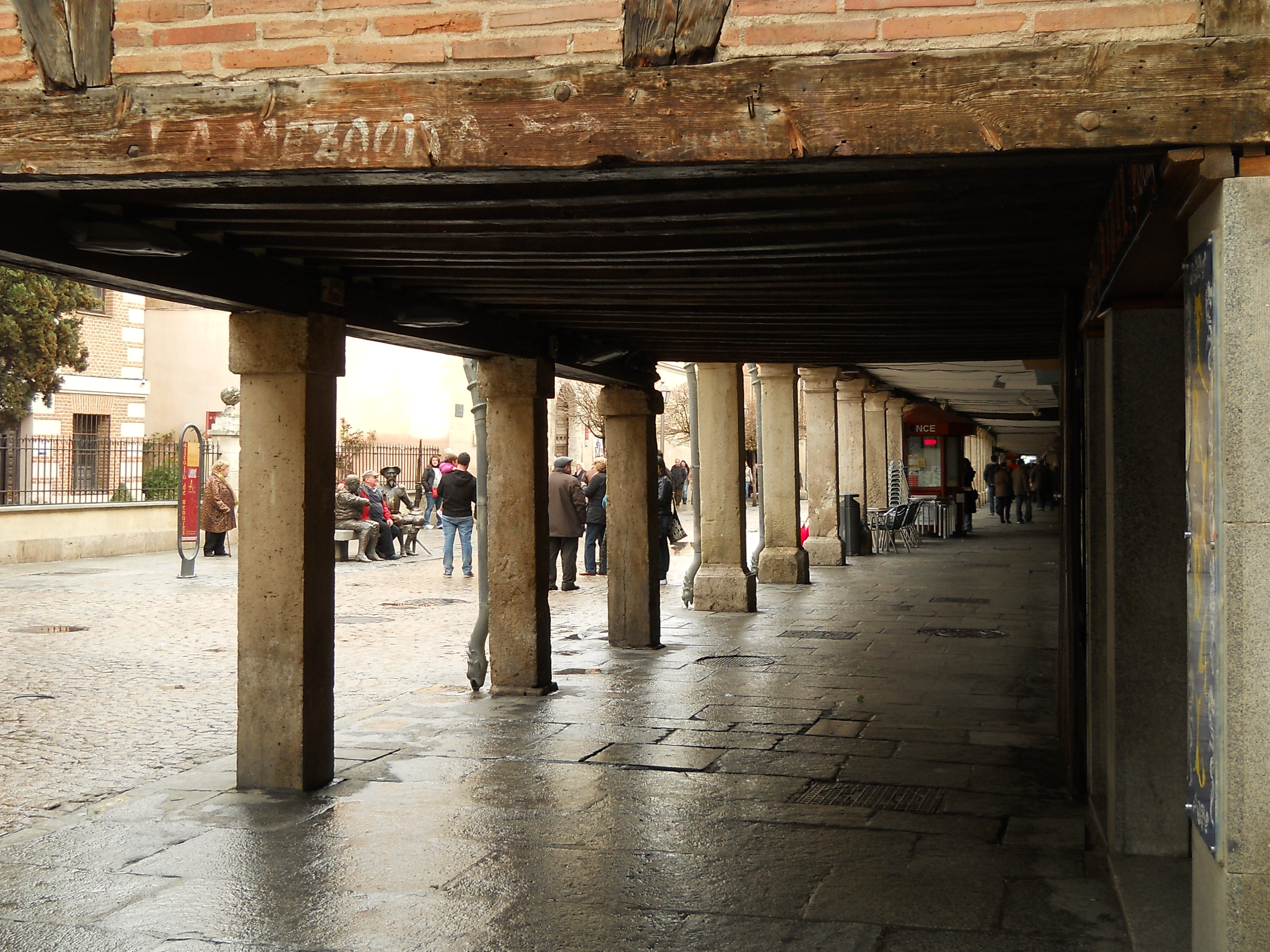
Calle mayor de Alcalá de Henares. Los soportales son una estructura singular y característica del urbanismo español. En este caso acogen hacia su interior curiosos elementos de la antigua judería de la ciudad como son los adarves, en contraste con su trazado rectilíneo (sobre el camino preexistente, conecta el antiguo centro romano con la plaza mayor, que de forma característica surgió en un arrabal).